# 著作権法の判例 (欧州)
- 知的財産権 > 著作権 > 欧州連合の著作権法 > 著作権法の判例 (欧州)
- 欧州連合 > EU法 > EU指令 > 著作権法の判例 (欧州)

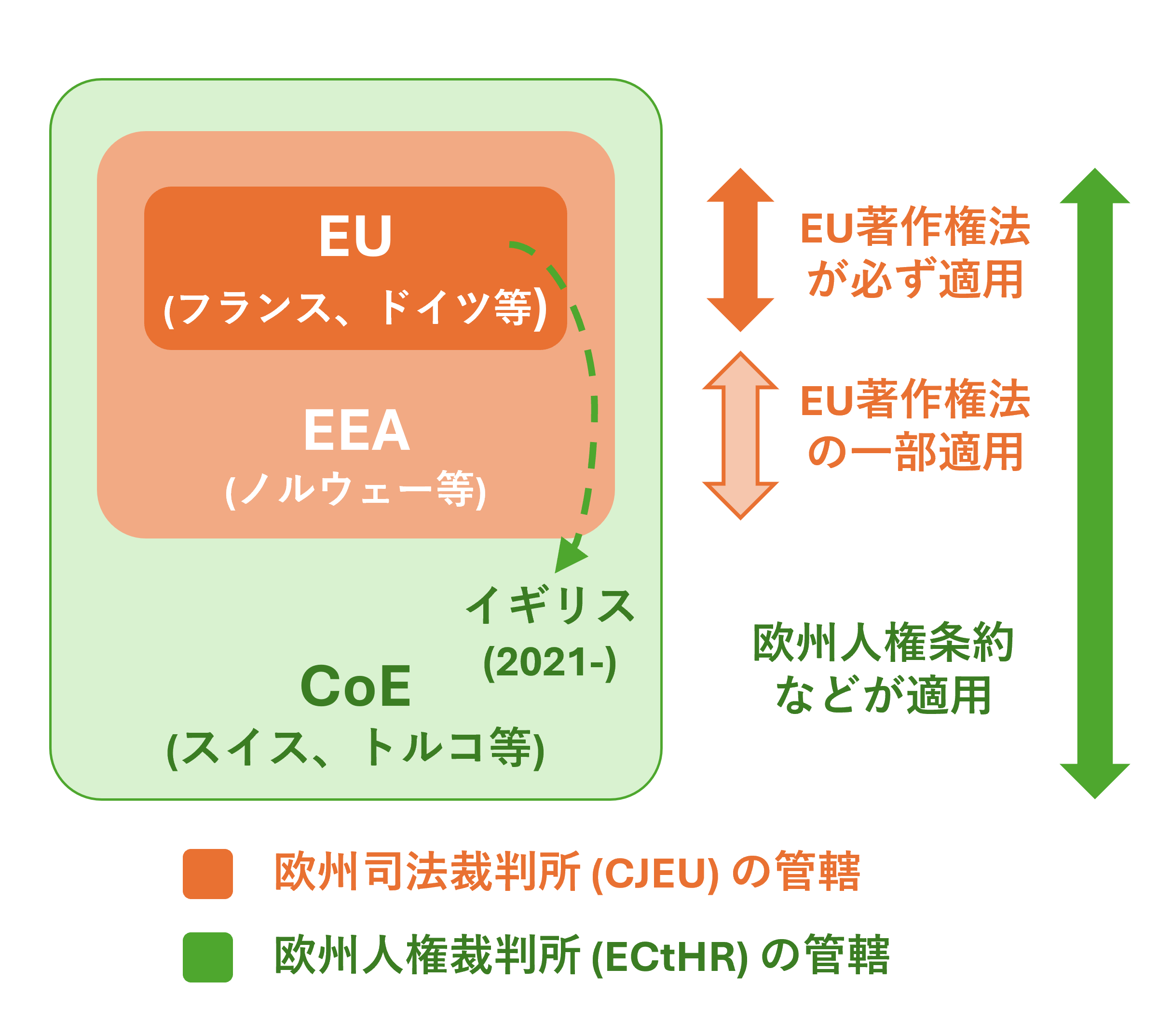
欧州の著作権法における国際裁判所の管轄比較

欧州の著作権法に関する判例 (おうしゅうのちょさくけんほうにかんするはんれい) では、欧州連合 (EU) 加盟国、欧州自由貿易連合 (EFTA) 加盟国の欧州経済領域 (EEA) ないし欧州評議会 (CoE) 加盟国の著作権を巡る主な訴訟事件、または行政による制裁措置を扱う。EUを離脱したイギリスも解説の対象に含めている。事件は多数存在するが、法学者や著作権に精通する弁護士などの識者が言及したものに絞って本項では取り上げ、事件名の右に特筆性を示す出典を付記する。
判例を読むにあたって前提となる基礎情報を、本項の末尾で参考までに概説している。「#管轄」の節では、EUの国際裁判所であるCJEU (ECJと一般裁判所の総称) や欧州評議会の国際裁判所である欧州人権裁判所 (ECtHR) の仕組みについて解説しており、これら裁判所の決定がおよぶ国・地域の範囲を示している。「先決裁定」や「直接訴訟」などの専門用語も解説している。また著作権法とその上位法との関係については「#対象法令」の節で解説している。

## 事件一覧
事件の英語名をクリックすると、当ページ内の争点別詳細解説のセクションに遷移する。事件の英語名は文献によって表記揺れがあり、日本語の文献でもそのまま英語表記することも多く、当表に記述した英語・日本語の事件名は参考情報の扱いとされたい。
国内訴訟が欧州連合司法裁判所 (CJEU) に先決裁定が付託された場合、あるいは欧州評議会 (CoE) 加盟国を対象とした欧州人権裁判所 (ECtHR) に持ち込まれた場合は、国内裁判所の欄に  (右上矢印) の記号を付記する。
事件番号をクリックすると、裁判所公式ないし官報公式判決文の英語版に遷移する。ただしCJEUの作業言語 (英: working language) はフランス語であり、CJEU裁判官の判決はフランス語が用いられており、英語版は翻訳版である点に注意されたい。一方、欧州人権裁判所は公用語として英語とフランス語を併用している。
| 事件名通称 | 国内裁判所                   | 判決年月 (事件番号)                    | 争点                           | 著作物                  | 判旨・その他備考                                                                             | 特筆性               |
| --- | ---------------------------- | -------------------------------------- | ------------------------------ | ----------------------- | -------------------------------------------------------------------------------------------- | -------------------- |
| William Eden v Whistler (イーデン対ウィスラー)                                                                             | フランス                     | 1900/03 (D.1900.1.497)                 | 著作者人格権 (公表権)          | 美術                    | 出来映えに不満との理由で肖像画の発注主に引渡拒否できるか。                                   | [ 3 ] [ 4 ] [ 5 ]    |
| Walter v Lane (ウォルター対レーン)                                                                                         | イギリス                     | 1960/08 ([1900] AC 539)                | 著作物性                       | 報道出版物              | 額の汗の法理を初めて英国で支持した判例。                                                     | [ 6 ]                |
| Boubouroche case (『ブーブーロッシュ』事件)                                                                                | フランス                     | 20世紀初期 (事件番号不明)              | 著作物性                       | 演劇                    | アイディア・表現二分論に反し、識者から批判を受けた判例。                                     | [ 7 ]                |
| Camoin v Carco (カモワン対カルコ)                                                                                          | フランス                     | 1931/03 (DP.1931.2.88)                 | 著作者人格権 (公表権)          | 美術                    | 画家が自らゴミ箱に捨てた絵画が復元されて販売された事件。                                     | [ 8 ] [ 9 ] [ 10 ]   |
| Donoghue v Allied Newspapers (ドノヒュー対アライド新聞社)                                                                  | イギリス                     | 1937/07 ((1938) Ch. 106)               | 著作物性                       | 報道出版物              | インタビューに答えた競馬騎手は共同著作者か、アイディア出しだけか。                           | [ 11 ]               |
| Rouault v Vollard (ルオー対ヴォラール)                                                                                     | フランス                     | 1947/03 (D.1949.20)                    | 著作者人格権 (修正・撤回権)    | 美術                    | 遺作807点を未完成とみなして画商へ引渡拒否できるか。                                          | [ 8 ] [ 9 ] [ 10 ]   |
| Joy Music v Sunday Pictorial Newspapers (ジョイ・ミュージック対サンデー・ピクトリアル紙)                                   | イギリス                     | 1960 (2 QB 60)                         | パロディ                       | 楽曲                    | 女王エリザベス2世の夫エディンバラ公爵フィリップを揶揄したもじり歌詞はパロディか。            | [ 12 ] [ 13 ] [ 14 ] |
| Z v Éditions Desclée de Brouwer (Z対デクリ・ドゥ・ボウウェール出版)                                                        | フランス                     | 1960/11 事件番号なし                   | 著作物性                       | 教育                    | 発声の教育法そのものは著作権保護されない。                                                   | [ 15 ]               |
| SACEM v Société Hôtel Lutetia (SACEM対ホテル・ルテシア)                                                                    | フランス                     | 1961/03                                | 公衆伝達権                     | テレビ番組              | 有料コイン式のホテル室内テレビを巡る事件。                                                   | [ 16 ]               |
| Buffet v Fersing (ビュッフェ対フェルシン)                                                                                  | フランス                     | 1965/07 (1965.2.126)                   | 著作者人格権 (尊重権)          | 美術                    | 冷蔵庫に描いた絵画を冷蔵庫から分離して売却できるか。                                         | [ 17 ] [ 18 ] [ 19 ] |
| Harman Pictures v Osborne (ハーマン・ピクチャーズ対オズボーン)                                                             | イギリス                     | 1967/03 ([1967] 2 All ER 324)          | 著作物性                       | 書籍                    | クリミア戦争の史実を描いた映画は書籍からの盗用か。                                           | [ 20 ]               |
| Deutsche Grammophon v Metro (ドイツ・グラモフォン対メトロ)                                                                 | ドイツ                       | 1971/06 (78-70)                        | EU法と国内法                   | 楽曲                    | 安価な輸入盤の流入は国内著作権法で阻止できるか。                                             | [ 21 ] [ 22 ]        |
| Rundfunksprecher case (放送アナウンサー事件)                                                                               | ドイツ                       | 1975/07 (LG Hamburg GRUR 1976, 151)    | 著作隣接権                     | 実演家                  | 「実演芸術家」の権利保護要件をドイツで初めて示した重要判例。                                 | [ 23 ]               |
| Tavener Rutledge v Trexapalm (タヴェナー・ラトリッジ対トレクサパルム)                                                      | イギリス                     | 1975/07 ([1977] RPC 275)               | 著作物性、商標権               | 食品                    | ドラマ『刑事コジャック』の名を冠した飴は著作権および商標権で保護されるか。                   | [ 20 ]               |
| Ciné-Vog Films v Coditel (シネフォグ・フィルムズ対コディテル)                                                              | ベルギー                     | 1980/03 (62/79) & 1982/10 (262/81)     | EU法と国内法                   | 映画                    | 同一事件の2回ECJ判決。ドイツのテレビで放送された映画を隣国ベルギーでケーブル放送。           | [ 24 ] [ 25 ]        |
| GEMA v Membran/K-tel (GEMA対メンブラン/K-tel)                                                                              | ドイツ                       | 1981/01 (55/80 & 57/80)                | 頒布権                         | 楽曲                    | 特許や商標と同様に著作権も産業的な財産権であるとEECで初めて認められた事件。                  | [ 21 ] [ 26 ]        |
| J.-Philippe Dubuffet v Régie Renault (デュビュッフェ対ルノー)                                                              | フランス                     | 1983/03 (81-14.454)                    | 著作者人格権 (尊重権)          | 美術                    | モニュメント制作者に無断で完成前に発注者ルノーが破壊。                                       | [ 27 ] [ 28 ] [ 18 ] |
| Schweppes v Wellingtons (シュウェップス対ウェリントン)                                                                     | イギリス                     | 1984 (FSR 210 (Ch))                    | パロディ                       | 商品ラベル              | 炭酸水ブランドのラベルデザイン模造は著作権侵害か。                                           | :412                 |
| Pachot v Babolat Maillot Witt (パショ対BMW)                                                                                | フランス                     | 1986/03 (83-10.477)                    | 著作物性                       | プログラム              | フランスで初めてプログラムに著作権を認めた判決。                                             | [ 30 ] [ 31 ]        |
| Williamson Music v Pearson Partnership (ウィリアムソン・ミュージック対ピアソン・パートナーシップ)                          | イギリス                     | 1987 (FSR 97 (Ch))                     | パロディ                       | 楽曲                    | ミュージカル楽曲の同一歌詞に別メロディを付けてテレビCMに流された事件。                       | :410                 |
| Salabert v Le Luron (サラベール対ル・ルロン)                                                                               | フランス                     | 1988/01 (85-18.787)                    | パロディ                       | 楽曲                    | 茶化した歌の物まねは著作権侵害か。                                                           | [ 33 ]               |
| Warner Brothers and Metronome Video v Erik Viuff Christiansen (ワーナー・ブラザース対クリスティアンセン)                   | デンマーク                   | 1988/05 (Case 158/86)                  | EU法と国内法、貸与権           | 映画                    | イギリスで購入した映画のビデオをデンマークのレンタル店で貸与。                               | [ 34 ]               |
| Samuel Beckett's "En attendant Godot" (サミュエル・ベケット著『ゴドーを待ちながら』事件)                                   | オランダ、フランス、イタリア | 1988、1992、2006                       | 著作者人格権 (尊重権)          | 演劇                    | 劇作家の意に反して主人公の性別を変更した演劇上演は可能か。                                   | [ 18 ] [ 35 ]        |
| EMI Electrola v Patricia Im- und Export (EMI対パトリツィア輸出入)                                                          | ドイツ                       | 1989/01 (Case 341/87)                  | EU法と国内法、著作権の保護期間 | 楽曲                    | デンマークとドイツの保護期間の差が着目された楽曲輸入盤の事件。                               | [ 34 ]               |
| Chappell v UK (チャペル対イギリス政府)                                                                                     | イギリス                     | 1989/03 (No 10461/83)                  | 法執行 (差押)                  | 映画                    | 海賊版取締目的の家宅捜索は人権侵害か。                                                       | [ 36 ]               |
| Gerber Scientific Products v Isernatic France (ガーバー対イゼルマルティック)                                               | フランス                     | 1991/04 (89-21.071)                    | 著作物性                       | プログラム              | フランスでプログラムの著作権保護の要件定義を発展させた判決。                                 | [ 37 ]               |
| Huston v Turner Entertainment/La Cinq (ヒューストン対ターナー・エンターテインメント/フランス5)                             | フランス                     | 1991/05 (89-19.522 89-19.725)          | 著作者人格権 (尊重権)          | 映画                    | 白黒映画を監督に無断でカラー化してテレビ放送できるか。                                       | [ 38 ] [ 39 ] [ 40 ] |
| Observer and Guardian v the United Kingdom (ガーディアン紙対英国政府政府)                                                  | イギリス                     | 1991/11 (No 13585/88)                  | 法執行 (差止)                  | 報道出版物              | 諜報機関MI5の内情暴露本『スパイキャッチャー』関連の出版差止は違法。                          | [ 41 ] [ 42 ]        |
| La Mode en Image v BY (エッフェル塔のライトアップ事件)                                                                     | フランス                     | 1992/03 (90-18.081)                    | 著作物性                       | 照明演出                | エッフェル塔のライトアップは著作権保護の対象。                                               | [ 43 ]               |
| Phil Collins v Imtrat Handelsgesellschaft (コリンズ対イムトラット貿易)                                                     | ドイツ                       | 1993/01 (C-92/92 & C-326/92)           | EU法と国内法、外国籍の権利保護 | 楽曲                    | 2件併合判決。英国歌手フィル・コリンズはドイツ国内法で別扱いされるべきか。                    | [ 44 ]               |
| SMD v Aréo et l'office du tourisme de Villeneuve-Loubet (SMD対アレオ)                                                      | フランス                     | 1993/03 (91-16.543)                    | 集合著作物                     | 写真                    | 「集合著作物の推定」法理の重要判例。                                                         | [ 45 ] [ 46 ] [ 47 ] |
| Ibcos Computers v Barclays Mercantile Highland Finance (イブコス・コンピューターズ対バークレー)                            | イギリス                     | 1994 ([1994] F.S.R. 275)               | 著作物性                       | プログラム              | 英国におけるプログラムの著作物性を問うリーディングケース。                                   | [ 48 ]               |
| Performer in Russians (『ラシアンズ』ミュージックビデオ出演者事件)                                                         | フランス                     | 1999/07 (97-40.572)                    | 著作隣接権                     | 実演家                  | 英国歌手スティングのビデオ助演は権利保護の対象者か。                                         | [ 49 ] [ 50 ]        |
| X v Le Berry (X対Le Berry出版)                                                                                             | フランス                     | 2001/01 (98-17926)                     | 職務著作                       | 報道出版物              | 他紙に新聞記事が転載された場合も職務著作の範疇か。                                           | [ 51 ]               |
| The British Horseracing Board v William Hill Organization (英国競馬公社対ウィリアムヒル)                                   | イギリス                     | 2004/11 (C-203/02)                     | 著作物性                       | データベース            | 競馬レース情報DBを賭け屋が流用。                                                             | [ 52 ] [ 53 ] [ 54 ] |
| X v SEM (X対SEM) | フランス                     | 2005/04 (03-21.095)                    | 職務著作                       | 報道出版物              | 退職後も報道写真が転載利用された場合も職務著作の範疇か。                                     | [ 51 ]               |
| Melnychuk v Ukraine (メルニチェック対ウクライナ政府)                                                                       | ウクライナ                   | 2005/07 (No 885/12)                    | 著作者人格権                   | 書籍                    | 書籍・詩を酷評する書評の新聞掲載は人権侵害か。                                               | [ 41 ]               |
| SGAE v Rafael Hoteles (SGAE対ラファエル・ホテル)                                                                           | スペイン                     | 2005/12 (C-306/05)                     | 公衆伝達権                     | テレビ番組              | 情報社会指令の「公衆」の定義解釈を示した2000年代を代表する判例の一つ。                       | [ 55 ] [ 56 ]        |
| X v. Haarman and Reimer (X対ハーマン&ライマー)                                                                             | フランス                     | 2006/06 (02-44.718)                    | 著作物性                       | 香水                    | 過去の判例を覆し、香水の著作権保護否定に転換した事件。                                       | [ 57 ] [ 58 ]        |
| X v Nestlé (X対ネスレ) | フランス                     | 2006/07 (05-15.472)                    | 権利譲渡                       | 写真                    | 市に譲渡した写真が飲料水「ヴィッテル」の広告に無断流用。                                     | [ 59 ]               |
| Auteurs dans les arts graphiques et plastiques (ADAGP) v Editions Fernand Hazan (ADAGP対アザン出版)                        | フランス                     | 2007/02 (04-12.138)                    | 著作権の保護期間 (戦時加算)    | 美術                    | 画家クロード・モネ作品の著作権期間延伸は認められるか。                                       | [ 60 ]               |
| Cassina v Peek & Cloppenburg (カッシーナ対ピーク&クロッペンブルク)                                                         | ドイツ                       | 2008/04 (C-456/06)                     | 頒布権、消尽論                 | 実用品 (椅子)           | ル・コルビュジエのデザインした高級チェアの模造品を巡る訴訟。                                 | [ 61 ]               |
| Précom, Ouest France Multimedia v Direct Annonces (プレコム対ディレクタノンセ)                                             | フランス                     | 2009/03 (07-19.734 07-19.735)          | 著作物性                       | データベース            | ECJ判決を受け、フランスで初めてDBの「実質的投資」要件が支持された事件。                      | [ 62 ]               |
| Danske Dagblades Forening v Infopaq (DDF対インフォパック)                                                                  | デンマーク                   | 2009/07 (C-5/08)                       | 著作物性                       | 報道出版物              | アイディア・表現二分論のリーディングケース。                                                 | [ 63 ] [ 64 ] [ 65 ] |
| Sociedad General de Autores y Editores de España v Padawan (SGAE対パダワン)                                                | スペイン                     | 2010/10 (C-467/08)                     | 複製権                         | デジタル全般            | 私的録音録画補償金制度のリーディングケース。                                                 | [ 66 ]               |
| Moulinsart v Arconsil (ムーランサール対アルコンシーユ)                                                                     | フランス                     | 2011/02 (n°09/19272)                   | パロディ                       | 書籍                    | 漫画『タンタンの冒険』シリーズを巡るフランスのパロディ主要判決の一つ。                       | [ 14 ]               |
| Football Association Premier League v QC Leisure and Karen Murphy v Media Protection Services (プレミアリーグ対QCレジャー) | イギリス                     | 2011/10 (C-403/08 and C-429/08)        | 競争法                         | テレビ番組              | 英国サッカーの試合をギリシャ衛星放送経由でデコーダーを使用して英国内視聴。                   | [ 67 ] [ 68 ]        |
| Painer v Standard Verlags (ペイナー対シュタンダルト新聞)                                                                   | オーストリア                 | 2011/12 (C-145/10)                     | 著作物性                       | 写真                    | 誘拐事件の被害者顔写真の無断使用は防犯目的なら許容されるのか。                               | [ 69 ]               |
| SABAM v Netlog (SABAM対Netlog)                                                                                             | ベルギー                     | 2012/02 (C-360/10)                     | プロバイダー責任               | デジタル全般            | ベルギー版Facebookに課された一般的監視義務 (事前防止策) の是非。                             | [ 70 ] [ 71 ]        |
| SAS Institute v World Programming (SAS対ワールド・プログラミング)                                                          | イギリス                     | 2012/05 (C‑406/10)                     | 著作物性                       | プログラム              | 英国・米国で訴訟に発展。システム機能は著作権保護対象か。                                     | [ 72 ]               |
| Oracle v UsedSoft (オラクル対UsedSoft)                                                                                     | ドイツ                       | 2012/07 (C‑128/11)                     | 頒布権、消尽論                 | プログラム              | ソフトウェアの利用ライセンスを中古販売すると著作権侵害か。                                   | [ 73 ] [ 74 ]        |
| Maki v Serisud (マキ対スリスッド)                                                                                          | フランス                     | 2012/11 (11-20.531)                    | 国際準拠法、集合著作物         | 商品デザイン            | マダガスカルで係争中の事件をフランス法でも著作権と商標権侵害で裁けるか。                     | [ 46 ]               |
| X v ABC News (X対ABCニュース)                                                                                              | フランス                     | 2013/04 (11-12.508)                    | 国際準拠法                     | 報道出版物              | 米系企業フランス駐在時の著作物は米国とフランス法どちらが適用されるか。                       | [ 75 ]               |
| Vandersteen v Deckmyn (ヴァンダースティーン対デックメイン)                                                                 | ベルギー                     | 2014/09 (C-201/13)                     | パロディ                       | イラスト                | EU著作権法のパロディ関連のリーディングケース。                                               | [ 76 ] [ 77 ]        |
| A Malka v Peter K (マルカ対ピーター)                                                                                       | フランス                     | 2015/05 (13-27.391)                    | パロディ、著作者人格権         | 写真                    | 元ネタの品位を貶める作風は著作者人格権侵害か表現の自由の範疇か。                             | [ 14 ]               |
| Mc Fadden v Sony Music Entertainment (メクファデン対ソニー・ミュージック)                                                  | ドイツ                       | 2016/09 (C-484/14)                     | プロバイダー責任               | 音楽                    | 無料Wi-Fi接続提供者は著作権侵害コンテンツ拡散の責任を負うか。                                | [ 78 ] [ 79 ]        |
| Soulier and Doke v Premier ministre (スリエー対フランス首相)                                                               | フランス                     | 2016/11 (C-301/15)                     | 利用許諾                       | 書籍                    | 20世紀絶版書籍の半強制デジタル再頒布制度は違憲か。                                           | [ 80 ] [ 81 ]        |
| Renckhoff v Land Nordrhein-Westfalen (レンコフ対ノルトライン＝ヴェストファーレン州)                                        | ドイツ                       | 2018/08 (C-161/17)                     | 例外・制限規定 (教育)          | 写真                    | 学生の課題論文に他者の写真が取り込まれて学校ウェブサイトで拡散。                             | [ 82 ] [ 83 ]        |
| Bastei Lübbe v Strotzer (バスタイ・ルブー対ストロッツァー)                                                                 | ドイツ                       | 2018/10 (C-149/17)                     | プロバイダー責任 (開示請求)    | 書籍                    | 基本権憲章の「家庭生活の尊重権」は開示拒否の根拠になるか。                                   | [ 84 ] [ 79 ]        |
| Levola Hengelo v Smilde Foods (レイヴォラ対スミルデ食品)                                                                   | オランダ                     | 2018/11 (C-310/17)                     | 著作物性                       | 食品                    | 味覚は主観的であり、著作権保護の対象外と判示。                                               | [ 85 ] [ 86 ]        |
| Kraftwerk v Pelham (クラフトヴェルク対ぺラム)                                                                              | ドイツ                       | 2019/07 (C-476/17)                     | 複製権                         | 音楽                    | 約2秒のリズム流用はサンプルであり複製権侵害に当たらない。                                    | [ 87 ] [ 88 ] [ 89 ] |
| G-Star v Cofemel (G-Star対クフェメル)                                                                                      | ポルトガル                   | 2019/09 (C-683/17)                     | 著作物性                       | 実用品 (アパレル)       | Tシャツやジーンズ製造・販売業者同士のデザイン盗用を巡る事件。                                | [ 90 ] [ 91 ]        |
| Glawischnig-Piesczek v Facebook (グラヴィシュニク対Facebook)                                                               | オーストリア                 | 2019/10 (C‑18/18)                      | プロバイダー責任               | 投稿コメント            | 政治家に対する誹謗中傷コメントとシェア拡散削除命令は国外にもおよぶか。                       | [ 92 ] [ 93 ]        |
| Nederlands Uitgeversverbond v Tom Kabinet (オランダ出版社協会対トムカビネット)                                             | オランダ                     | 2019/12 (C-263/18)                     | 頒布権、消尽論                 | 電子書籍                | 電子書籍の再販は著作権侵害か。                                                               | [ 94 ]               |
| SI and Brompton Bicycle v Chedech/Get2Get (ブロンプトン対チェデック)                                                       | ベルギー                     | 2020/06 (C-833/18)                     | 著作物性                       | 実用品 (自転車)         | 折り畳み自転車の技術デザインは著作権と意匠で二重保護されるか。                               | [ 95 ] [ 96 ]        |
| Constantin Film v YouTube (コンスタンティン・フィルム対YouTube)                                                            | ドイツ                       | 2020/07 (C-264/19)                     | プロバイダー責任 (開示請求)    | 映画                    | 権利侵害ユーザーの情報開示対象にEメールや電話番号なども含めるか。                            | [ 97 ]               |
| SABAM v Tomorrowland and Wecandance (SABAM対Tomorrowland/Wecandance事件)                                                   | ベルギー                     | 2020/11 (C-360/10)                     | 競争法                         | 音楽                    | 音楽イベントの売上ベースで利用料を課すのは優越的地位の濫用か。                               | [ 98 ]               |
| UCMR-ADA v Suflet de Român (UCMR-ADA対ルーマニアの魂)                                                                      | ルーマニア                   | 2021/02 (C-501/19)                     | 集中管理団体                   | 音楽                    | 集中管理団体は付加価値税 (VAT) 納税主体か。                                                  | [ 99 ]               |
| CV-Online v Melons (CV-Online対Melons)                                                                                     | ラトビア                     | 2021/06 (C-762/19)                     | 実質的投資                     | データベース (求人広告) | 求人広告まとめサイトはリンクだけでも著作権侵害か。                                           | [ 100 ]              |
| Peterson v YouTube and Elsevier v Cyando (ピーターソン対YouTube、エルゼビア対Cyando)                                       | ドイツ                       | 2021/06 (C-682/18 & C-683/18)          | プロバイダー責任               | 音楽、書籍              | 2件併合判決。YouTubeなどは一次侵害責任を負うか。                                             | [ 101 ]              |
| Sanctions against Google's AI (GoogleのAIに対する制裁措置)                                                                 | フランス                     | 2021/07 (Decision 21-D-17) and 2024/03 | 競争法                         | 報道出版物              | 人工知能の学習データに他社ニュース記事を無償利用し、計7億5千万ユーロの罰金。                 | [ 102 ]              |
| Top System v Belgian State (トップ・システム対ベルギー政府)                                                                | ベルギー                     | 2021/10 (C-13/20)                      | 複製権                         | プログラム              | エラー修正目的の逆コンパイルは許諾を要するか。                                               | [ 103 ]              |
| Austro-Mechana v Strato (アオストロ・メヒャナ対ストラート)                                                                 | オーストリア                 | 2022/03 (C-433/20)                     | 複製権                         | デジタル全般            | クラウド保存は複製料支払の対象か。                                                           | [ 104 ]              |
| Safarov v Azerbaijan (セフェロフ対アゼルバイジャン政府)                                                                    | アゼルバイジャン             | 2022/09 (No 885/12)                    | 例外・制限規定 (教育)、消尽論  | 書籍                    | 非営利団体による無許諾の書籍デジタル化の違法性。                                             | [ 105 ]              |
| RTL Television v Grupo Pestana (RTLテレビ対ペスタナ)                                                                       | ポルトガル                   | 2022/09 (C-716/20)                     | 公衆伝達権                     | テレビ番組              | 無料番組をケーブルでホテル個室のテレビに流すのは「再配信」か。                               | [ 106 ] [ 107 ]      |
| MPLC v Citadines Betriebs (MPLC対シタディーン)                                                                             | ドイツ                       | 2024/04 (C‑723/22)                     | 公衆伝達権                     | テレビ番組              | 個室にテレビセットを設置したホテルは公衆伝達権侵害か。                                       | [ 108 ] [ 109 ]      |
| Poland v European Parliament and Council of the European Union (ポーランド政府対欧州議会・欧州連合理事会)                  | n.a. (直接訴訟)              | 2022/04 (C-401/19)                     | 立法無効                       | デジタル全般            | DSM著作権指令の第17条 (通称「アップロードフィルター条項」) は合法立法であると判断。          | [ 110 ] [ 111 ]      |
| AMETIC v Administración General del Estado (AMETIC対スペイン政府)                                                          | スペイン                     | 2022/09 (C-263/21)                     | 集中管理団体                   | デジタル全般            | 私的複製にかかる利用料徴収の法令無効化請求。                                                 | [ 112 ] [ 113 ]      |
| Koch Media v FU (コッホ・メディア対FU)                                                                                     | ドイツ                       | 2024/04 (C-559/20)                     | 公衆伝達権                     | ゲーム                  | 提訴前に発生した弁護士費用も著作権侵害者負担にできるか。                                     | [ 114 ] [ 115 ]      |
| Seven.One Entertainment Group v Corint Media (セブン・ワン対コーリント・メディア)                                          | ドイツ                       | 2023/11 (C-260/22)                     | 複製権                         | テレビ番組              | 私的複製分の利用料をテレビ局に分配すべきか。                                                 | [ 116 ]              |
| Kopiosto v Telia Finland (コーピオスト対テリア)                                                                            | フィンランド                 | 2023/11 (C‑201/22)                     | 集中管理団体                   | テレビ番組              | 著作権侵害で集中管理団体に提訴資格はあるか。                                                 | [ 117 ]              |
| Public.Resource.Org & Right to Know v European Commission (PRO対欧州委員会)                                                | n.a. (直接訴訟)              | 2024/05 (C-588/21 P)                   | 著作物性                       | 公的文書                | 民間団体作成の欧州規格関連文書に情報公開義務は生じるか。                                     | [ 118 ]              |
| Liberi editori e autori (LEA) v Jamendo (LEA対ジャメンド)                                                                  | イタリア                     | 2024/05 (C-10/22)                      | 競争法                         | 音楽                    | 外資系著作権管理団体のイタリア市場参入規制は違法。                                           | [ 119 ] [ 120 ]      |
| GEMA v GL (GEMA対GL) | ドイツ                       | 2024/06 (C-135/23)                     | 公衆伝達権                     | テレビ番組              | マンションに屋内アンテナを設置した不動産管理会社は公衆伝達権侵害か。                         | [ 121 ]              |
| Meta v Autorità per le Garanzie nelle Comunicazioni (AGCOM) (Meta対イタリア通信規制庁)                                     | イタリア                     | 2024年 (係争中)                        | 立法無効                       | 報道著作物              | DSM著作権指令第15条 (通称「リンク税」) の上乗せ規制反対で初のECJ事案。                       | [ 122 ] [ 123 ]      |
| Request for the annulment of Belgium's transposition of DSM Directive (DSM著作権指令関連の改正違憲訴訟)                    | ベルギー                     | 2024年 (係争中)                        | 立法無効                       | 報道著作物              | DSM著作権指令第15条 (通称「リンク税」) の上乗せ規制にGoogle、Spotify、ソニーなどが違憲訴訟。 | [ 124 ]              |
| Kneschke v LAION (クネシュケ対LAION)                                                                                       | ドイツ                       | 2024年 (係争中)                        | 例外・制限規定 (TDM)           | 写真                    | 写真をAI学習データに無断・無償流用できるか。                                                 | [ 125 ]              |

EUおよびその前身の欧州諸共同体 (EC) や欧州経済共同体 (EEC) 時代を含め、著作権法の観点では3フェーズに分類でき、CJEUの下した判決の意義づけが異なる。
1. 1957年から1987年の30年間 - EEC/EC法と加盟各国の国内著作権法の関係性が希薄な時代。国際的な著作権の基本条約であるベルヌ条約が機能しており、EEC/EC域内限定で国内著作権法を平準化する需要が乏しかった[127][注 8]。
2. 1987年から2007年 - EC加盟国間の著作権法の平準化を図った時代で、衛星放送といった国を超えた著作物伝達の新技術が出現。コンピュータ・プログラム指令の成立に象徴される著作物の保護対象拡大[34]。2001年の情報社会指令成立でEU著作権法の基礎が整った[128]。
3. 2007年以降 - CJEU (および前身のCJEC) の重要性が増した時代。EUの一次法よりも二次法である著作権関連指令の解釈が法廷で問われる機会が増加[128]。

## 著作物性
ある作品が著作権保護の対象となるのかが問われた事件を「著作物性」関連のトピックで以下にまとめる。

### アイディア・表現二分論
著作権では創作的な表現を保護し、その表現の大元となるアイディア (事実・発見・概念などを含む) は保護の対象外とする法律上の原理原則がアイディア・表現二分論である。どこまでを著作権法で保護するのかが問われた判例は以下のとおりである。特に2009年の通称「Infopaq判決」がこの分野でのリーディングケースとして知られている。
アイディア・表現二分論に反する法理としては、額の汗の法理がある。額の汗の法理に基づくと、額に汗したその労力の賜物を保護するのが著作権法の目的であると考えられ、たとえそこに個人の視座やスキルが欠如し、「創作性」の要件が満たされていなくとも、著作者は利益保護される。以下のとおり、過去には額の汗の法理が司法判断で支持されていた時代があった。
ウォルター対レーン事件 (イギリス 1900年)
貴族院上訴裁判事件名: Walter and another (on behalf of themselves and all other the proprietors of the business of publishing and carrying on The Times Newspaper) and Lane, Judgment of the House of Lords, 6 August 1900. [1900] AC 539
アイディア・表現二分論に反し、額の汗の法理を支持した英国初期の判例である。日刊紙タイムズのオーナー陣がボッドリー・ヘッド (現ペンギン・ランダムハウス子会社) の創業者として知られるジョン・レーンを告訴した。レーンが1899年に出版した書籍 "Appreciations and Addresses delivered by Lord Rosebery" の内容が、タイムズ紙に掲載された報道内容のほぼ丸写しだとして、著作権侵害と認定された。その内容は、ローズベリー伯爵 (1847 - 1929年) の演説 (事実報道) である。
『ブーブーロッシュ』事件 (フランス 20世紀初期、レジフランス未収録)
後に法学者らから批判を受けたフランスのアイディア・表現二分論関連判例である。劇作家ジョルジュ・クルトリーヌの代表的な喜劇『ブーブーロッシュ』(Boubouroche、1893年初演) で描かれたテーマ性などが、映画『不貞な妻』(Ta femme nous trompe、1907年配給) に盗用されたとする事件である。クルトリーヌ作品の内容であるが、愛人の男がクローゼットに身を隠していたところ、不貞妻の夫がそのクローゼットを開けてしまう。その不作法に不倫をされた側であるはずの夫が許しを乞う滑稽なストーリーである。被告はクローゼットに隠れた愛人という設定はクルトリーヌ固有のものではなく、一般的なアイディアだと主張した。しかし映画はこのテーマ性だけでなく、さらに構成や筋書き (すなわち場面の展開や結末) までもが極端に酷似していた。
セーヌ裁判所は盗用を認めて有罪としたものの、パリ控訴院は映画ではセリフの重要度が低いことを理由に、一審セーヌ裁判所の判決を覆した。最高裁にあたる破毀院においても、酷似度の事実評価は行われなかったことから、のちに「やや軽率にも、クルトリーヌの請求を棄却」したと法学者ルネ・サヴァティエ (1892 - 1984年) などから非難された。ただし破毀院は事実評価を投げ出したものの、作品の構成は一般的なアイディアの「展開」であるとして、著作権法下の保護対象であると認めている。
同様にアイディア・表現二分論が適用されず批判を受けたのが「マルコス・セスシオスの航海日誌事件」である。学術雑誌に掲載された考古学者の仮説 (つまり「アイディア」) に基づき、別の小説家がフィクション性を持たせた作品を創作したことから、考古学者が提訴した。原告たる考古学者の勝訴判決に激しい非難が寄せられたことから、現在では当判決は「過去の話」となっている。
ドノヒュー対アライド新聞社事件 (イギリス 1937年)
高等法院大法官部 (Ch) 事件名: Donoghue v. Allied Newspapers Limited, 6 July 1937, (1938) Ch. 106 at 109
共同著作者の定義、およびアイディア・表現二分論が問われた裁判である。プロのジャーナリストS. T. フェルステッドが、当時世界的に活躍していた競馬騎手のステファン・ドノヒューに対してインタビューを実施し、新聞「The News of the World」にドノヒューの特集記事が複数掲載された。掲載前に、記事の内容すべてにドノヒューは合意をしている。さらにフェルステッドは、焼き直してコンパクト化した上で、別の新聞「Guides and Ideas」への記事掲載を試みた。しかし、この編集著作物についてはドノヒューは事前に感知しておらず、新聞社に対して出版差止を求めた裁判である。本件では、インタビューを受けたドノヒューが共同著作者として認められるかが争点となった。
1937年、ファーウェル判事 (Farwell) は「アイディアは著作権では保護されない」と述べている。つまり「物語であれ、写真であれ、戯曲であれ、素晴らしい作品を自分のものだと思う者がいたとする。しかし、その者が第三者にそのアイディアを伝えただけで、作品の制作はその第三者によってなされたのであれば、アイディアの主が著作者として著作権を主張することはできない」との理由からである。
Z対デクリ・ドゥ・ボウウェール出版事件 (フランス 1960年)
フランス破毀院事件名: Z c. Éditions Desclée de Brouwer, Cour de cassation, Chambre commerciale, du 29 novembre 1960, 事件番号なし
フランスでも1960年代に入ると、アイディア・表現二分論を支持する判例が見られる。本件では、アイディアおよび教育法自体は、排他的権利による保護対象ではないことを明確に断定している。被告はデクリ・ドゥ・ボウウェール出版 (Éditions Desclée de Brouwer、略称: DDB)。
同様に破毀院でアイディア・表現二分論が支持された1980年代頃の円形劇場の設計図に関する事件がある。円形劇場の設計図を作成するために、舞台装置のアイディアと知識を使用したとして、被告は著作権侵害ではないと主張した。上述の教則法の判例で示された原則を間接的に再確認した判例と言える。被告は元となった舞台装置のアイディアを提供したほか、略図を用いて示唆する形で原著作物である設計図の創作に参加した共同著作者であると破毀院は認めている。
ハーマン・ピクチャーズ対オズボーン事件 (イギリス 1967年)
高等法院大法官部 (Ch) 事件名: Harman Pictures NV v Osborne and others, 20 March 1967, [1967] 2 All ER 324, [1967] 1 WLR 723
史実を元にした映画製作に関する訴訟であり、史実 (アイディア) の表現性がどこまで類似していれば著作権侵害に該当するかが問われた。アイルランド出身のセシル・ウッドハム＝スミスはヴィクトリア朝時代を主題とした歴史家・伝記作家であり、クリミア戦争について綴った書籍 "The Reason Why" (1953年出版) には、竜騎兵の突撃とその背景となる史実が描かれていた。この書籍を元に1968年映画『遥かなる戦場』(原題: The Charge of the Light Brigade) が企画され、原告のハーマン・ピクチャーズがこの映画権を獲得済である。被告であり脚本家のジョン・オズボーンらは、映画権を原告から獲得すべく交渉したが決裂した。そこでオズボーンが同テーマの別映画を製作する意図を示したことから、ハーマン・ピクチャーズが別映画に対する差止命令を求めて提訴に踏み切った事件である。
2つの映画は登場人物に始まり、ストーリーの展開などに至るまで類似性が認められたことから、オズボーンの映画は差止となっている。この判例では、史実の出来事 (戦争) そのものは著作権保護の対象外であるとした上で、オズボーンの映画はその出来事の「表現」を複製したと判定された。
タヴェナー・ラトリッジ対トレクサパルム事件 (イギリス 1975年)
高等法院大法官部 (Ch) 事件名: Tavener Rutledge Ltd. v Trexapalm Ltd., 31 July 1975, [1977] RPC 275
連続テレビドラマ『刑事コジャック』の主人公名コジャック (Kojak) の利用が不正競争防止法、商標法および著作権法上の不法行為に当たるかが問われた裁判である。作中でコジャック刑事はロリポップ (棒のついた飴) を舐めるキャラクターとして描かれており、これにあやかって被告のトレクサパルム社が KOJAK LOLLIES の商品名でロリポップを販売した。一方、原告のタヴェナー・ラトリッジ社は KOJAKPOPS の商品名で同じくロリポップを取り扱っており、テレビドラマの権利者からライセンス供与された上で KOJAK の名称を使用していると主張した。原告は差止命令を求めたが、フィクション作品の名前や登場人物は米国著作権法では保護される可能性があるものの、イギリス著作権法では認められないと判示された。ただし別途、不正競争防止法で保護される可能性も残している。
エッフェル塔のライトアップ事件 (フランス 1992年)
フランス破毀院事件名: La Mode en Image c. BY, Cour de cassation, Chambre civile 1, du 3 mars 1992, 90-18.081
エッフェル塔のライトアップの著作物性が問われ、破毀院 (フランス最高裁) は1992年、著作権保護の対象であると認めた。判決文によると、エッフェル塔建造100周年記念行事でエッフェル塔がライトアップされ、その風景を写真に収めた者が絵葉書にして販売したことから、事件へと発展した。エッフェル塔の公式ホームページ上では、夜間撮影であっても私的目的であればSNS上でのシェアも問題ないとしている。その上で、プロによる撮影時はエッフェル塔管理者からの事前許諾取得が必要としている。
X対ハーマン&ライマー事件 (フランス 2006年)
フランス破毀院事件名: X c. Haarman et Reimer, Cour de Cassation, Chambre civile 1, du 13 juin 2006, 02-44.718
フランスは元来、香水を著作物として判例上で認めてきた珍しい国として知られていた。ところが21世紀に入ってから、香水の著作権保護を否定する判決が破毀院から相次いでおり、有識者や下級裁判所から批判されている。
2006年の判例では、ドイツの「香りの街」として知られるホルツミンデンに本社を構える香水会社ハーマン&ライマー (Haarmann & Reimer、略称: H&R) が提訴された。これは、調香師の女性がH&R社のために香水を複数開発したものの、正当な報酬を得ていないとして著作権侵害でフランスの裁判所に出訴した事件である。フランス著作権法は「精神の著作物」を保護する目的であり (L112条-1)、その表現形態や作品の価値は不問 (L112条-2) と定めているためである。下級裁判所は原告の主張を支持していたものの、破毀院は「香水は単なるノウハウの具現化に過ぎない」として原告の訴えを退けた。
2008年には、ファッションブランドのジャン・ポール・ゴルティエの香水「Le Mâle」に対しても、下級裁を覆して著作権保護を否定する破毀院判決が下されている。また、2013年のランコムの香水も同様の判決となっている。ランコム判決では「何らかの具体的な形態で表現されて伝達されたもの対し、法は著作権の保護を与える。しかし香水はその開発や製法そのものは著作物性がなく、さらに伝達の要件も満たしていない」と理由が述べられている。
DDF対インフォパック事件 (デンマーク、ECJ 2009年)
ECJ事件名: Infopaq International A/S v Danske Dagblades Forening, Judgment of the Court (Fourth Chamber), 16 July 2009. C-5/08
通称「Infopaq判決」。著作物性を問うEUの重要判例の一つとして知られる。被告のインフォパック (Infopaq) は1998年に設立され、他社メディア掲載情報の収集やニュース評論を行うデンマークの情報系企業である。同社は新聞・雑誌各社の掲載記事を無断でスキャンし、顧客がキーワード入力するとそれに該当する記事を紹介するデジタル検索サービスを提供していた。抽出表示するのはキーワードおよびキーワード前後の5単語、つまりたった11単語のみである:42。これに対し、デンマークの日刊紙各社で構成される業界団体のデンマーク新聞協会 (Danske Dagblades Forening、略称: DDF) が著作権侵害の苦情を申し立てたことから、インフォパックが同社の行為の合法性を確認するため、デンマークの裁判所に出訴した事件である:42–43。この行為が情報社会指令 第2条で定められた複製権の侵害に当たるか、またこのような短文かつ金融関連の情報であっても著作権保護期間指令 (Directive 93/98/EEC) 前文 第39項および第88項で述べられた「創作性」を満たして著作権保護の対象に含まれるかが問われた:43。
本件はデンマーク国内で8年にも渡って司法の場で争われ、デンマーク最高裁 (Højesteret) はECJに先決裁定を付託した。ECJはたとえ11単語であっても著作者の知的創造活動の結果として生み出されたものであり、著作物性があるとして複製権侵害を認めた。単語そのものは著作権保護の対象外であるとした上で、複数の単語を選択・配列・組み合わた文章は保護されるとして、文の一部であっても知的創作性が生じると判断されたためである。これを受けてデンマーク最高裁は、デジタル検索用のデータ処理プロセスについても、情報社会指令 第5条第1項 (著作権侵害に当たらない例外規定) の要件を満たさないとして、DDF有利の判決を下した。なお、TechCrunchによるとインフォパックは2016年1月に事業を終了している。
ペイナー対シュタンダルト新聞事件 (オーストリア、ECJ 2011年)
ECJ事件名: Eva-Maria Painer v Standard VerlagsGmbH and Others, Judgment of the Court (Third Chamber), 1 December 2011. C-145/10
通称「ペイナー判決」。オーストリア少女監禁事件の被害者ナターシャ・カンプッシュ (Natascha Kampusch) を被写体としたポートレート (人物写真) の著作物性が問われた判例であり、上述の#Infopaq判決を踏襲している。ナターシャは10歳の時に誘拐され、犯人自宅に監禁されて8年半後に逃走に成功した。ナターシャ発見当時のメディア各社は報道に適したナターシャのポートレート (人物写真) に欠いており、誘拐される前にフリーランスの写真家エヴァ・マリア・ペイナー (Eva-Maria Painer) が撮影したナターシャの写真をペイナーに無断・無償でシュタンダルト新聞 (Standard Verlags) などの報道各社が利用したことから、ペイナーが著作権侵害を主張したのである。誘拐前 (10歳以前) の写真を逃走当時の18歳現在に見えるよう、無断で加工が施されていた。
特に争点となったのが、(1) ポートレートに創作性が認められるか (仮に認められるとしても他の著作物より厳格な保護要件が要求されるのか)、また (2) 情報社会指令が著作権の例外規定として定めている「公共の防犯目的」に該当するのか、および (3) 同指令の「批評・評論目的」に該当するのか、の3点である。アイディア・表現二分論にも関連する1点目については、背景や被写体のポーズ、明暗や角度、雰囲気や撮影技術といった創造的な選択の自由が写真家に認められるならば、それは個人の思想・感情を表現した作品であり、著作権法が求めている「創作性」の要件を満たすと判示された。
なお、ポートレートに限らず写真全般がそもそも著作物なのかは、古くから世界的に論じられてきた。これは、写真家が思想・感情を通じて創作性を発揮したというよりは、カメラという機械 (人間以外) による創作品ともみなせたからである。そして世界の国際条約などでは狭義の著作権 (著作者本人の権利) と著作隣接権 (実演家や放送事業者など、他者の著作物を伝達する者の権利) で二分した上で、著作隣接権は狭義の著作権よりも法的保護を低く設定する構成をとっている。そのため、他の著作物よりも創作性が乏しい写真についても、狭義の著作権ではなく著作隣接権で軽度の保護に留めるべきではないかとの議論が出た。しかしながら最終的に、写真は映画の著作物と類似した性質を有することから、大陸法諸国では映画同様に狭義の著作権で保護することになった経緯がある。
フランスでも上述のEU「ペイナー判決」が踏襲されており、フレーミングや明暗、撮影タイミング、その他技術的な選択の組み合わせによって写真は撮影されていることから、著作権保護が判例で認められてきた。写真の用途は問われず、たとえばカタログ用に撮影された美術作品の写真であっても保護が認められた判決がある (Court of Appeal of Paris, 27 January 2010, 08/04978)。これは著作者個人の人格が写真に投影されているからである。
ところが一部の下級裁、特にパリ大審裁判所 (第一審と第二審を兼ねる裁判所) では、写真の著作権保護に新たな要件を追加する傾向がある。これは明言されているわけではないものの、「創作性」(originality) 有無の線引きが難しいケースにおいて、写真の価値や目的を追加考慮するものである。たとえば、オークションカタログに掲載された美術品の写真8,779点の著作権保護を棄却した判決があるが、これは撮影を委託された際に、写真家が自身の感情を表現するよう要求されなかったためである。また、被写体をオークションで販売することが目的であり、著作者の人格を写真に投影したものではないと判断されたためである (The High Court of First Instance of Paris, 30 November 2010, No. 09/04437)。しかしその後、控訴審でこの判決は覆されている (The Court of Appeal of Paris (26 June 2013, No. 10/24329, Lamyline))。
SAS対ワールド・プログラミング事件 (イギリス、ECJ 2012年)
ECJ事件名: SAS Institute Inc. v World Programming Ltd, Judgment of the Court (Grand Chamber), 2 May 2012. C‑406/10
コンピュータ・プログラム指令 (1991年に成立、2009年にこれを改廃する指令成立) の第1条の解釈が問われた事件である。ワールド・プログラミング社のソフトウェア製品WPSが競合他社SAS社のデータ分析・処理製品群に類似しているとして、SASは製品およびマニュアル類の著作権侵害で提訴した。リバース・エンジニアリングによってSAS製品が解読されたとSASは主張していた。しかしながらソースコードの入手経路が不明であり、解読したとの証拠がなかった。さらには仮にワールド・プログラミングがSAS製品をそっくり真似たとして、それがシステム「機能」にとどまるのであれば、アイディア・表現二分論上にアイディアに該当するのではないか、との疑問が呈された。
そこで本件を担当した英国のイングランド・ウェールズ高等裁判所からECJに先決裁定が付託された。ECJは「コンピュータプログラムの機能を著作権で保護できることを認めれば、思想を独占することが可能となり、技術の進歩および産業の発展に対してマイナスになるであろう」と判示している。これを受け、著作権侵害の主張を退けている:10。
なお本件はその後、EUだけでなく米国でも訴訟に発展している。二審の合衆国連邦巡回区控訴裁判所は2023年の判決文の中で、原審の2009年イギリスの訴訟およびECJの先決裁定についても言及し、プログラムの機能やデータフォーマットそのものは著作権の保護対象であるとの判旨を参照引用している:10。米国の二審でもイギリス/ECJ同様、SASの著作権侵害の主張を退けている:24。
レイヴォラ対スミルデ食品事件 (オランダ、ECJ 2018年)
ECJ事件名: Levola Hengelo BV v Smilde Foods BV, Judgment of the Court (Grand Chamber), 13 November 2018. C-310/17
通称「Levola Hengelo判決」。食品の味は、著作権の国際基本条約であるベルヌ条約の第2条第1項 (著作物の定義)、および情報社会指令に基づいて著作権保護の対象となるうるのかが争点となった事件。クリームチーズをベースとしたフレッシュ・ハーブ入りのスプレッド (パンに塗る加工食品で商品名は "Heks'nkaas") が訴訟対象となった。
Heks'nkaasは2007年に開発され、その後知的財産権が食品企業レイヴォラ・ヘンゲロー社 (Levola Hengelo) に移転している。一方、スミルデ食品 (Smilde Foods) は2014年1月より "Witte Wievenkaas" の商品名でスーパーマーケットチェーン向けに商品を提供開始したことから、レイヴォラが味覚の著作権侵害でスミルデ食品を提訴した。オランダ控訴裁判所からECJに付託された。
アイディア・表現二分論のリーディングケースとして知られる2009年の#Infopaq判決では、著作者の「創作性」が「表現」された部分にのみが著作権保護の対象となると示されている。そしてその特徴が「明確かつ客観的」に知覚できることを法的保護の要件と位置づけたのが2018年ECJのLevola判決である。食品の味覚は個々人の年齢や食の嗜好、日々の食生活、食事する空間やシーンなどにも影響されることから、この「明確かつ客観的」な要件を満たしえないとして、原告の主張を退けた。
G-Star対クフェメル事件 (ポルトガル、ECJ 2019年)
ECJ事件名: Cofemel — Sociedade de Vestuário AS v G-Star Raw CV, Judgment of the Court (Third Chamber), 12 September 2019. C-683/17
通称「Cofemel判決」。アパレルメーカー同士の争いであり、欧州共同体意匠指令 (Directive 98/71/EC) 第17条を始めとする意匠デザインと、情報社会指令などの著作権で二重保護 (重畳的保護) されうるのかが問われた事件である。米国歌手ファレル・ウィリアムス (Pharrell Williams) が2016年から共同オーナーを務めることでも知られるオランダ発祥のG-Star RAW社は、"Arc" の商標名でジーンズを、また "Rowdy" の商標名でスウェットシャツとTシャツを製造販売していた。ポルトガルに本拠を構えるクフェメル社 (Cofemel — Sociedade de Vestuário AS) の "Tiffosi" ブランド製品がG-Starのデザインと酷似しているとして、G-Starがポルトガルの第一審裁判所に著作権侵害および不正競争法違反で提訴した。一審、リスボンの控訴審ともに原告G-Starの訴えを認めるも、被告が上告している。ポルトガル最高裁 (Supremo Tribunal de Justiça) はポルトガル著作権法 (Código dos Direitos de Autor e dos Direitos Conexos、略称: CDADC) 第2条第1項(i)号で応用美術や産業デザインなどを保護対象として列記しているものの、創作性がどの程度求められるのかは過去の国内判例や学説でも一致した見解がないことから、ECJに先決裁定を付託した。
ECJはEU著作権法における「著作物」は著作者本人の知的創造性によって表現されていること、そしてその特徴が明確かつ「客観的」に知覚できることを法的保護の要件と位置づけた (前年の味覚を巡る #レイヴォラ対スミルデ食品事件判決を踏襲)。またEU法では意匠と著作権の保護は異なる法制度であるものの、二律背反ではないとも示した。一方で審美性は個々人の「主観」に基づくものであり、本件では服飾デザインが知的創造性や創作的な選択の組み合わせの要件を十分に満たしているとは言い難いとした。換言すると、実用性という客観的な目的を超えた主観的な審美性の観点を情報社会指令では保護要件として認めていない。
ブロンプトン対チェデック事件 (ベルギー、ECJ 2020年)
ECJ事件名: SI and Brompton Bicycle Ltd v Chedech/Get2Get, Judgment of the Court (Fifth Chamber), 11 June 2020. C-833/18
| Bromptonの2018年製 H6LDモデル |  | 同モデルの折り畳んだ状態 |
| Bromptonの2018年製 H6LDモデル |  | 同モデルの折り畳んだ状態 |

先例となる2019年の#クフェメル判決を踏襲した判例。情報社会指令の第2条から第5条 (著作者の排他的権利) が折り畳み自転車のような実用品にも適用されるかが問われた。イギリス発祥ブロンプトン・バイシクル (社名: SI and Brompton Bicycle、ブランド名: the Brompton bicycle) は折り畳み自転車を販売していた。この商品の特徴は折り畳み、展開・走行、そして駐輪の3モードに切り替えられる点にある。かつては特許を取得するも特許期間が過ぎて失効していた。一方、韓国のGet2Get社は the Chedech bicycle (読み: チェデックまたはチェデク) を販売しており、3モードの特徴が Brompton bicycle と極めて似ていたことから、ブロンプトンがベルギー・リエージュの商務裁判所 (Tribunal de l'entreprise de Liège) に著作権侵害と非金銭的損害を併せて賠償を求めて訴訟を提起した。
ベルギー国内では、有形に表現されて創作性が発揮されていれば、自転車のような実用品であっても著作権保護の対象となると判示された。しかし技術的な結果として形作られている実用品にまで著作物性は認められるのか、解釈をECJに付託した。ECJは個性が投映されていて、かつ自由で創作的な選択の組み合わせが表現されていれば、それが技術的な制約を受ける実用品であっても著作権で保護されると判示した。
PRO対欧州委員会事件 (EGC 2021年、ECJ 2024年)
EGC事件名: Public.Resource.Org & Right to Know v European Commission, Judgment of EU General Court (Fifth Chamber), 14 July 2021. T-185/19
ECJ事件名: Public.Resource.Org, Inc. and Right to Know CLG v European Commission, Judgment of the Court (Grand Chamber), 5 March 2024. C-588/21 P
一般裁判所 (EGC) に提起された直接訴訟の判決内容を上級審の司法裁判所 (ECJ) が覆しているため、両判決を取り上げる。米国に拠点を置く非営利団体の Public.Resource.Org (略称: PRO) と アイルランドの情報公開促進を目指して活動する非営利団体 Right to Know CLGが、欧州標準化委員会 (略称: CEN) の策定する欧州規格4点に関連する文書の情報公開を求めて欧州委員会に請求した事件である。情報公開などを定めた2001年の規則 (Regulation (EC) No 1049/2001) 第4条第2項では、公共の利益に反しない限りにおいて、個人または法人の商業上の利益保護の観点から知的財産の内容開示を拒否できる。これを根拠に欧州委員会は著作権保護下にあるとして、CENの欧州規格文書の開示を拒んだことから、原告の2団体がEGCに直接訴訟を提起した。
EGCは、開示請求の対象となっている文書に著作権が発生しているか (つまり著作物性の要件を満たしているか) 欧州委員会に判断権限があるとした。原告2団体は、CENが規格を策定するにあたって自由で創作的な情報の選択・組み合わせを行っていない (つまり創作性に欠けて著作物性はない) との立証が不十分であった。欧州規格のように立法府が一定の前提を示している場合、規格文書の策定には創作性に一定の制約がかかるが、このような特別事情についても原告2団体は言及していない。また、欧州規格制度の円滑運用という公共の利益が、規格文書の情報開示利益に勝る。これらを勘案し、EGCはCENの規格文書に著作物性を認めた。
しかしECJが第一審を覆し、4文書の情報公開請求を認めた。欧州規格はEU法令の一部と見なされたためである。この判決により、将来的にEU国内規格の文書についても有料販売されていたものが無料公開に変更される可能性がある。

### コンピューター・プログラム
パショ対BMW事件 (フランス 1986年)
フランス破毀院事件名: Babolat Maillot Witt c. J. Pachot, Cour de cassation, Assemblée Plénière, du 7 mars 1986, 83-10.477
通称「パショ事件」。フランス国内でコンピュータ・プログラムにも著作物性を認めた画期的な判決として知られている。コンピュータ・プログラムを開発したパショ (J. Pachot) が、その後に勤務先のBabolat Maillot Witt (BMW) 社から解雇されたため不当解雇で提訴した事件である。さらに、当該プログラムの著作権がパショ個人に帰属するのかも併せて問われることとなった。コンピュータ・プログラムはフランス著作権法 L112-1条が定義する「精神的な著作物」とは厳密には言い難いものの、破毀院は1986年、「著作者による知的な創作活動が創作性の要件を満たす」と判示している。
ガーバー対イゼルマルティック事件 (フランス 1991年)
フランス破毀院事件名: Gerber Scientific Products c. la société Isernatic France, Cour de Cassation, Chambre civile 1, du 16 avril 1991, 89-21.071
通称「Isermartic France事件」。「著作者個人の寄与の賜物としての創作性」がコンピュータ・プログラムの著作権保護の要件として挙げられたフランスの事件である。"Graphix" と呼ばれるシステムには電子署名のカットや調整といったグラフィック・デザイン機能 (モジュール) が実装されており、原告のガーバー・サイエンティフィック (Gerber Scientific Products (GSP) の親会社で米系企業) は被告のイゼルマルティック・フランス社 (Isermatic France) をこれらモジュールの偽造および競争法違反で提訴した。しかしイセルマルティック側はシステムのモジュールは「アイディア・表現二分論」でいうところのアイディアでしかなく、著作権保護の対象外であると抗弁した。このモジュール群は創作的な選択のもとに構築されており、著作者個人の創作性が発揮されているとフランス破毀院で判示された。
パショ事件およびイゼルマルティック事件で示された保護要件の解釈は、2012年の破毀院判決 (Cour de cassation, civile, Chambre civile 1, 17 octobre 2012, 11-21.641) でも踏襲されており、コンピュータ・プログラムの有用性は著作権保護の可否とは関係しない旨を付言している。
イブコス・コンピューターズ対バークレー事件 (イギリス 1994年)
高等法院大法官部 (Ch) 事件名: Ibcos Computers Ltd and Another v Barclays Mercantile Highland Finance Ltd and Others, [1994] F.S.R. 275
コンピュータ・プログラムがイギリスにおいて著作権保護の対象となるかが問われたリーディングケースとして知られている。原告と被告のコンピュータ・プログラムが全くの同一製品であるとして訴訟に至った。この2製品を開発したプログラマは同一人物であり、この人物が原告の企業を退社する際に、同一ないし類似製品を他所で設計・開発しない誓約書に署名済であった。過去の下級裁ではプログラムが著作権保護の対象外としていたが、これを覆して「アイディアが具体的に表現されていれば、創作性 (originality) を有し、技能と労苦 (skill and labor) が用いられていることから著作権保護の要件を満たす」と判示した。ここでの保護対象にはプログラムだけでなく、設計構造も含まれる。
米国著作権法では1992年の通称「アルタイ判決」で抽象化・排除・比較テスト (Abstraction-Filtration-Comparison test、別称: 三段階テスト) を確立し、以降のソフトウェアの著作物性を判定するようになった。しかし英国イブコス判決でジェイコブ裁判官は「この三段階テストは英国法には役立たない」と明言している。アイディアが具体的に表現されているかを米国流の三段階テストで判別できないと指摘している。

### データベース権
EUではデータベースを「内容物」(コンテンツ) と「データ構造」に分類の上、前者はスイ・ジェネリス権で、後者は狭義の著作権 (著作者本人の権利) でそれぞれ別個に保護すると定めている。スイ・ジェネリス権とは、狭義の著作権や著作隣接権に根拠を持たない特別な権利であり、ラテン語のスイ・ジェネリス (Sui generis) には「他の分類に属しない、それ単体でユニークな」の意味がある。データベースが狭義の著作権で保護されるには、知的な「創作性」(英: originality) が要件として求められる一方、スイ・ジェネリス・データベース権は保護に値するだけの「実質的投資」(英: substantial investment) があるかが問われる (データベース指令 第7条第1項)。
英国競馬公社対ウィリアムヒル事件 (イギリス、ECJ 2004年)
ECJ事件名: The British Horseracing Board Ltd and Others v William Hill Organization Ltd, Judgment of the Court (Grand Chamber), 9 November 2004. C-203/02
データベースをスイ・ジェネリス権で保護する際の成立要件として挙げられる「実質的投資」について解釈を下した判例である。原告の英国競馬公社 (The British Horseracing Board Ltd、略称: BHB) は、出走馬やジョッキーといった競馬レースに関する詳細情報をデータベース化していた。被告のウィリアムヒル (William Hill Organization Ltd) は大手ブックメーカー (賭け屋) であり、BHBのデータベースの情報を一部用いてオンラインの勝馬投票サービスを立ち上げたことから、権利侵害で提訴された。競馬レースごとの出走馬をリスト化し、形式チェックしただけではスイ・ジェネリス権は認められないと判断された。データベースに掲載されるデータの信憑性まで踏み込んで担保し、その正確性をデータベース運用中にモニタリングしているかどうかが「実質的投資」の判断軸となる。
プレコム対ディレクタノンセ事件 (フランス 2009年)
フランス破毀院事件名: Précom, Ouest France Multimedia c. Direct Annonces, Cour de cassation, civile, Chambre civile 1, 5 mars 2009, 07-19.734 07-19.735
2004年の#競馬データベース判決がECJで出された後も、フランスの各裁判所ではデータベースの構築と、データベースのコンテンツ (個々の素材データ) を区別しない状況が続いたものの、2009年のフランス破毀院「プレコム判決」でようやくECJと同様の定義がフランス国内でも支持されるようになった。本件は、不動産物件広告を掲載したデータベースをめぐる事案である。原告プレコム社 (Précom) は新聞向けの不動産広告を取り扱っており、またウェスト・フランス社 (Ouest-France Multimédia) はオンライン新聞メディア企業である。ウェスト・フランス社を始めとする他社ウェブサイトから不動産広告が抜粋され、不動産業者向けの掲示板サービス ディレクタノンセ (Direct Annonces) 上に無断転載されたことから事件に発展した。しかしプレコムはデータベースの「コンテンツ」(個々の素材) たる不動産広告の創作に投資したすぎず、スイ・ジェネリス権での保護対象に当たらないと破毀院は判示したことから、2004年ECJの競馬データベース判決を踏襲したとみなされている。
CV-Online対Melons事件 (ラトビア、ECJ 2021年)
ECJ事件名: CV-Online Latvia v Melons, Judgment of the Court (Fifth Chamber), 3 June 2021. C-762/19
データベース指令 (Directive 96/9/EC) 第7条の解釈を巡る事件。CV-Online はラトビアで最も普及している求人ポータルサイトを運営しており、職種や求人掲載日などのキーワードで絞り込める「メタタグ」で分類された求人データベースを有していた。同じくラトビア企業のMelonsは www.kurdarbs.lv のドメイン名で検索エンジンを運営していた。この検索エンジンは、CV-Onlineを含む他社サイト上の求人情報をポータル集約する機能を有していた。この機能により、検索エンジンのユーザーは各社求人を横比較でき、詳細はハイパーリンクを辿って各社求人広告元サイトのページにアクセスできた。CV-Online側は、自社データベースの相当割合をMelonsがデータ抽出 (extraction) の上で再利用 (re-utilisation) しているとして、データベース指令 (Directive 96/9/EC) 第7条のスイ・ジェネリス権侵害を主張した。ラトビア国内の一審では原告CV-Onlineの主張を認めたが、二審でECJに先決裁定を付託することとなった。付託されたのは、(a) ハイパーリンクがデータの「再利用」に該当するのか、(b) メタタグのデータ利用がデータベースからの「抽出」に該当するのかの2点である。
ECJはスイ・ジェネリス権は「実質的投資」の有無で判断されるとした上で、本件ではこの要件を満たしていると判定した。また本件に限らず一般論として、他者による再利用や抽出によってデータベースの投資回収に必要な収益を奪う行為は権利侵害に該当するとして、再利用や抽出の定義を広く捉えるべきであると言及している。データーベースの開発者、競合他社やユーザー間の利害バランスを考慮するにあたり、再利用や抽出が実質的投資に与えうる影響が主たる判断材料になるともしている。

### 集合著作物・共同著作物
複数人で創作された著作物のうち、何を「集合著作物」や「共同著作物」と呼ぶか、国・地域によって異なる。集合著作物の例として定期刊行物、選集、百科事典などが挙げられている国もある (例: 米国著作権法)。一方、フランスでは集合著作物と共同著作物との境界線が曖昧である。映画などの視聴覚著作物に関し、フランスの判例では集合著作物ではなく共同著作物として扱われている。しかし個々のジャーナリストの寄稿を集めた新聞や雑誌はフランスでは集合著作物に区分されている (フランス著作権法 L132条-35からL132条-45)。これは個々の寄稿とは別に、集合著作物として新聞・雑誌に著作権が発生するためである。
フランスにおける集合著作物の場合、個々の創作との間に上下関係があり (例: 新聞全体と個々の記事の関係)、かつ特定の者が創作を指示していることが要件として挙げられる。この指示者には企業・団体も含まれることから、集合著作物の場合は原則として職務著作が認められていると考えられる。本項では「著作物性」のセクション下で集合著作物・共同著作物の判例を扱っているが、集合著作物として別途著作権が発生しているのか (著作物性の問題) だけでなく、集合著作物の権利者は誰なのか (著作権の帰属の問題) も問われうる。
SMD対アレオ事件 (フランス 1993年)
フランス破毀院事件名: SMD c Aréo et l'office du tourisme de Villeneuve-Loubet, Cour de Cassation, Chambre civile 1, du 24 mars 1993, 91-16.543
通称「アレオ判決」は、集合著作物に関するフランス国内の重要判例として知られている。プロヴァンス＝アルプ＝コート・ダジュール地域圏の都市ヴィルヌーヴ＝ルベの観光局 (l'office du tourisme de Villeneuve-Loubet) が、地域情報ガイド誌の編纂をアレオ社 (la société Aréo) に委託した。このガイド誌に収録された写真14点が、出版・広告業SMD社 (Editions et Advertité SMD) の販売していた絵葉書と同一であるとして、SMD社がアレオ社や観光局などを著作権侵害で提訴した事件である。SMD社の従業員が個々の写真を創作していたものの、写真のネガは「不分割」の要件を満たしておらず、SMD社は法人として集合著作物の著作権を有していないとアレオ社は主張して控訴した。しかし破毀院は「集合著作物の推定」に則り、SMD社を集合著作物の著作者として認めている。以降、複数の破毀院判決がアレオ判決に追随したことから、アレオ判決は判例上の実質的な転換点と見做されている。しかしながら、アレオ判決の「集合著作物の推定」は有識者から強く批判されているとの見解もある。

## 著作権の帰属

### 職務著作
X対Le Berry出版事件 (フランス 2001年)
フランス破毀院事件名: X c Le Berry républicain, Cour de Cassation, Chambre civile 1, du 23 janvier 2001, 98-17926
ジャーナリストX (個人名伏字) がフランス地方タブロイド紙 "La Montagne" に寄稿した記事複数点が、別の地方紙 "Le Berry républicain" に転載されたことから、Le Berry紙側に著作物の利用料を請求した事件である。ブールジュ控訴院は利用料総額420,000フランの支払をLe Berry紙に命じている。
フランス最高裁に当たる破毀院は、他紙であるLe Berry紙に転載される際にジャーナリストXが利用料を受け取る権利まで放棄したとは見なせないと判示した。ジャーナリストXはLa Montagne紙から給与所得を得る立場であったが、フランス労働法典のL761-9条はジャーナリストXとLa Montagne紙間の雇用関係と職務著作のみに適用され、他紙への転載許諾まではおよばないとして、職務著作の範囲を明確に切り分けた。
類似の同年破毀院判決で、同一企業が発行する別の出版物に転載されたケースもある (Cour de Cassation, Chambre civile 1, du 12 juin 2001, 99-15.895)。こちらは雇用契約ではなく、フリーランス写真家が労働契約を締結していたパターンであるが、上述のLe Berry出版事件と同様に、職務著作は初版出版媒体にのみ適用されると判示されている。
X対SEM事件 (フランス 2005年)
フランス破毀院事件名: X c Société Européenne de Magazines (SEM), Cour de Cassation, Chambre civile 1, du 12 avril 2005, 03-21.095
退職後も従業員の創作した著作物を勤務先が利用し続けた場合、利用料を元従業員に支払うべきかが問われた事件である。原告のX (個人名伏字) は新聞・雑誌などの出版業を営むSociété Européenne de Magazines (SEM) に勤務しており、給与が支払われていた。Xの撮影した写真著作物がXの退職後も繰り返しSEM社の複数の媒体に再掲されたため、著作権が退職後も勤務先に移転したままなのかが争点となった。
なおフランスでは2009年6月12日法によって、写真を含む報道出版物をめぐる出版社とジャーナリスト個人間の権利関係について、明文化されている。しかし2009年法以前は、ジャーナリストの創作した著作物にかかる著作財産権は、写真も含めて出版社に自動的に権利譲渡されると解されており、その判旨が表れた一つが当事件である。パリ控訴院では原告Xの著作権を認めているが、最高裁に当たる破毀院がこれを破毀し (覆し)、写真が職務著作に該当するとの判決を下している。

### 権利譲渡

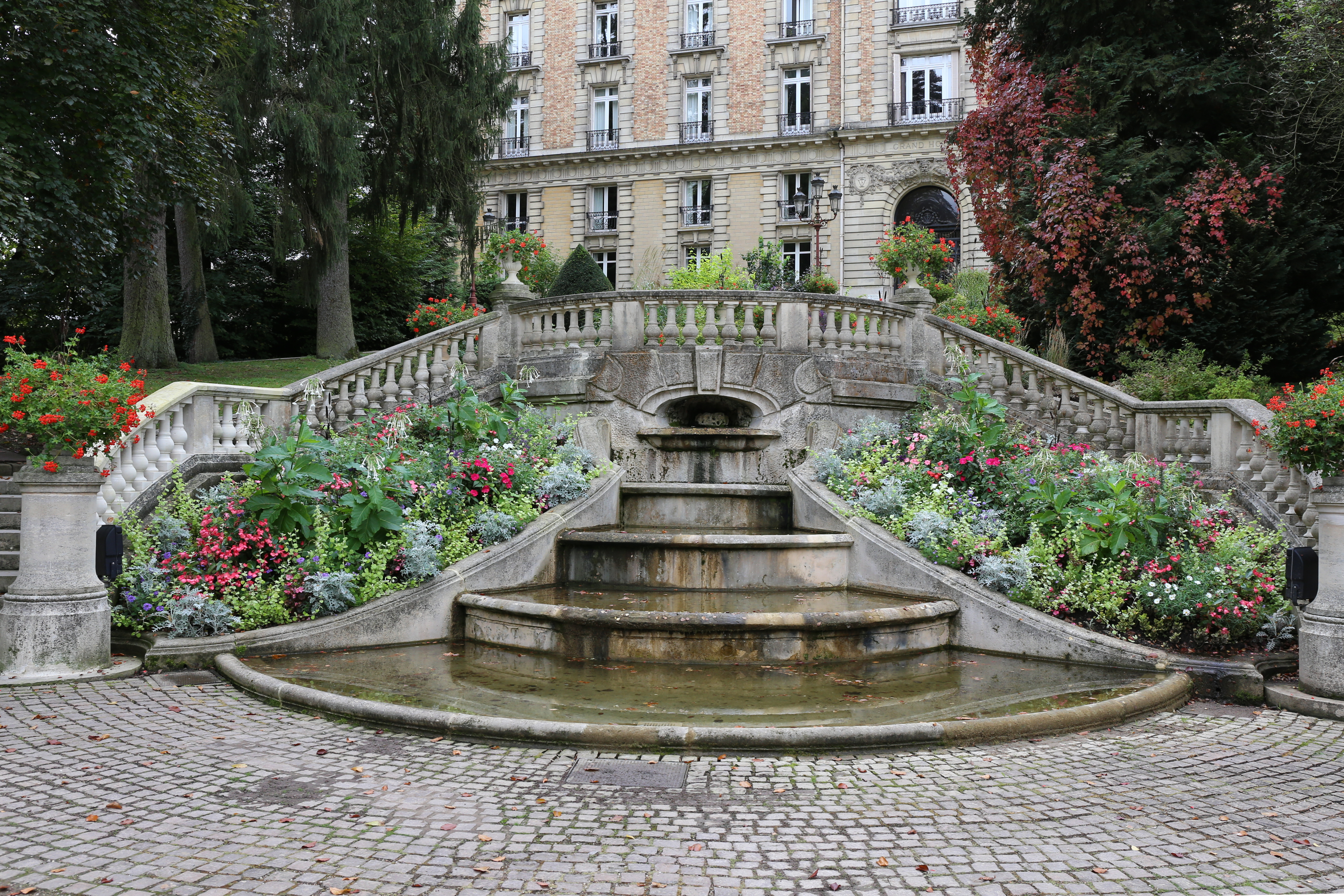
Station thermale de Vittelの様子 (2014年)。一説には、名水の地・ヴィッテル (Vittel) の地名はローマ皇帝ウィテッリウス (Vitellius) が痛風の湯治で訪れていたことに由来。

X対ネスレ事件 (フランス 2006年)
フランス破毀院事件名: X c Nestlé, Cour de Cassation, Chambre civile 1, du 12 juillet 2006, 05-15.472
著作財産権の譲渡契約の不備が著作権侵害に発展した事件である。本件は、フランスの小都市で名水の地として知られるヴィッテルを撮影したフリーランスの写真家X (判決文上で伏字) が、その写真の権利を市に譲渡したことに端を発する。その譲渡契約上で「時間、地域、利用方法・形式に一切の制限を設けない」とする包括的で曖昧な文言が用いられていたことが問題となった。市はこの写真を広告代理店に提供し、広告代理店がミネラルウォーターの「ヴィッテル」にこの写真を採用した。「ヴィッテル」ブランドを有していたペリエ社はその後、食品・飲料大手ネスレ社に買収されたことから、写真家がネスレによる写真利用を著作権侵害で提訴している。フランス著作権法では著作財産権の譲渡にあたって利用目的などを明確化することを求めており、写真家と市の間で締結された譲渡契約は無効と破毀院で判断された。

## 複製権
Googleサジェスト機能 (オートコンプリート機能) が著作権法上の複製権侵害に該当するかについて、欧州各国の司法判断は分かれている。
SGAE対パダワン事件 (スペイン、CJEU 2010年)
ECJ事件名: Padawan SL v Sociedad General de Autores y Editores de España (SGAE), Judgment of the Court (Third Chamber), 21 October 2010. C-467/08
通称「Padawan判決」。私的複製にかかる利用料支払 (Private copying levy または Blank media tax と呼ばれる仕組み) に関するCJEU初の判決であり、2000年代のEU著作権法を代表する判例の一つ。情報社会指令 第5条第2項(b)号では著作権者の独占権の例外として、第三者による私的複製を認めているが、これは相応の利用料支払を前提とした例外規定である。そこでEUの多くの国では私的録音録画補償金 (blank media levy) の制度を導入しており、エンドユーザーではなくMP3プレイヤーやDVD、CDといった録音・録画複製媒体の販売者から利用料を徴収している。被告のパダワン (Padawan) は複製デバイスの頒布者であり、この補償金支払を拒んだことから、徴収業務を担う著作権管理団体のスペイン著作者出版社協会 (Sociedad General de Autores y Editores、略称: SGAE) が提訴した。スペインでは非営利の一般個人だけでなく、事業目的の個人や営利企業までもこの制度下での支払対象に含まれていることから、その違法性を指摘してパダワンは抗弁したのである。
バルセロナ県裁判所 (Audiencia Provincial de Barcelona) から先決裁定を付託されたECJは、複製デバイス販売者は補償金分をデバイス購入者たるエンドユーザーに価格転嫁して回収可能であることから、間接的にエンドユーザーに私的複製の利用料を課していることになり、情報社会指令の趣旨に合致すると判示した。ただし、複製デバイスのエンドユーザーは私的複製を行う個人だけでなく、事業目的の個人や営利企業も含まれることから、支払対象を切り分ける重要性も指摘された。
同じく私的複製利用料支払に関する判例として、後述の2023年ECJ判決「#セブン・ワン対コーリント・メディア事件」(ドイツ) も参照のこと。
クラフトヴェルク対ぺラム事件 (ドイツ、ECJ 2019年)
ECJ事件名: Pelham GmbH, Moses Pelham, Martin Haas v Ralf Hütter, Florian Schneider-Esleben, Judgment of the Court (Grand Chamber), 29 July 2019. C-476/17
通称「Pelham判決」。楽曲から短い部分をサンプルとして他に流用したことで著作権侵害が問われた事件。情報社会指令 第2条(c)号の複製権、同指令 第5条第3項(d)号の引用の要件、貸与権指令 (2006/115/EC) 第9第1項(b)号のレコード製作者の頒布権、および欧州連合基本権憲章に関する解釈が争点となった。原告はドイツのテクノポップ系バンド・クラフトヴェルク (Kraftwerk) のメンバー、被告は音楽プロデューサーでラッパーのモーゼス・ペラム (Moses Pelham) である。原告の楽曲 "Metall auf Metall" から約2秒分のリズムをぺラムが抽出し、それをぺラムがプロデュースするサブリナ・セトリューア (Sabrina Setlur、旧名: Schwester S) の歌唱する楽曲 "Nur Mir" 内で何度もループ再生利用した。
ECJはサンプル流用一般は複製権侵害に当たりうるとした上で、本件で流用された箇所が一般聴者からは原曲からの流用だと認識不能であり、このような場合は欧州連合基本権憲章で保障される表現の自由の範疇内だとして著作権侵害に当たらないとした。また貸与権指令で規定する複製は他者著作物から相当量を用いており、海賊版に相当するため損害賠償請求の対象となるが、サンプルはこの意味での複製とは別概念だとして峻別した。新たな著作物の著作者が原著作物との「対話」(dialogue) を意図している場合、サンプル利用はむしろ引用の一類型と見なせるとした。
トップ・システム対ベルギー政府事件 (ベルギー、ECJ 2021年)
ECJ事件名: Top System SA v Belgian State, Judgment of the Court (Fifth Chamber), 6 October 2021. C-13/20
ベルギーのIT企業トップ・システム社 (Top System SA) が開発したシステムがベルギー連邦人事組織庁 (旧略称: SELOR、現: オランダ語: Werkenvoor.be または 仏: Travaillerpour.be) に導入されており、両者間でユーザーライセンス契約が締結されていた。SELORがこのシステムを逆コンパイル (別称: デコンパイル、人間には判読不能な機械語で記述されたプログラムを判読可能なプログラミング言語に置換・翻訳する作業) したことから、コンピュータプログラム指令 (Directive 91/250/EEC) の権利侵害でトップ・システムが提訴した。一審は原告の主張を退けている。二審のブリュッセル控訴裁判所では、設計ミスを修正する目的で逆コンパイルしたにすぎず、同指令 第6条第1項 (相互運用性等を目的とした逆コンパイル) に基づく適法性を被告SELORが主張した。また同指令 第5条第1項ではエラー修正目的であればプログラム権利者の許諾を要しないと規定されている。
ブリュッセル控訴裁から付託されたECJは、逆コンパイル行為そのものは複製権の行使に当たるものの、エラー発生によって運用上支障をきたしている場合は、複製権侵害に当たらないとした。またエラー修正であれば第6条 (相互運用性) の要件を満たすかは不問であるともしている。ここでの「エラー」は法律外の一般的な用語定義に従うものの、エラー修正に際してはプログラムの個別ライセンスの規約に則った厳格な解釈が必要であるとも付言している。
アオストロ・メヒャナ対ストラート事件 (オーストリア、ECJ 2022年)
ECJ事件名: Austro-Mechana Gesellschaft zur Wahrnehmung mechanisch-musikalischer Urheberrechte Gesellschaft mbH v Strato AG, Judgment of the Court (Second Chamber), 24 March 2022. C-433/20
原告のアオストロ・メヒャナ (Austro-Mechana) は作家作曲家音楽出版社協同組合 (略称: AKM) 傘下で音楽の録音権 (Mechanical rights) を扱うオーストリアの著作権管理団体である。ドイツIT企業でクラウドサービスを提供するストラート (Strato) に対し、クラウド上に保存してある複製された著作物「すべて」を対象に、アオストロ・メヒャナが利用料を請求したことから訴訟へと発展した。被告ストラート側は、そもそもクラウドサービスには直接利用料を支払う義務もなく、またサーバー所在地のドイツでは適切な支払を行っており、オーストリア在住のクラウドサービス利用者はクラウド上にコンテンツを投稿する際に個々が複製利用料を支払っていると主張して抗弁した。
一審ではストラートが公衆伝達を行っているのではなく、ユーザーにクラウド保存サービスを提供しているにすぎないとして、原告の訴えを退けた。その後、控訴審のウィーン高等地方裁判所 (Oberlandesgericht Wien、略称: OLG Wien) からECJに情報社会指令 第5条第2項(b)号 (媒体上での私的複製に関する例外・制限規定) の解釈を付託した。
本事件で法務官 (Advocate General、略称: AG) を務めたジェラルド・ホーガン (Gerard Hogan) はECJの最終判決の約半年前に意見書を提出しており (ECLI:EU:C:2021:763)、最終判決もほぼホーガン法務官の意見に従ったものとなっている。第一に、クラウドへの保存行為は情報社会指令が規定する複製権の行使に当たるとした上で、同指令第5条の私的複製の例外・制限規定にはクラウドサービス利用者も含まれうるとした。第二に、サービス利用者は著作物購入時点で複製のための料金も含めて支払っていることから、クラウド保存時に再度支払う義務はないと判示した。
コッホ・メディア対FU事件 (ドイツ、ECJ 2022年)
ECJ事件名: Koch Media GmbH v FU, Judgment of the Court (Tenth Chamber), 28 April 2022. C-559/20
知的財産権執行指令 (Directive 2004/48/EC) の第14条に基づき、提訴前に発せられた著作権侵害の警告にかかる弁護士費用は、敗訴した被告側に負担させることができるかが問われた事件である。原告のコッホ・メディア (Koch Media、2022年8月よりPlaionに社名変更) はドイツ語圏でゲームやソフトウェアなどを開発・販売する企業である。コッホ・メディア社の一部門であるDeep Silverが開発したゲーム "This War of Mine" を被告 (イニシャルはF.U.で判決文でも伏字) がP2Pファイルシェアを用いて拡散したことから、提訴前に警告を発した。警告文には著作権侵害行為の停止だけでなく、弁護士費用の負担も含まれており、被告はこの内容を拒否したことから法廷へと持ち込まれた。
ドイツ著作権法 第97a条では裁判手続を開始する前に警告を発することが義務付けられており、訴訟外の紛争解決が促されている。また同条では自然人が非営利・私的に著作権侵害を引き起こした場合は、侵害内容に応じて費用負担の上限を1,000ユーロに定めている。一審のザールブリュッケン区裁判所 (Amtsgericht Saarbrücken) は弁護士費用総額のうち124ユーロのみを支払うよう被告に命じた。コッホ・メディア側はザールブリュッケン地方裁判所 (Landgericht Saarbrücken) に控訴し、弁護士費用全額の964.60ユーロを負担するよう求めた。ファイルシェアによる損害を2万ユーロ相当と見積もって、全額負担相当と判断してのことである。
控訴審から付託されたECJは、金額が過度ではなく、かつ侵害を受けた側の救済の目的に即した合理的水準に設定されていれば、個人・非営利の不法行為に弁護士費用負担の上限を国内法で個別に設けることができると判示した。
セブン・ワン対コーリント・メディア事件 (ドイツ、ECJ 2023年)
ECJ事件名: Seven.One Entertainment Group GmbH v Corint Media GmbH, Judgment of the Court (First Chamber), 23 November 2023. C-260/22
ドイツのテレビ局セブン・ワン (Seven.One) はメディアの私的利用料の徴収業務を担う著作権管理団体コーリント・メディア (Corint Media) と独占契約を締結し、著作権および著作隣接権の管理を委託していた。この利用料は"blank media levy" の通称で呼ばれているもので、私的録音録画補償金制度に基づいて支払わせるものある。セブン・ワンが利用料の適正料率を分配するよう請求したところ、コーリント・メディアがドイツ著作権法 第87条第4項を理由に拒否した。これは情報社会指令 第5条第2項(b)号の例外・制限規定に基づいた国内法化であり、自然人 (個人) による私的かつ非営利複製の場合は適正分配の対象からテレビ局が除外されるとの規定である。一審のエアフルト地方裁判所 (Landgericht Erfurt) はECJに付託した。
情報社会指令は複製権を定めた第2条で、テレビ局とその他権利者で特段の別扱いはしておらず、また欧州連合基本権憲章 第20条でも平等の原則が謳われていることから、コーリント・メディアは適正分配の義務があると判示した。またドイツ裁判所からの付託時に、セブン・ワンはテレビ局であると同時に映画製作者の側面もあるが、映画製作者の立場で利用料が分配されるべきかとの論点が出されていたが、テレビ専業か否かは不問であるとした。
私的複製利用料支払に関する主要判例として、前述の2010年ECJ「#Padawan判決」(スペイン) も参照のこと。

## 公衆伝達権

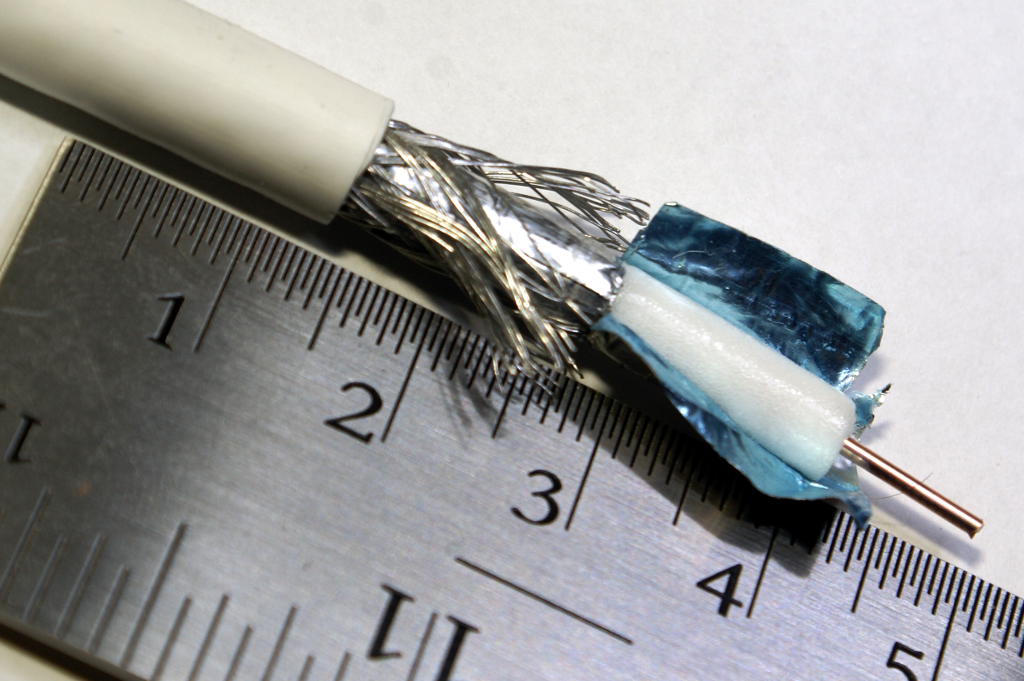
テレビ受像機のアンテナ給電線として広く使用される同軸ケーブルのRG-6/Uタイプ

2000年代のEU著作権法の公衆伝達権に関する代表的判例の一つとして、特に「SGAE判決」が知られている。これはホテル個室に設置されたテレビに番組が配信された事件であるが、フランス国内ではこれよりも古く1960年代には類似の判例が見られる。フランスでは「公衆伝達権」ではなく「演奏・上演権」(仏: droit de représentation) の呼称が用いられるが、伝達手段は問わないことからライブ実演だけでなく、音楽レコードやテレビ番組、インターネット送信など幅広い公衆伝達を含む概念である。
日本の著作権法では「公衆送信権」(伝達ではなく送信) と呼ばれ、送信技術の多様化に伴って改正が行われてきている。公衆伝達権を明文化したEUの情報社会指令制定も日本の著作権法改正も、デジタル著作物に関する国際条約であるWIPO著作権条約 (WCT) の国内批准に合わせた動きである。このように権利の呼称は国・地域で異なるが、WCTの公衆伝達権の範疇に属する判例を当セクションで取り上げる。
SACEM対ホテル・ルテシア事件 (フランス 1961年)
セーヌ大審裁事件名: SACEM c. Société Hôtel Lutetia. Tribunal de grande instance de la Seine. 3' chambre. 22 mars 1961 (J)
フランスではホテルの有料のテレビ・ラジオの公衆伝達権 (演奏・上演権) に関する事件が複数存在する。フランスの音楽著作権管理団体SACEMとホテル・ルテシアで争われた事件では、有料コイン式であったことから、ホテル側は受信機としてのテレビを個室に設置してホテル利用客に貸与しているだけに過ぎず、上映・放送をホテルが無断で行ったとは見なされなかった。また別の事件では、ホテルがいったん受信したコンテンツを各部屋に伝達するシステムを導入しており、ホテルが伝達行為者と見なされたために演奏・上演権が問われることとなった。
SGAE対ラファエル・ホテル事件 (スペイン、ECJ 2006年)
ECJ事件名: Sociedad General de Autores y Editores de España (SGAE) v Rafael Hoteles SA, Judgment of the Court (Third Chamber), 7 December 2006. Case C-306/05
通称「SGAE判決」。ホテルの集中管理室からホテル個室内のテレビセットにアンテナ線を使って番組が配信されていたことから、著作権管理団体のスペイン著作者出版社協会 (Sociedad General de Autores y Editores、略称: SGAE)が、当ホテル運営会社のラファエル・ホテルに利用料支払を求めて提訴した事件である。情報社会指令 第3条の公衆伝達権の解釈が問われた、2000年代の主要判例の一つと見なされている。一審は公衆伝達権の行使に当たらないと判断してSGAEの主張を退けるも、二審のバルセロナ県裁判所 (Audiencia Provincial de Barcelona) からECJに同指令の解釈が付託された。
ECJは伝達対象となる「公衆」の定義が条文では曖昧であったことから、これを広く解釈してホテル利用客は「公衆」に該当するに十分な人数だと判示した。その上で、具体的な伝達手段を問わず、そして伝達行為の営利・非営利性を問わず、またホテル室内が私的な利用空間と見なせる特性であっても、本件での行為は公衆伝達であると判断した。
RTLテレビ対ペスタナ事件 (ポルトガル、ECJ 2022年)
ECJ事件名: RTL Television GmbH v Grupo Pestana S.G.P.S., S.A. and SALVOR - Sociedade de Investimento Hoteleiro, S.A., Judgment of the Court (Fifth Chamber), 8 September 2022. C-716/20
衛星・ケーブル指令 (Directive 93/83/EEC) 第1条第3項 (再送信の定義) および第8条第1項 (再送信の許諾) の解釈が問われた事件であり、同指令がCJEUで審理されるのは稀なケースだと言われている。被告のペスタナ (Grupo Pestana) が傘下に治めるSALVOR – Sociedade de Investimento Hoteleiro (ポルトガルのホテル) ではホテル個室にテレビセットが設置され、同軸ケーブル (coaxial cable) を使ってテレビ番組を視聴できた。原告のドイツ語系RTL Televisionは無料放送を提供しており、私的空間であれば番組受信料は発生しない。またパラボラ・アンテナ (皿状のアンテナ) を使えば、RTLの番組はポルトガルを含む国外でも受信できる。RTLはテレビ信号の再送信には事前の許諾が必要だと主張し、受信料支払を求めてポルトガル国内で提訴した。被告側は、ポルトガル著作権法ではテレビ信号の単なる受信だけであれば、著作物利用にかかる利用料の支払義務はないと抗弁した。
一審と控訴審は、ホテル側が公衆伝達の行為を行ったと認定しつつも、ホテルはケーブル放送事業者ではないことから、同軸ケーブルの使用は番組の「再送信」には該当しないと判示した。原告が上告し、ポルトガル最高裁 (Supremo Tribunal de Justiça) がECJに付託した。
ECJは衛星・ケーブル指令 第8条第1項を、有料で公衆伝達するケースに限り、放送事業者が利用許諾を求める排他的権限を有するとの解釈を示した。つまり、視聴者がホテル施設などどこで視聴するかは不問である。また同指令同条はケーブル放送事業者を対象にしており、ホテル事業者は適用対象外の業態であるとも示した。
MPLC対シタディーン事件 (ドイツ、ECJ 2024年)
ECJ事件名: Citadines Betriebs GmbH v MPLC Deutschland GmbH, Judgment of the Court (Sixth Chamber), 11 April 2024. C‑723/22
ホテル事業者シタディーン (Citadines、現: シンガポール系The Ascott Limited傘下) が個室やフィットネスルームにテレビセットを設置してテレビ番組を配信したことから、公衆伝達権侵害に該当するのかが問われた事件。原告はテレビ番組などの米系著作権管理団体 Motion Picture Licensing Corporation (略称: MPLC) のドイツ現地法人であり、ミュンヘン地方裁判所 (Landgericht München) に提訴した。問題となったテレビ番組は無料の公共放送局のシリーズものである。被告シタディーンは公衆伝達の行為者か否かは争点にはしておらず、ケーブル放送局と締結済みのライセンス契約に照らし合わせて契約範囲内の再配信であると主張した。一方原告MPLC側は、ホテル館内のケーブル配線網まではライセンス契約の対象に含まれていないとして、双方の主張は食い違っていた。原告がミュンヘン高等地方裁判所 (Oberlandesgericht München) に控訴し、その後控訴審からECJに付託された。
ECJは、シタディーンがケーブル放送事業者ではないことを理由に、テレビセットの設置そのものは著作権侵害に当たらないとした。その上で、ケーブル放送事業者とホテル間のライセンス契約内容にかかわらず、ケーブル網を使って各室のテレビセットに番組を再配信する行為は公衆伝達に該当しうるとした。またホテル利用客は多数に上ることから、「公衆」の定義を満たす。さらに著作権保護下にあるコンテンツをホテルが利用客に能動的に提供しており、利用客は当該コンテンツを視聴する別手段は利用不可である。このようなテレビセットの導入はホテルの付加価値向上に寄与し、収益増につながる。また、各テレビセットに配信するケーブル配線網の仕組みそのものはホテル側が独自に有しているものであり、公衆伝達をホテルが行っていると判示された。
GEMA対GL事件 (ドイツ、ECJ 2024年)
ECJ事件名: Gesellschaft für musikalische Aufführungs- und mechanische Vervielfältigungsrechte eV (GEMA) v GL, Judgement of the Court (First Chamber), 20 June 2024. Case C-135/23
公衆伝達権の著作権侵害事件。被告のGLは自社が不動産管理するマンション向けに屋内アンテナを内蔵したテレビを提供していた。このアンテナは室内の音楽も拾うことができる。これが情報社会指令の第3条第1項の「公衆伝達」行為に該当するのかが問われた。
ドイツ・ポツダム地方裁判所 (Amtsgericht Potsdam、略称: AG Potsdam) から付託されたECJは2024年、GLの行為は意図的であり、かつこのようなアンテナが備わっていることで管理物件の付加価値につながり、さらに入居者が相当数に上ることから公衆伝達に該当すると認めた。また同指令は特定の技術要件に縛られない一般的な規定であることから、屋内アンテナか中央集中管理型アンテナかは不問であるとした。

## 頒布権と消尽
EU著作権法における頒布権 (Distribution right または Right of distribution) は、部分的に他の指令で補完はされているものの、根幹部分は2001年成立の情報社会指令 (英通称: InfoSoc Directive) 第4条で定められている。EU域外も多く批准している著作権法の国際条約の一つであるWIPO著作権条約 (WCT) をEU著作権法に取り込む目的で、情報社会指令が成立していることから、同指令の法廷での解釈は国際条約の条文の解釈とも密接に関係する。WCTにおける頒布とは、販売や譲渡などの手段を通じて、著作物の原物または複製品の所有権を他者に移転させ、利用可能にする行為を指す。そして頒布権とは、著作権者が自身の著作物を頒布するか否か、許諾を与える独占的な権利を指す。
この文脈における消尽とは、ひとたび譲渡などを行うと、著作権者の独占的な権利が消え尽きることを意味する。特にデジタル化した現代社会においては、電子書籍やソフトウェアといったデジタル著作物の中古売買や、ウェブサイトからダウンロードした複製物の再販といった取引行為の適法性が問われ、著作権者の頒布権が消尽しているのか判断が求められる。日本の著作権法でも2002年の最高裁判決・通称「中古ゲームソフト大阪事件」(最判平成14年4月25日、民集 第56巻4号808頁) がデジタル消尽の主要判例として知られており、EU著作権法との国際比較の対象となっている。
さらに中古・再販だけでなく、レンタルに関する貸与権も、著作物の購入者の用途を拘束できるかが問われる。フランス著作権法のように頒布権と貸与権を「用途指定権」(仏: droit de destination) の名称で包括的な概念として扱う国もあることから、当セクションでは消尽が争点となる貸与権の判例も含めて紹介する。
なお、情報社会指令の第3条「公衆伝達権」が消尽しないのに対し、同指令の第4条「頒布権」は一定の条件を満たすと消尽する違いがある。
GEMA対メンブラン/K-tel事件 (ドイツ、ECJ 1981年)
ECJ事件名: Musik-Vertrieb membran GmbH and K-tel International v GEMA - Gesellschaft für musikalische Aufführungs- und mechanische Vervielfältigungsrechte, Judgment of the Court, 20 January 1981. Joined cases 55/80 and 57/80
EUの前身である欧州経済共同体 (EEC) 時代の2件併合判決。当判決によって初めて、特許や商標、意匠と同様に著作権も産業・商業的な財産権であるとEECで認められた。当時のEECは単一市場の創出という経済的な目標に特化していた一方、著作物保護は文化振興の側面から捉えられて著作権「市場」の認識が低く、EEC加盟各国の国内著作権法に著作権侵害の判断が任されていた。この姿勢・方針を大きく転換させたのが、当判決と言われている。
原告はドイツ音楽著作権協会 (Gesellschaft für musikalische Aufführungs- und mechanische Vervielfältigungsrechte、略称: GEMA) で、ドイツへ輸入された楽曲にかかるロイヤルティー支払を求めた訴訟である。Case 55/80 (被告: メンブラン (Musik-Vertrieb membran GmbH)) は蓄音機とカセットテープに録音した楽曲が対象で、EEC加盟国を含む多数国から輸入された。またCase 57/8 (被告: K-tel International) は蓄音機用の10万曲がイギリスから輸入された事件である。ドイツ著作権法では第97条で著作権侵害の救済手段が規定されているが、一方でEECの基本条約であるローマ条約の第30条・第36条 (公益目的を除く域内輸出入障壁の撤廃) に照らし合わせ、楽曲の輸入盤に対するロイヤルティーの支払請求は妥当かが問われた。
ドイツ連邦最高裁 (Bundesgerichtshof) から先決裁定を付託されたECJは、楽曲の輸入盤もローマ条約の域内輸出入障壁の撤廃条項の対象であると明示した。仮に楽曲の輸入盤にロイヤルティーが発生するのであれば、輸出元の国で既に支払われているロイヤルティーは減額されるべきだと判示した。
ワーナー・ブラザース対クリスティアンセン事件 (デンマーク、ECJ 1988年)
ECJ事件名: Warner Brothers Inc. and Metronome Video ApS v Erik Viuff Christiansen, Judgment of the Court, 17 May 1988. Case 158/86
EUの貸与権指令 (Directive 92/100/EEC および 2006/115/ECによる改廃) 制定につながったとされる事件である。被告のエーリク・ヴィウーフ・クリスティアンセン (Erik Viuff Christiansen) はスパイ映画『ネバーセイ・ネバーアゲイン』(原題: "Never Say Never Again") のビデオをイギリスで購入してデンマークに持ち込み、自身のビデオレンタル店で提供していた。原告のワーナー・ブラザース社が同作品の権利を有しており、デンマークでのビデオ複製権を同じく原告のメトロノーム・ビデオ社 (Metronome Video ApS) に供与していた。デンマーク法では演劇や映画作品の著作者・製作者にビデオ化商品の貸与権を認めていたことから、クリスティアンセンを貸与権侵害で提訴した。二審のデンマーク東部地域裁判所 (Østre Landsret) はローマ条約 (EEC条約) 第30条・第36条 (公益目的を除く域内輸出入障壁の撤廃)、および第222条 (加盟各国の所有権保護制度の尊重) の解釈をECJに付託した。
1981年のECJ判決「#GEMA対メンブラン/K-tel事件」は楽曲の輸入盤に対するロイヤルティー支払を求めた訴訟であり消尽が争点となったが、本件は輸入盤の販売ではなくレンタルである。映画のビデオ販売はレンタル目的が容易に想定できることから、著作権者や著作隣接権者には販売とは別にレンタル収入を公正に得る権利があるとして、無断レンタルを差し止めることができると判示した。同様に貸与権の行使でローマ条約 (EEC条約) 第30条・第36条が問われた類似の事件には、1998年の通称「Laserdisken判決」(Case C-61/97) がある。
カッシーナ対ピーク&クロッペンブルク事件 (ドイツ、ECJ 2008年)
ECJ事件名: Peek & Cloppenburg KG v Cassina SpA, Judgment of the Court (Fourth Chamber), 17 April 2008. C-456/06
| ル・コルビュジエのデザイン作品 "LC1" (1928年) |  | ラウンジチェア "LC4" (1929年) |
| ル・コルビュジエのデザイン作品 "LC1" (1928年) |  | ラウンジチェア "LC4" (1929年) |

通称「Cassina判決」。イタリア高級家具メーカーのカッシーナ (Cassina) はライセンス契約を締結し、近代建築の巨匠の一人として知られるル・コルビュジエのデザインした椅子を製造・販売していた。
被告のピーク&クロッペンブルク (Peek & Cloppenburg、略称: P&C) は男女服・子供服を手掛けるドイツのアパレルブランドである。P&Cの複数店舗にて、試着室にアームチェアとソファーを、またショー・ウィンドー内に装飾の一部としてアームチェアを置いており、これらの椅子はカッシーナに無断でイタリア・ボローニャで製造されたものだった。カッシーナはフランクフルト地方裁判所 (Landgericht Frankfurt am Main) に訴訟提起し、損害賠償、P&Cの行為差止および購入経路の情報提供を請求した。第一審・二審ともにカッシーナが勝訴するも、ドイツ連邦最高裁 (Bundesgerichtshof) からECJに先決裁定が付託された。
ここで問われたのは、著作物の複製品の購入者 (つまりP&C) には所有権が移転しているが、(偽造品製造者ではなく) 購入者までも著作権侵害の責を負うかである。また単にショー・ウィンドーに飾っただけのアームチェアは客に利用されていないことから、このようなケースも「公衆への頒布」(distribution to the public) の権利侵害に相当するのかである。ECJは、来店客に椅子を使わせる、あるいは店内に椅子を展示するだけでは、情報社会指令が定める頒布権には当たらないと判示した。当判決は2000年代のECJの先決裁定を代表する一つとして評価されている。
オラクル対UsedSoft事件 (ドイツ、ECJ 2012年)
ECJ事件名: UsedSoft GmbH v Oracle International Corp, Judgment of the Court (Grand Chamber), 3 July 2012. Case C‑128/11
通称「UsedSoft事件」。一度ライセンス販売したソフトウェアは著作者の頒布権が消尽した (著作者の独占的な権利が消え尽きた) とみなされ、中古販売できるのかが問われた事件である。原告オラクル (Oracle社) はユーザー数に応じたライセンス契約でデータベース・ソフトウェアを提供していた。ソフトウェアそのものはオラクル公式サイトから無料ダウンロードできるが、利用に際してサーバーへのアクセスにライセンスが必要となる仕組みである。ライセンス期間は無期限 (永続) である。オラクルの既存顧客からライセンスを取得した被告の中古ソフトウェアライセンス販売業 UsedSoft社は、このライセンスを特価で転売したことから、訴訟へと発展した。一審のミュンヘン地方裁判所 (Landgericht München) は原告の差止請求を認めており、控訴審も控訴を棄却したことから、被告はドイツ連邦最高裁 (Bundesgerichtshof) に上告した。
コンピュータ・プログラム指令の第5条第1項と第4条第2項前段の解釈がドイツ連邦最高裁からECJに付託され、ECJはデジタル消尽を認めている (したがってUsedSoftによるライセンス転売は合法)。ここでのポイントは、ダウンロードはプログラムの複製・頒布であり、著作者 (本件であればオラクル) が許諾を出している点にある。そしてライセンス契約の代金支払とダウンロードは不可分の関係にあることから、支払と同時に頒布権は消尽すると判示された。
オランダ出版社協会対トムカビネット事件 (オランダ、ECJ 2019年)
ECJ事件名: Nederlands Uitgeversverbond and Groep Algemene Uitgevers v Tom Kabinet Internet BV and Others, Judgment of the Court (Grand Chamber), 19 December 2019. Case C-263/18
通称「Tom Kabinet事件」。上述の#UsedSoft事件と同様、デジタル消尽が問われたものの、異なる著作権指令が適用され、異なる結果が出た事件である。原告はオランダ出版社協会 (Nederlands Uitgeversverbond、略称: NUV) および一般出版社団体 (Groep Algemene Uitgevers、略称: GAU) であり、オランダ出版業界の利益団体である。被告のトムカビネット社 (Tom Kabinet) らは、中古電子書籍のオンラインサービスを当初提供していた。しかしサービス開始から1年後に、中古販売から電子書籍直接販売へと業態変更し、「トム読書クラブ」(Tom Leesclub) のサービス名称で営業していた。当サービスは、トムカビネットが直接電子書籍を購入するか、または会員から無償提供してもらい、それに独自の電子透かしを入れ、会員はトムカビネットのサーバーからダウンロードする仕組みであった。原告がハーグ地方裁判所 (Rechtbank Den Haag) に著作権侵害で提訴し、情報社会指令 第3条 (公衆伝達権) および第4条 (頒布権) の解釈がECJに付託された。
UsedSoft事件のコンピュータ・プログラム指令とは異なり本件で問われた情報社会指令は、WIPO著作権条約 (WCT) を批准するために制定されたEU法であり、「公衆伝達」「複製」や「頒布」はWCTの用語定義に拘束される。WCTでは有体に固定された複製物のみ、「譲渡権」の対象としていることから、デジタルダウンロードされる無体の電子書籍は範疇外とした。一方、オンデマンドで配信されるコンテンツは「公衆伝達権」として広くカバーされる。「頒布権」は有体に固定された著作物にのみ適用されるため、オンラインで提供されるコンテンツは権利が消尽しないと解された。以上から、電子書籍は有体を対象とした著作物の譲渡権や頒布権と消尽論ではなく、無体にも適用される公衆伝達権のみが適用されると判示された。これは、有体も無体も区別しないコンピュータ・プログラム指令の頒布権とは異なる。

## 例外・制限規定と二次利用

### パロディ
ベルギーからECJに付託された2014年「#デックメイン判決」が他者著作物のパロディ利用のリーディングケースとして知られており、この判決前後でフランスでは法廷におけるパロディの定義や法的保護の要件解釈に変化が生じたと言われている。ディックメイン判決でECJはユーモアの要素をパロディに求めているが、当判決以前のフランスではユーモアは必須でないとし、逆に原著作者の人格を傷つけるようなパロディであってはならないと定義していた。また「混同」の観点が取り入れられており、パロディの商用利用は問題ないものの、原著作物と市場で競合するような宣伝目的は禁じられていた。
ジョイ・ミュージック対サンデー・ピクトリアル紙事件 (イギリス 1960年)
高等法院女王座部 (QB) 事件名: Joy Music Ltd v Sunday Pictorial Newspapers, [1960] 2 QB 60
イギリスにおける音楽パロディのリーディングケース。女王エリザベス2世の夫エディンバラ公爵フィリップの行動を揶揄する内容が週刊新聞『サンデー・ピクトリアル』(現: サンデー・ミラー、タブロイド紙『デイリー・ミラー』の姉妹紙) に掲載されたが、この記事には楽曲 "Rock-a-Billy" の歌詞をもじって "Rock-a-Philip, Rock-a-Philip, Rock-a-Philip, Rock" のフレーズが書かれていた。1960年、このケースでのもじりは実質的部分の複製ではないと高等法院女王座部 (QB) で判定され、著作権侵害の訴えは退けられた:412。
シュウェップス対ウェリントン事件 (イギリス 1984年):412
高等法院大法官部 (Ch) 事件名: Schweppes Ltd v Wellingtons Ltd, [1984] FSR 210 (Ch)
商品ラベルに関する1984年の高等法院大法官部 (Ch) 判決である。シュウェップス社は同名の瓶入り炭酸水ブランドを販売しており、商品ラベルの "SCHWEPPES" の綴りが被告ウェリントン社によって "SCHLURPPES" に置き換わって商品販売されたことから、ラベルのデザイン模倣が著作権侵害に当たるかが問われた事件である:412。なお、ウェリントン社製もシュウェップスに似た瓶にラベルが貼られていたが、中身は飲料ではなく炭酸入りのバブルバス（炭酸の入浴剤とソープが合わさった商品）であり、元ネタとパロディでは対象とするビジネス市場が大きく異なる:412。しかしながら市場の競合性は勘案されず、#Rock-a-Billy判決で示された「実質的部分の複製」の論点から著作権侵害の判定となった。
ウィリアムソン・ミュージック対ピアソン・パートナーシップ事件 (イギリス 1987年):410
高等法院大法官部 (Ch) 事件名: Williamson Music v Pearson Partnership, [1987] FSR 97 (Ch)
ミュージカルの楽曲が替え歌としてテレビCMに流された事案である:410。本件では著作権法の重要な法理であるアイディア・表現二分論に則り、原曲からアイディアを得てパロディストが全く別の形で表現したならば、別個の著作物であると1987年の高等法院大法官部 (Ch) で判示された。また、著作権侵害に該当しないパロディだと認めるには、作品に批判や評論といった言語要素が必要であるとされた:410。1960年の#Rock-a-Billy判決とは異なり、本件でパロディ化されたのは歌詞ではなくメロディであったことから、これらの要件を満たさないとして著作権侵害判定となった:410。
サラベール対ル・ルロン事件 (フランス 1988年)
フランス破毀院事件名: Les Editions Salabert c Le Luron, Cour de Cassation (Chambre civile 1), 12 janvier 1988. 85-18.787
歌手の物まねが合法的なパロディだと判示された事件である。シャンソン歌手シャルル・トレネ (Charles Trenet) の『優しきフランス』(Douce France) が、コメディアンのティエリー・ル・ルロン (Thierry Le Luron) によって物まねされ、『優しいトランス』（忘我の境地の意、Douces Transes）にもじられた。声音も真似ており、トレネがアカデミー・フランセーズ会員選出のために費やした無駄な労力を揶揄した。破毀院は無礼な嘲笑は法的に禁じられておらず、むしろ元ネタから改変されていることから、受け手側が2つの作品を混同するおそれがないとして、著作権侵害の訴えを退けている。原告は音楽出版社のサラベール (Les Editions Salabert、現在はデュラン等と合併してÉditions Durand-Salabert-Eschig)。被告はティエリー・ル・ルロンのほか、WEA-Filipacchi Music (米系レコード会社 WEA International (現: ワーナー・ミュージック・グループ) のフランス法人) など。
ムーランサール対アルコンシーユ事件 (フランス 2011年)
パリ控訴院事件名: Moulinsart SA c SAS Arconsil, Cour D'appel de Paris (Pôle 5 - Chambre 2), 18 février 2011. n°09/19272
ECJのデックメイン判決以前のフランスにおけるパロディのリーディングケースである。漫画『タンタンの冒険』シリーズの一つ『タンタンチベットをゆく』を元に、パロディ作家ゴルドン・ゾーラ (Gordon Zola) がパロディ小説『サン・タン絞首台に行く』を創作した。タンタンシリーズの著作権者であるムーランサール社 (Moulinsart SA、現: Tintinimaginatio) がこれを海賊版としてみなして、出版社のアルコンシーユ (SAS Arconsil) を提訴した。
一審であるエヴリーの大審裁判所 (Tribunal de grande instance d’Evry) はゾーラの作品は海賊版ではないと判定したものの、剽窃 (盗用) とみなして4万ユーロの損害賠償を命じた。しかし二審のパリ控訴院 (Cour d'appel de Paris) はフランス著作権法のL122-5条 4項 (パロディの適法利用を定めた条項) に基づき、原告の訴えを退けた。「主観的要因 (ユーモアの意図)」「客観的要因 (混同のおそれの有無)」の要件を満たしており、「当該分野の決まり」を守らなかったという証拠が確立していないことから『サン・タン絞首台に行く』はパロディ小説であると認め、少部数で商業的な影響も少ないことから著作者・出版社の権利を不当に侵害していないと判示したのである。
ヴァンダースティーン対デックメイン事件 (ベルギー、ECJ 2014年)
ECJ事件名: Johan Deckmyn, Vrijheidsfonds VZW v Helena Vandersteen and Others, Judgment of the Court (Grand Chamber), 3 September 2014. Case C-201/13
EUのパロディ判決のリーディングケースとして知られており、本件では原著作物の著作権者側の権利と、パロディ利用する側の表現の自由の間でいかにバランスを取るべきかが問われた。
ベルギーの右派ポピュリズム政党フラームス・ベランフに所属する政治家ヨーハン・デックメインは2011年、新年の祝賀会でカレンダーを参加者に配布したが、この表紙に使われたイラストがヴァンダースティーンの描いた作品に類似しているとして、著作権侵害でデックメインと政党後援会組織がベルギーの裁判所に提訴された。ヴァンダースティーンの作品は元々、コミック本『Suske en Wiske』に登場するキャラクターの一人を表紙に描いたものであり、白色のチュニックをまとって空中からコインをばら撒いている構図である。この表紙絵は "De Wilde Weldoener" (「強制的な恩恵を施す者」の意) と題された。一方カレンダーの表紙は、キャラクターがヘント市の市長ダニエル・トゥルモント （左派政党のフラマン系社会党）に差し替えられており、コインを集めようとする周囲の民衆はイスラム教の女性が肌を隠すために被るブルカ (ベール) を身にまとい、有色人種に置き換えられる差別的な内容であった。第一審裁判所 (Rechtbank van Eerste Aanleg) は著作権侵害を認めて5,000ユーロの損害賠償を命じたが、被告が控訴している。二審のブリュッセル控訴裁判所 (Hof van Beroep van Brussel) もベルギー著作権法で定められたパロディの例外規定の要件を満たさないとして棄却しつつ、ECJに先決裁定を付託した。
ECJはパロディの要件として「パロディ作品を見て原著作物を想起できる必要があると同時に、これら2つの作品は別物だと識別されなければならない」、「ユーモアや嘲笑の要素が必要」と2点を挙げた。加えて、必ずしも著作権法上固有の意味を持つ「創作性」（originality）はパロディの場合には求められないとして、原著作物と同じキャラクターを再利用することは法的に問題ないとした。差別的なメッセージを含んでいる点については、ベルギー国内裁判所に判断を委ねた。
マルカ対ピーター事件 (フランス 2015年)
フランス破毀院事件名: A Malka c Peter K, Cour de Cassation (Chambre civile 1), 15 mai 2015. 13-27.391
デックメイン判決以降のフランスでのパロディ関連判例として知られている。本件はファッション写真家 A Malka（一部伏字）の作品を無断で芸術家 Peter K（一部伏字）が複製したことが問題となった。しかし A Malka の原著作物は過剰広告と過剰消費を象徴していることから、Peter K は自身の作品を通じて A Malka の作品の価値を貶め、見る者たちに問題喚起する目的だと主張した。破毀院はフランス著作権法 L122-5条 4項 (パロディの適法利用を定めた条項) だけでなく、EUの情報社会指令 第10条を考慮して A Malka の著作者人格権と、パロディ創作者 Peter K の表現の自由の間でバランスをとる必要性を説き、二審の控訴裁に差し戻した。

### テキストおよびデータマイニング
クネシュケ対LAION事件 (ドイツ、2024年11月時点で係争中)
人工知能 (AI) の学習データ用に自身の写真作品が無断で利用されたとして、写真家 Robert Kneschke (ロベルト・クネシュケ) がデータ収集者のドイツ非営利団体 LAION (ライオン) を著作権侵害で提訴した事件である。当事件は世界に先駆けたAI関連判決としてEU域外からも注目され、DSM著作権指令の「テキストおよびデータマイニング」(略称: TDM) 関連では初の判決である。さらにEUでは2024年8月からAI法が施行され、一審ではAI法にまで踏み込んで言及している点も注目されている。
一審のハンブルク地方裁判所 (Landgericht Hamburg) は2024年9月27日、原告の訴えを棄却したが、判決から約1か月後に原告側が控訴したと公表している。控訴の場合には、ECJに先決裁定が付託される可能性も有識者から指摘されている。

### 教育・科学研究・非営利目的
レンコフ対ノルトライン＝ヴェストファーレン州事件 (ドイツ、ECJ 2018年)
ECJ事件名: Land Nordrhein-Westfalen v Dirk Renckhoff, Judgement of the Court (Second Chamber), 7 August 2018. Case C-161/17
別称「コルドバ判決」 (Córdoba Case、写真の被写体となったスペインの都市名にちなむ)。情報社会指令の第3条第1項 (著作権者に排他的に認められる公衆伝達権)、および同指令の第5条第3項(a)号 (教育・科学研究目的の第三者利用)の解釈が問われた事件である。
旅行ポータルサイトに掲載されていた写真をドイツ・ノルトライン＝ヴェストファーレン州の公立校学生がダウンロードして、自身の論文内でイラストとして再利用した。論文には写真の出典を明記しており、この論文が学校のウェブサイトに掲載された。ECJは、学校ウェブサイトへの掲載は「公衆伝達」の行為に該当し、写真の著作権者たる写真家の事前許諾が必要とされると判示した。写真を取り込んで (転載して) 別サイトにアップロードする行為と、元の写真ポータルサイトへのハイパーリンクを張る行為を判決では峻別している。なお、ハイパーリンクを巡る類似事件としては2014年の Svensson判決 (Nils Svensson and Others v Retriever Sverige AB, Judgment of the Court (Fourth Chamber), 13 February 2014. Case C-466/12) が先例としてある。
なお、情報社会指令第5条第3項(a)号は、非営利であること、また出典を明記することを前提に、学業や科学研究目的の他者著作物利用を適法としている。しかし第5条の例外・制限規定はEU加盟各国が国内法化するかは「任意」になっている。当判決の翌年にはDSM著作権指令が成立し、第5条では同じく教育目的の例外・制限規定を設けており、こちらは国内法化が「必須」となっている違いがある。
セフェロフ対アゼルバイジャン政府事件 (アゼルバイジャン、ECtHR 2022年)
ECtHR事件名: Safarov v Azerbaijan, Judgment of the Court (Fifth Section), 1 September 2022. No 885/12
アゼルバイジャン著作権法、特に例外・制限規定および消尽に関する規定を国内司法裁判所が不当に解釈し、書籍の不法複製やデジタル頒布の著作権侵害に適切に対処していないことから、欧州人権条約の第1条に反し、著作権保護が蔑ろにされたと認定された事件。
原告のセフェロフ (アゼルバイジャン語: Rafiq Firuz oğlu Səfərov、ラテンアルファベットでは Rafig Firuz oglu Safarov 表記) は2009年に書籍を出版し、若者を支援する非営利団体のIrali Public Unionがこれを無断・無償で電子化して自団体のウェブサイトに掲載した。セフェロフの要請により削除されるまでの間、417回ダウンロードされており、セフェロフが著作権侵害でIraliを提訴した。一審のサバイル地区裁判所 (英: Sabail District Court) はアゼルバイジャン著作権法 第18条などを理由に、原告の主張を棄却している。二審のバクー控訴裁判所 (英: Baku Court of Appeal) も一審を支持。ただしその根拠として第18条だけでなく、例外・制限規定を定めた第17条も追加している。さらにアゼルバイジャン最高裁では消尽に関する規定も追加参照した上で、原告側の主張を棄却した。
これを受け、原告がアゼルバイジャン政府を相手取って欧州人権裁判所 (ECtHR) に提訴した。この際、原告側は書籍の著作物性は争点にしておらず、アゼルバイジャン司法が国内法を不当に解釈して本件に適用しているかが主な論点となった。アゼルバイジャン著作権法 第17条第1項では、著作者の排他的な複製権は他者による「私的」利用に限って例外が適用されると欧州人権裁判所は解釈した。その上で、被告のIraliは非営利ではあれ「法人」であることから、この例外は適用されない。同法第18条は図書館、文化遺産機関、教育機関が一定条件下で著作物の無許諾利用を認めている。しかし非営利目的であれ、著作権者からの無許諾で行われた複製は法的根拠に欠くと判断された。さらにインターネット上で不特定多数に公開しており、図書館訪問利用者など限定した用途ではない点も問題として指摘された。同法第15条第3項は消尽に関する規定であるが、これは出版された (つまり部数限定された) 書籍などの著作物を購入者が物理的に中古売却するルールである。したがって、デジタル複製化やオンライン頒布 (公衆伝達) の問題と中古売却の消尽論とは切り分けるべきとも判示された。これを踏まえ、原告側に対して金銭的・非金銭的損害併せて5,000ユーロの賠償支払を命じた。

## 著作者人格権
著作者人格権はEUレベルでは平準化を行っていないことから、主に国内著作権法に基づく判例を以下に紹介する。

### 公表権

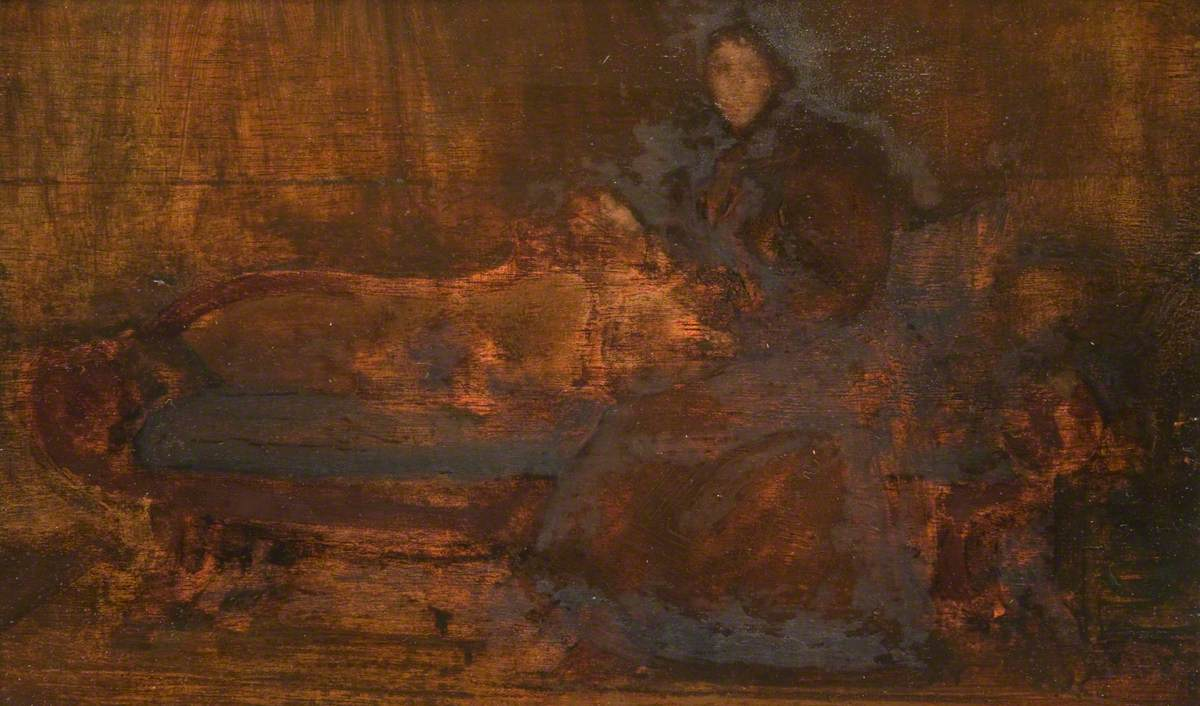
ウィスラー作『Brown and Gold Lady Eden』(1894–1895年) はイーデン準男爵の妻の肖像画。依頼主イーデンに返金後、再描画

イーデン対ウィスラー事件 (フランス 1900年)
フランス破毀院事件名: William Eden c. Whistler, Cour de Cassation, 14 mars 1900; D.1900.1.497、レジフランス未収録
通称「ウィスラー判決」。アメリカ合衆国出身でイギリスで主に活躍した画家ジェームズ・マクニール・ウィスラー (ホイッスラーとも綴る) が、完成した肖像画を依頼主のイーデン準男爵に対して引き渡し拒否した事例である。破毀院は、ウィスラーに対して肖像画の製作代金の返金は命じたものの、著作権法上の公表権をウィスラーに認め、作品の引き渡し要求は棄却した。ウィスラーは当初、イーデンの前払金に不満を持っていたとされていたが、法廷上では自らの作品の出来映えに満足できなかったと証言している。いったんはサロンに作品を展示するも、ウィスラーは描かれていたイーデン夫人を別人に描き変えてしまった事件である。
カモワン対カルコ事件 (フランス 1931年)
パリ控訴院事件名: Carco et autres c. Camoin et Syndicat de la propriété artistique, Cour D'Appel de Paris 6 mars 1931; DP.1931.2.88
通称「カモワン判決」。自身の作品の出来栄えに納得のいかなかった画家シャルル・カモワンが切り刻んでゴミ箱に捨てたが、それをゴミ漁り人がアート収集家に売却して復元されてしまい、11年後の1925年にフランシス・カルコが所有していることが判明した事件である。復元された作品は差し押さえられ、パリ控訴院は5,000フランを損害賠償として原告カモワンに支払うよう命じられた。被告側は、作品が販売カタログ上に掲載されていたことから、公表済の作品であると法廷で抗弁していた。

### 同一性保持権・尊重権
フランスでは著作物の内容を他者に無断で削除、付加、改変されないよう守り、著作者の個性を尊重する「尊重権」が著作者人格権の一つとして認められており、他国の著作権法で一般的な「同一性保持権」よりも保護範囲の広い概念である。フランスで尊重権の概念が初めて判決で認められたのは1814年と歴史は古く、その後も多数の訴訟で尊重権を扱われてきた。
ビュッフェ対フェルシン事件 (フランス 1965年)
フランス破毀院事件名: Bernard Buffet c. Fersing, Cour de Cassation, Chambre civile 1, du 6 juillet 1965 1965.2.126.
画家ベルナール・ビュッフェは6台の冷蔵庫に絵を描いて "Nature morte aux fruits" と題し、児童福祉のチャリティ・オークションにかけた。その作品の購入者がビュッフェの意に反して冷蔵庫を解体して絵だけを切り売りしようとした事件では、破毀院が1965年にビュッフェの意思を尊重する判決を下している。
デュビュッフェ対ルノー事件 (フランス 1983年)
フランス破毀院事件名: Régie Renault c. J.-Philippe Dubuffet, Cour de Cassation, Chambre civile 1, du 16 mars 1983, 81-14.454; 117 RIDA July 1983, p.80)
同一性保持 (改変禁止) 以外でも、尊重権侵害が認められた判例である。自動車メーカー大手ルノーが彫刻家・画家のジャン・デュビュッフェにブローニュ工場内に設置するモニュメントの製作を発注した。デュビュッフェは "Salon d'été" (「夏のラウンジ」の意) と題した作品を製作中であったが、ルノーがこの事業を白紙にしただけでなく、デュビュッフェへの事前通告もなく建造中のモニュメントを破壊した。こうしてデュビュッフェの尊重権侵害が問われるも、発注契約上の2条項が争点となった。第一に、ルノー側がモニュメントを建造しない場合にデュビュッフェが相応の対価を得る旨が盛り込まれていた点にある。換言すると、ルノー側に製造中止権が留保されていると解することができる。第二に、モニュメントの色や材質などの選定にあたっては、発注者に意見を仰ぐ条項である。これらを勘案し、一審と控訴審ではデュビュッフェの著作権はモニュメントの模型にしかおよばず、実物の著作権は有していないと判断した。しかし破毀院は原審の判決を破毀し、デュビュッフェは模型と実物両方の著作権を有しているとして差し戻した。破毀院判決を受け、ベルサイユ控訴院は原審 (Dubuffet c. Régie Nationales des Usines Renault TGI de Paris, Cour d'appel de Versailles, 8 July 1981, 110 RIDA October 1981) を覆して尊重権侵害と判定した。
サミュエル・ベケット著『ゴドーを待ちながら』事件 (オランダ 1988年、フランス 1992年、イタリア 2006年)
尊重権の解釈や保護水準が国によって異なる判例として、サミュエル・ベケット (1906-1989年) 著『ゴドーを待ちながら』(1952年出版) が知られている。ベケットが男性主人公を想定していたにもかかわらず、演劇の演出家が女性に変更しようとしたことから、ベケットの死後に著作権相続人がこの演劇の差し止めを求めてフランスで提訴している。これに対し、パリ大審裁は1992年、尊重権侵害を認めている。
しかし他国では著作者人格権侵害の訴えが棄却されている。生前の1988年にオランダの劇場を相手にベケット本人が提訴しており、やはり本件でも同作品の登場人物を全員女性に変更する演出が問題となった。セリフ回しや演出が原作に忠実であることを理由に、オランダのハールレム裁判所は同一性保持権侵害の訴えを棄却している。さらにオーストラリアでも、同作の上演に際して無許可の楽曲を挿入しようとしたことから、ベケットの甥が法的措置に踏み切る姿勢を見せたことがある。著作者人格権の保護水準が大陸法諸国と比べて低いとされる英米法のオーストラリアでは、2000年に著作者人格権のうち氏名表示権と名誉声望保持権のみを明文化する法改正を行ったばかりであり、フランスの司法判断と同水準の権利保護はオーストラリアでは難しいとの識者見解もある。イタリアでも同作の登場人物2名を男性から女性演者に変更して上演を続け、ベケットの著作権相続人は差止を求めて提訴するも、ローマ地方裁判所は2006年に合法との判決を下している (Fondazione Pontedera Teatro v SIAE (Società Italiana Autori ed Editori and Ditta Paola D'Arborio Sirovich di Paola Perilli), Tribunale di Roma, 2 December 2005)。イタリアのケースでは演者は女性ではあるものの、人物設定は男性のままだとして、1992年のパリ判決とは状況が異なると被告側が主張していた。
ヒューストン対ターナー・エンターテインメント/フランス5事件 (フランス 1991年)
フランス破毀院事件名: Turner Entertainment Company c. Huston または Huston c. la Cinq, Cour de Cassation, Chambre civile 1, du 28 mai 1991, 89-19.522 89-19.725
国際的な同一性保持を巡る類似の判例としては、米国出身の映画監督ジョン・ヒューストン作『アスファルト・ジャングル』(原題: "The Asphalt Jungle") に係る事件も知られている。本件は、白黒映画をカラー化しようとして尊重権侵害が問われた。原告はヒューストンの遺族、およびヒューストンと脚本を共著したベン・マドーであり、被告は米国ターナー・エンターテインメント (後にタイム・ワーナーと合併したターナー・ブロードキャスティング・システム傘下)、およびターナー社からフランスでの放送ライセンスを取得した公共放送テレビ局のフランス5 (La Cinquième) である。本件では米国著作権法と比較してフランス著作権法が著作人格権を手厚く保護している点が識者から指摘されている。仮に米国法で本事件が裁かれた場合、職務著作の観点から映画製作に参画したクリエイター (すなわちヒューストン本人) は著作者として認められないことから、ヒューストンの遺族に著作者人格権を相続されえないと解されている。パリ控訴院は1990年、著作物の製作地が米国であることを理由に、フランス法ではなく米国法の基準で著作者人格権侵害は認められないとの判決を下したが、多方面から批判を受けた。フランス破毀院はパリ控訴院の判決を破毀し、フランス法に則って尊重権侵害を認めた。

### 修正・撤回権
ルオー対ヴォラール事件 (フランス 1947年)
パリ控訴院事件名: Cons. Vollard c. Rouault, Cour de Paris, 19 mars 1947; D.1949.20. Appeal from Roualt c. Cons. Vollard, Trib.Civ.de la Seine, 10 juillet 1946; D.1947.2.98; S.1947.2.3.
フランスにおける修正・撤回権関連の判例としては、画家ジョルジュ・ルオーと美術商アンブロワーズ・ヴォラールの遺族間で作品の所有権を巡って争った事件が知られている。ルオー作品を独占的に扱っていたヴォラールは、生前にルオーと807点の作品の契約を締結していた。しかし作品が完成する前にヴォラールが死去したことから、ルオー側が譲渡契約の未成立を訴えたのである。完成した絵画に入れられる署名がないことなどを理由に、これらの作品群は未完成と判定されて撤回権の行使が原審、控訴審ともに認められた。

### 人権全般
メルニチェック対ウクライナ政府事件 (ウクライナ、ECtHR 2005年)
ECtHR事件名: Melnychuk v Ukraine, Judgment of the Court (Second Section), 5 July 2005. No 885/12
ウクライナのジトーミル州ベルドィーチウの地方新聞 "Berdychevska Zemlya" 上に、原告マイコラ・マイキトヴィッチ・メルニチェック (原語苗字表記: Мельничук、ラテンアルファベット表記: Mykola Mykytovych Melnychuk) のロシア語で執筆した書籍および詩に関する書評が複数回掲載された。書評の執筆者 (Mr. P、伏字) はメルニチェックの文才を痛烈に批判しただけでなく、同国の著名詩人タラス・シェフチェンコの顔写真までメルニチェックの書籍に使用していたことから、「大バカ者の見世物小屋」と酷評した。これに反論するためメルニチェックは同新聞社に書面を送付し、Pが嫉妬心やメルニチェックの政治・経済観に反発して酷評を書いたと非難した。その中でPのことを卑猥な単語で形容し、アルコール中毒で動物未満の低俗な輩だと罵る一方、自身に対する扱いをソ連支配時代に迫害された作家になぞらえた。そしてこの反論書面を同新聞に掲載するようメルニチェックは要求したものの、新聞社側はこれを拒否した。
これを受け、メルニチェックは名誉毀損と著作権侵害による損害賠償、および名誉回復のための書面掲載命令を求めて新聞社を提訴した。一審の地裁は、Pが自身の意見を書評で述べたに過ぎず、また反論書面は書評の中身ではなく単なる個人攻撃であり、これを掲載するかは新聞社側に判断する権利があると判定した。また、著作権侵害の主張も退けている。控訴審では原告側はウクライナ出版法の第3条および第37条違反も主張したが、控訴審でも一審の判断を支持し、ウクライナ最高裁も原告の請求を棄却した。
メルニチェックはウクライナ国内司法手続が欧州人権条約の第6条第1項に違反するとしてECtHRに訴訟を提起した。法廷では、報道出版物の迅速な誤報訂正を命じる欧州評議会の決定 (Resolution (74) 26) や、ジャーナリズムの中立性を求める勧告 (Recommendation 1215 (1993))、ヘイトスピーチを禁じる勧告附則 (Appendix to Recommendation No. R (97) 20)、メディアの損害賠償を定める勧告 (Recommendation Rec(2004)16) の解釈が争点となった。また著作権の観点では、欧州人権条約の第1議定書第1条 (個人・法人の財産権の保護) を根拠にメルニチェックは著作権侵害を訴えた。しかし原告の訴えはECtHRでもすべて棄却された。

## 著作隣接権

### 実演家の権利
実演家 (歌手、俳優など) は著作物 (歌詞・メロディ、脚本など) を伝達する者として著作隣接権がローマ条約 (別通称: 実演家等保護条約。ECC条約のローマ条約とは異なる) などで認められている。このような実演家は、労働組合 (労組) や著作権管理団体 (集中管理団体) を通じて労働・雇用契約の改善や法的保護を求める慣行も一部の国・地域に見られる。たとえばイギリスでは俳優が労組の "Equity" に加入するのが一般的であり、出演した作品の二次利用なども組合との労働協約が関係してくる。ドイツではGVL (Gesellschaft zur Verwertung von Leistungsschutzrechten、直訳すると「著作隣接権利用協会」) が実演作品の二次利用を管理しており、音楽家、歌手、ダンサーなどが対象に入ってくる。GVLからの分配金に不服の実演家はドイツ国内の地裁に提訴することとなる。
放送アナウンサー事件 (ドイツ 1975年)
ハンブルク地裁: LG Hamburg GRUR 1976, 151-Rundfunksprecher
通称「放送アナウンサー」事件。ドイツにおける実演家の権利保護要件を示し、後のドイツ連邦最高裁「クイズマスター事件」にも引用される先駆的な判例として知られている。原告はラジオのアナウンサーであり、被告の著作隣接権管理団体との間で契約締結を求めたところ、アナウンサー業務はドイツ著作権法における「実演芸術家」(Ausübender Künstler) の定義に合致しないとして拒否されたことから、訴訟に発展した。同法 第73条では著作物もしくは民族芸能の表現形式で実演する者、または芸術的なに実演協力者を「実演芸術家」と定義している。そのため放送アナウンサー事件以前から、この「芸術性」の文言解釈を巡って論争が起きていた状況にあった。
ドイツでは1965年に著作権法の大改革が起こって法典化され、現行著作権法 (Urheberrechtsgesetz、略称: UrhG) に継承されている。1965年法以前の旧法では、実演家の権利は一般的な人格権の範疇でしか捉えられていなかったが、1965年法によって著作隣接権が新たに明文化されて実演家の権利を対象に含め、人格権だけでなく実演家の財産権まで保護対象を拡大させている背景がある。その結果、単に分かりやすく事実を声で伝達するだけでは、実演家の財産権までもカバーする著作隣接権が求める「芸術性」の要件は満たさないとして、ハンブルク地裁は原告アナウンサーの訴えを退けた。
さらに通称「クイズマスター事件」でも、放送アナウンサー事件を踏襲している。本件は、原告のクイズ番組司会者が、被告の著作隣接権管理団体に報酬分配を請求し、「実演芸術家」の定義が双方で食い違って訴訟に発展した事件である。ドイツ連邦最高裁は1980年11月14日、著作物を芸術的に解釈した上で、単なる事実以上の感情・感性を視聴者に伝えなければならないと判示し、クイズ番組司会者の著作隣接権は認められなかった (BGH GRUR 1981, 419-Quizmaster)。
『ラシアンズ』ミュージックビデオ出演者事件 (フランス 1999年)
フランス破毀院判決: Cour de Cassation, Chambre civile 1, du 6 juillet 1999, 97-40.572
著作隣接権で権利保護される実演家から「補助的な実演家は除く」(exclusion de l'artiste de complément) とフランス著作権法 L212-1条で定義されていることから、「補助的な」の文言解釈を巡って法廷で争われた事件である。本件では、イギリスの歌手スティングの楽曲『ラシアンズ』(原題: "Russians"、アルバム『ブルー・タートルの夢』収録曲) のミュージックビデオ出演者X (判決文上で伏字) に著作隣接権があるのかが問われた。破毀院は1999年、原審を破毀して原告Xに著作隣接権を認めている。破毀院の示した解釈によると、条文上での "complément" の文言は「言われなければ気づかないような軽微な」(仏: subtilité、英: subtle) の意味であり、本件の出演者は「軽微」な演者ではないと判定された。「補助的な実演家」はフランスで著作隣接権が初めて条文上で明文化された1985年法の時代から存在する文言だが、当時より「端役」を包含するとの識者解釈がある。労働法典 L762-1条では実演家との労働契約および報酬について規定しており、補助的な実演家も含めて権利を認めていることから、著作権法L212-1条との間で定義の法的矛盾が指摘されてきた。
同日1999年7月6日には破毀院で類似の判決がもう1件下されている (Cour de Cassation, Chambre civile 1, du 6 juillet 1999, 96-43.749)。本件では、広告映像の出演者に関する著作隣接権が問われた。助演であっても作品に対して創作性を発揮して個人の人格が反映された寄与があれば、たとえ出演時間が短かったとしても実演家としての著作隣接権が認められると判示された。
一方、米国のテレビ番組『Temptation Island』のフランス版『L'Île de la tentation』に出演した53名による訴訟事件 (Cour de cassation, civile, Chambre civile 1, 24 avril 2013, 11-19.091 等) では、出演者に著作隣接権が認められなかった。当テレビ番組は4人の未婚カップルが楽園の島に隔離されて12日間を過ごし、貞操観念が試されるリアリティ番組である。破毀院は2013年、脚本 (著作権が認められる著作物) があって、それを演技で実演しているわけではない事実に加え、出演時に「雇用契約」を締結していることから、原告53名を実演家ではなく従業員と判断した。

## 著作権の保護期間

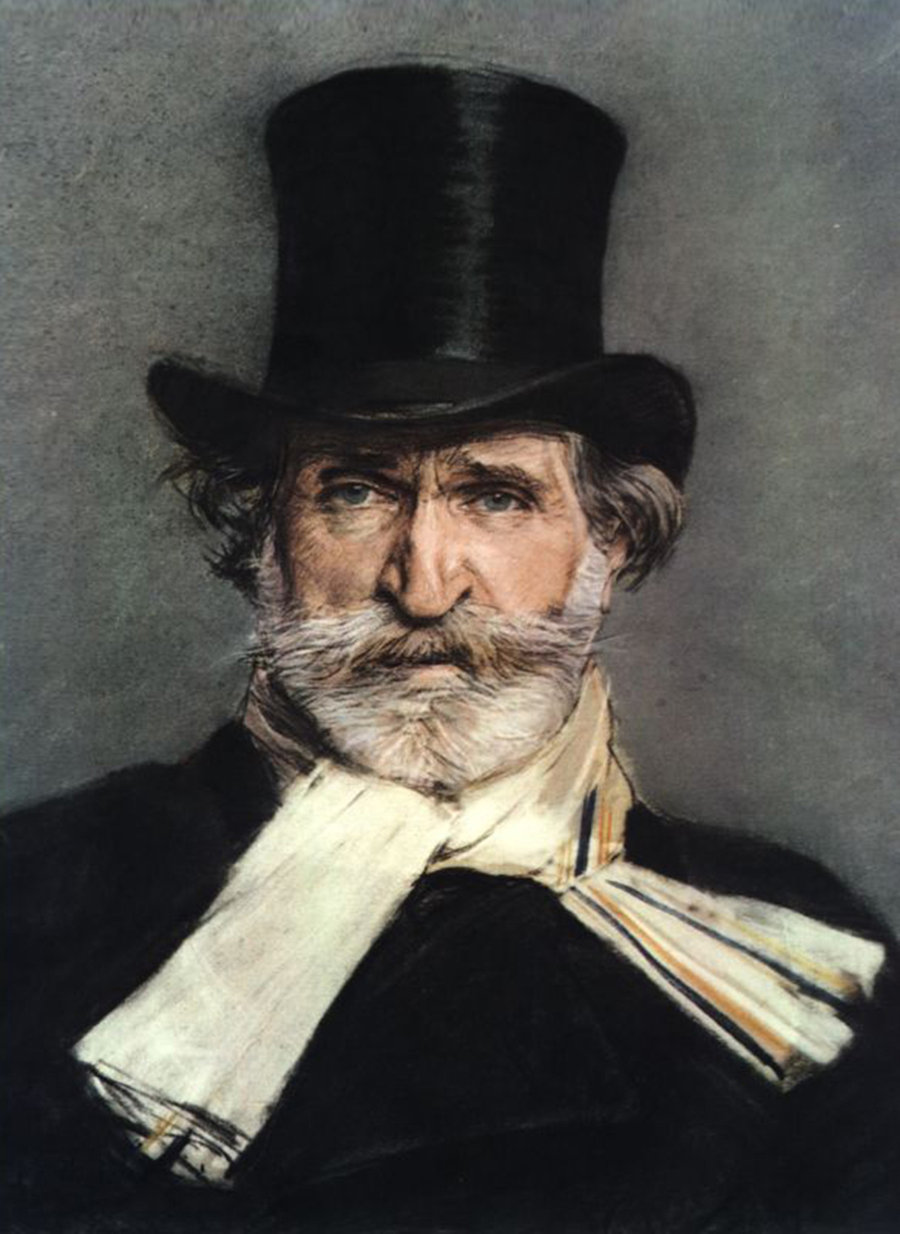
モネ同様、戦時加算が認められなかったボルディーニ作・作曲家ヴェルディ肖像画。

著作物の権利保護期間はベルヌ条約などに基づいて最低年数が定められており、著作者死亡日を起点に計算されることから、国のために戦争で早くに命を落とした著作者 (および遺族) には不利に働く。また戦争中は平時のように著作物を利用できないことで不利益を被る。これらの特殊事情を考慮して、戦時加算の制度を追加で設けている国がある。欧州ではフランス、ドイツ、イタリアなどが挙げられる。この結果、一度著作権が切れた著作物に戦時加算が適用され、後に権利復活する可能性がある。
ADAGP対アザン出版事件 (フランス 2007年)
フランス破毀院事件名: Auteurs dans les arts graphiques et plastiques (ADAGP) c. Editions Fernand Hazan, Cour de cassation, civile, Chambre civile 1, 27 février 2007, 04-12.138
本件では画家クロード・モネ (1840年11月14日 - 1926年12月5日) の作品を巡る複製権侵害の訴えであり、戦時加算の規定に関するフランスの判例として知られている。原告はモネの作品を管理するADAGP (美術品の著作権管理団体)、原告はフェルノン・アザン出版 (Editions Fernand Hazan、現: アシェット・リーブルのグループ傘下) である。保護期間50年を満了してモネの作品はフランス国内ではいったんパブリックドメイン (公有) に帰していたものの、保護期間を50年から70年に延伸した1997年法によって権利復活している。ここに戦時加算がさらに適用されるのかが問われることとなった。フランスの1997年法は1993年のEU著作権指令 (93/98/EEC) に基づいており、当指令の条文には「1995年7月1日の時点で70年より長い保護期間がすでに起算されていた場合には、当該期間が唯一適用される」とある。破毀院は、1995年7月1日時点で70年より長い保護期間の権利を有していなかったとして、戦時加算申立を棄却している。
同じく戦時加算の適用を巡ってADAGPが敗訴した破毀院判決として、画家ジョヴァンニ・ボルディーニ (1842年 - 1931年) の描いた作曲家ジュゼッペ・ヴェルディの肖像画がある。

## 利用許諾と集中管理
スリエー対フランス首相事件 (フランス、ECJ 2016年)
ECJ事件名: Marc Soulier and Sara Doke v Premier ministre and Ministre de la Culture et de la Communication, Judgment of the Court (Third Chamber), 16 November 2016. Case C-301/15
通称「Soulier and Doke事件」。20世紀以前の絶版書籍のデジタル再頒布を半ば強制するフランスの2012年3月1日法は、フランス人権宣言で保障された所有権の侵害ではないかとして、フランス憲法院 (違憲審査権を有する司法機関で、最高裁から独立) で審理されることとなった。当制度は、米国発の無料書籍デジタルスキャン・閲覧サービス「Google ブックス」を念頭にした対抗措置でフランスが立法化したと言われている。原告はAyerdhalのペンネームで知られるサスペンス/SF作家のマルク・スリエー (Marc Soulier) とジャーナリストでSF作家のサラ・ドク (Sara Doke) である。フランス憲法院は2014年2月28日、合憲の判断を下している。識者からは、世界で一般的な拡大集中許諾制度 (別称: 拡大集中ライセンス制度、英: extended collective licensing、略称: ECL) を超えてフランスでは著作権管理団体に管轄権を与えすぎているとの懸念も示され、特にオプトアウト (著作権者や出版社によるデジタル化拒否の意思表明手続) の実効性が疑問視されていた。オプトアウトの仕組み自体は提供されているものの、フランス国立図書館 (BnF) が一覧化した20世紀以前の絶版書籍が約99,000冊なのに対し、実際にオプトアウトを行使したのは約2,500件に留まっているとの統計データもある (2013年時点)。
2001年の情報社会指令 (2001/29/EC) の条文解釈にも影響がおよぶ可能性があることから、本件はECJでも審理されることとなった。特にECJで問われたのは第2条(a)号の複製権、および第3条第1項の公衆伝達権の解釈であり、以下の2点が懸念材料であった。1点目は、オプトアプトが行使されない限り、絶版書籍の著作権者は再頒布を許諾したと見なされる点について、十分な事前周知がなされていないことにある。2点目は、オプトアウトの行使を試みる者は、他に著作権者がいないことを証明しなければならない点である。ECJは情報社会指令の条文解釈を広くとり、かつ著作者や著作隣接権者の排他的権利は高い水準で保護されなければならないと述べつつも、フランスの絶版書籍デジタル再頒布制度のような立法をEU法で阻むことはできないとして、国内決定事項だと判示した。その後、EUではDSM著作権指令が2019年に成立し、第8条第1項・第4項、および第10条で著作権管理団体への絶版著作物の利用許諾をより円滑に実現可能にする条項が含まれており、上記2点の懸念事項は事後的に払拭されることとなった。
UCMR-ADA対ルーマニアの魂事件 (ルーマニア、ECJ 2021年)
ECJ事件名: UCMR – ADA Asociaţia pentru Drepturi de Autor a Compozitorilor v Asociatia culturala „Suflet de Român“, Judgment of the Court (Third Chamber), 21 February 2021. C-501/19
ロイヤルティー (ライセンス料) 支払に付随する付加価値税 (VAT、日本の消費税に類似) の納税主体が誰なのかが問われた事件である。原告のUCMR-ADAは作詞・作曲家向け著作権管理団体で、音楽コンサートなどの実演で発生するロイヤルティーの徴収を担っていた。被告の文化協会「ルーマニアの魂」(ルーマニア語: Asociația Culturală Suflet de Român、英: Cultural Association "Romanian Soul") は主催する音楽ショーのロイヤルティーをUCMR-ADA側に満額支払っていなかったことが法廷闘争の発端である。二審のルーマニア控訴裁判所はこのロイヤルティー支払に係る付加価値税の納税主体は文化協会ではないと判定した。しかしこれはUCMR-ADA側に付加価値税支払義務を負わせることを意味することから、UCMR-ADAは最高裁に当たるルーマニア破毀院に上告し、控訴審が税法条文解釈やその背景にある税の公平性の原則を歪める判決を下したと主張したのである。そこでEUのVAT指令 (Directive 2006/112/EC) の解釈に関し、破毀院からECJに付託することとなった。
UCMR-ADAが徴収したロイヤルティーは最終的に著作権者たる各作詞・作曲家に分配されるため、VAT指令はUCMR-ADAと作詞家間の決済に適用されるとの見解がECJから示された。しかしそもそも著作物のロイヤルティーが付加価値税の課税対象なのかを巡って、ECJでは判決が揺れているとの指摘もある。2021年のUCMR-ADA判決から遡ること4年前には、ポーランドから先決裁定を付託されて下されたSAWP判決 (C-37/16) が先例として知られており、著作権管理団体は付加価値税の課税対象に当たらないと判示されていた。これをUCMR-ADA判決では覆したと見られている。
コーピオスト対テリア事件 (フィンランド、ECJ 2023年)
ECJ事件名: Kopiosto ry v Telia Finland Oyj, Judgment of the Court (Fifth Chamber), 23 November 2023. C‑201/22
著作権管理団体のコーピオスト (Kopiosto) はケーブルテレビ局テリア (Telia) がコンテンツの著作権者に無許諾で番組を放送しているとして、特別裁判所の一つである市場裁判所 (フィンランド語: Markkinaoikeus) に提訴した。フィンランドでは著作権者の代理の立場では著作権侵害の提訴ができないとして、法的資格を根拠にコーピオストの訴えを棄却した。そこで、知的財産権執行指令 (Directive 2004/48/EC) 第4条(c)号に基づき、コーピオストは代理ではなく直接の利害関係者であると主張してフィンランド最高裁 (Korkein oikeus) に上告した
フィンランド最高裁から付託されたECJは、著作権管理団体が直接の利害関係者でなければ提訴不可とする国内手続は問題ないとした。その上で、国内裁判所の判断に基づき直接の利害関係者であると判定された場合は、著作権管理団体の提訴を認めなければならないと判示した。ここでの「直接」の背景であるが、フィンランドではいわゆる拡大集中許諾制度 (略称: ECL) が導入されており、著作権管理団体に管理を委託していない著作物であっても権利処理できる。このような委託契約なしの事案も訴訟対象に含めることができるかが争点となった。

## プロバイダー責任
以下に詳述する判例上では、SNS (ソーシャルメディア) やYouTubeなどのオンライン・コンテンツ共有サービス事業者 (online content-sharing service providers、略称: OCSSPs)、Wi-Fi接続サービス提供者などがプロバイダーとしての責任を問われている。
著作権侵害事件では、プロバイダーの「二次侵害」ないし「間接侵害」責任が問われることがあり、これは他者の著作物を不法に利用した一般ユーザー (つまり「直接」の権利侵害者) に対し、権利侵害の場や手段を提供した者に「間接」的に発生する権利侵害の責任である。2000年成立の電子商取引指令 (略称: ECD) は第12条から第14条が、プロバイダーに適用されるいわゆるセーフハーバー条項 (免責条項) となっており、違法コンテンツの通信・拡散にデジタル・プラットフォームが利用された際に事業者の二次侵害責任を免除する条件を規定している。電子商取引指令は著作権侵害以外のデジタル上での不法行為全般を広範にカバーし、著作権に特化した2019年のDSM著作権指令とは補完関係にある。
メクファデン対ソニー・ミュージック事件 (ドイツ、ECJ 2016年)
ECJ事件名: Tobias Mc Fadden v Sony Music Entertainment Germany GmbH, Judgement of the Court (Third Chamber), 15 September 2016. Case C-484/14
無料Wi-Fiサービス提供者による著作権侵害の二次責任が問われ、当Wi-Fi提供者に電子商取引指令の定めたセーフハーバー条項が適用されうるかが審理された事件である。被告のTobias Mc Fadden (トビアス・メクファデン)は照明・音響製品の販売とリース業を営んでおり、新規顧客獲得を目的にパスワード保護なしのWi-Fiを無料で提供していた。2010年、そのWi-Fi利用者の一人がソニー・ミュージックの手掛けた楽曲を無断でオンライン上にアップロードした。ソニー・ミュージック側は、直接の著作権侵害者であるWi-Fi利用者に損害賠償を求めただけでなく、メクファデンを二次侵害者とみなして訴訟手続などの費用弁済を求めたのである。メクファデンは電子商取引指令の第12条 (「情報社会サービスの提供者」に対するセーフハーバー条項) が適用されると抗弁した。ドイツのミュンヘン第一地方裁判所は、パスワード保護なしのWi-Fi接続を理由にメクファデンの主張を退けたが、先決裁定をECJに付託した。
ECJは2016年9月15日判決、無料Wi-Fiの提供は二次侵害に当たらないとした。しかしメクファデンがパスワード保護なしのWi-Fiを提供したことから、利用ユーザーの身元確認が行われておらず、同一ユーザーによる再犯予防対策を講じられないことが問題視された。なお、当判決では電子商取引指令がセーフハーバー条項適用先の「情報社会サービス」が何を指すのかについても、併せて言及されている。
SABAM対Netlog事件 (ベルギー、ECJ 2012年)
ECJ事件名: Belgische Vereniging van Auteurs, Componisten en Uitgevers CVBA (SABAM) v Netlog NV, Judgment of the Court (Third Chamber), 16 February 2012. C-360/10
著作権者の権利保護と個人の情報の自由といった基本的権利の間で利害バランスに配慮した法的措置がなされるべきだと判示された事件である。この判決は7年後に可決・成立したDSM著作権指令の第17条の第8項に影響を与えたと言われている。
原告のSABAMはベルギーの作家・作詞家・出版者協会、被告のNetlogは「ベルギー版Facebook」とも呼ばれるソーシャル・ネットワーキング・サービス (SNS) である。SABAM関係者の管理する著作物がNetlog上でシェアされていたことから、ベルギーで著作権侵害訴訟に発展した。ベルギー裁判所はNetlogに対してSABAMの著作物へのアクセス遮断の差止命令を下しただけでなく、投稿コンテンツのフィルターシステム導入を命じたことから、電子商取引指令の第15条で認められている常時ユーザー監視の義務免除に反し、ひいては欧州連合基本権憲章で認められている基本的権利の保障に反するのではないかと批判を受けた。ベルギー裁判所から先決裁定を付託されたECJは2012年、ベルギー裁判所命令が不当と判示した。判旨は以下のとおりである。
- Netlogに命じたフィルターシステムの恒常的な導入はホスティング事業者に認められている事業活動の自由を毀損し、知的財産権執行指令 (Directive 2004/48/EC) の第3条第1項で定められた「知的財産権の保護にあたっては不必要に複雑かつ高コストな措置を事業者に求めてはならない」とする条項にも反する。
- さらにユーザーの言動を監視する行為は、ユーザーの個人情報保護の観点からも欧州連合基本権憲章の第11条で保障されている表現の自由や第8条の個人情報保護といった基本的権利に反するものである。投稿コンテンツの合法・違法性をシステム的に選別しようとすると、合法的なコンテンツまで排除しかねず、情報の自由を損ねることにつながりかねない。

グラヴィシュニク対Facebook事件 (オーストリア、ECJ 2019年)
ECJ事件名: Eva Glawischnig-Piesczek v Facebook Ireland Limited, Judgment of the Court (Third Chamber), 3 October 2019. Case C‑18/18
電子商取引指令の第14条 (ホスティング事業者に適用されるセーフハーバー条項)、および第15条第1項 (一般的監視義務の不存在) の解釈を巡る事件である。政治家の名誉を毀損するFacebookユーザーによるコメント投稿をどこまで削除する義務があるのかが問われた。オーストリアの緑の党所属女性政治家エヴァ・グラヴィシュニク＝ピスチェク (Eva Glawischnig-Piesczek、旧名: Eva Glawischnig) を取り上げた写真付き雑誌の記事とともに、Facebookユーザーが侮辱的で名誉毀損に該当する内容のコメントを投稿した。グラヴィシュニクはFacebook側に削除要請したものの、Facebookが応じなかったことから法廷闘争へと持ち込まれた。一審のウィーン商務裁判所 (Handelsgericht Wien、略称: HG Wien) は3種類の投稿に関し、Facebookに差止命令を下している。その内訳は、
- (a) 訴訟対象となっているユーザーの当初投稿 (オリジナル)
- (b) 他ユーザーがシェアボタンを押して拡散したオリジナルと同一の複製投稿 (identical)
- (c) 言葉尻を若干改変しただけの実質ほぼ同一内容の投稿 (equivalent)

である。命令を受けてFacebook側は応じたものの、オーストリア国内に限った対応とした。控訴審のウィーン高等地方裁判所 (Oberlandesgericht Wien、略称: OLG Wien) はFacebook側からの国内限定措置の主張を棄却したものの、(c)「実質ほぼ同一投稿」の削除義務まではFacebookは負わないとして、一審の判決を部分的に覆した。これを受け、原告・被告ともに上告している。
オーストリア最高裁 (Oberster Gerichtshof、略称: OGH) から先決裁定を付託されたECJは2019年10月、電子商取引指令が免除しているのは「一般的」な監視義務であり、本件のような既に国内裁判所で差止命令が出ている「個別事案」への適切な削除要請とは切り分ける必要があると判示した。また投稿コンテンツは短時間のうちに他ユーザーによって複製・拡散されやすいSNSの特性も考慮された。
続いて、(c) 実質ほぼ同一投稿の扱いについては、その違法性をプロバイダーたるFacebook側が追加で独自調査しない限り、各種法令に定められた合法的利用の条件に照らし合わせて判断しかねるようであれば、そのコンテンツを公開ブロックする義務をプロバイダー側は負わないと判示した。また、差止命令の有効法域を国外にまで拡大するかは、国際的な法制度の状況も加味しながらEU加盟各国法で規定できると判示した。
バスタイ・ルブー対ストロッツァー事件 (ドイツ、ECJ 2018年)
ECJ事件名: Bastei Lübbe GmbH & Co. KG v Michael Strotzer, Judgment of the Court (Third Chamber), 18 October 2018. C-149/17
著作権保護と欧州連合基本権憲章の第7条 (私的および家庭生活の尊重) の利害バランスが問われた事件である。原告のバスタイ・ルブー (Bastei Lübbe) は大衆小説などを手掛けるドイツの大手出版社であり、オーディオブック形式でも著作物を出版していた。その一部がファイルシェアを介して海賊版としてオンライン上で出回った。インターネット接続元を調査した結果、被告のミハエル・ストロッツァー (Michael Strotzer) が容疑者として浮上したことから、著作権侵害でバスタイ・ルブーがミュンヘン区裁判所 (Amtsgericht München) に提訴した。被告ストロッツァーはファイルシェアが実行された時間帯に自身のパソコンの電源は落ちていたとして、容疑を否認した。またストロッツァーの使用していたインターネット接続は自称「セキュア」であり、同一IPアドレスには自身の両親だけが接続しうるが、両親ともにオーディオブックの存在すら知らず、かつファイルシェアのソフトウェアも使用していないと主張した。一審は第三者がファイルシェアした可能性も否定できないとして、原告の訴えを退けた。
原告が控訴し、二審のミュンヘン地方裁判所 (Landgericht München) 第一法廷はストロッツァー本人がファイルシェアした可能性が極めて高く、第三者が同一IPアドレスを使ってインターネット接続できたとは考えづらいと述べている。ストロッツァーは両親の素性を明かした上で、両親がファイルシェアした可能性も否定できないと主張した。そして欧州連合基本権憲章 第7条「家庭生活の尊重権」を根拠に、これ以上家族に関連する情報を提供する義務はないと抗弁したのである。この結果を受け、二審から欧州裁判所に解釈を付託することとなった。
ECJは情報社会指令 第8条第1項・第2項 (制裁および救済)、および知的財産権執行指令の第3条第1項・第2項 (効果的かつバランスに配慮した公正な救済) で定められた著作権者の権利保護と、憲章 第7条の基本的人権の尊重の間で比較衡量することとなった。ドイツ国内法では著作権侵害の証拠収集に一定のハードルを課しており、結果として著作権者の権利に甚大な損害をもたらしていると判示した。
コンスタンティン・フィルム対YouTube事件 (ドイツ、ECJ 2020年)
ECJ事件名: Constantin Film Verleih GmbH v YouTube LLC and Google Inc., Judgment of the Court (Fifth Chamber), 09 July 2020. C-264/19
知的財産権執行指令 (Directive 2004/48/EC) 第8条第2項(a)号に規定される権利侵害者の情報開示対象に "addresses" とあるが、この文言には住所だけでなくEメールアドレス、IPアドレス、電話番号も含まれるのかが問われた事件である。
コンスタンティン・フィルムの映画作品の一部がYouTubeに違法投稿され、情報開示請求を行った結果、氏名と住所が判明した分は和解が成立した。しかし偽名が用いられているケースもあり、Eメールアドレス、携帯電話番号およびIPアドレスも開示するようYouTube側に追加請求したものの未対応であったことから提訴に至った。一審のフランクフルト地方裁判所 (Landgericht Frankfurt am Main) は原告側の請求を退けたものの、二審のフランクフルト高等地方裁判所 (Oberlandesgericht Frankfurt am Main) は部分的に認めて、Eメールアドレスのみ開示を命じた。コンスタンティンはドイツ連邦最高裁 (Bundesgerichtshof) に上告し、連邦最高裁からECJに知的財産権執行指令のの解釈が付託された。
ECJは日常的に用いられている言葉の定義だけでなく、本事件固有の背景および指令の立法目的も勘案した上で、開示請求の対象 "addresses" は固定された住所・自宅住所のみを指すとの解釈を示した。欧州連合基本権憲章の第47条 (効果的な救済と公正な裁判を求める権利) で保障されている救済の意義を認めつつも、知的財産権執行指令の立法者は下限平準化を選択しており、よって第8条の適用範囲は限定的に捉える必要があるとして、個人情報保護と著作権者の権利保護間はバランスをとる判決を下した。ただし下限平準化ということもあり、EU加盟各国の国内法化で住所以外も開示対象に含める権限があるともしている。
ピーターソン対YouTube事件、エルゼビア対Cyando事件 (ドイツ、ECJ 2021年)
ECJ事件名: Peterson v YouTube and Elsevier v Cyando, Judgment of the Court (Grand Chamber), 22 June 2021. Joined Cases C-682/18 and C-683/18
2事件ともに、情報社会指令 第3条の公衆伝達権、および電子商取引指令 第14条のセーフハーバー条項が法解釈の焦点ではあるが、DSM著作権指令 第17条を意識しての判決と見られている。Peterson v YouTube は英国歌手サラ・ブライトマンの歌唱楽曲の録音、および自作の曲の著作権を原告で音楽プロデューサーのフランク・ピーターソンが主張し、無許諾でYouTube上で拡散されたとして差止請求と損害賠償を求めた事件である。Elsevier v Cyando は学術出版社エルゼビアがファイルのホスティングと共有サービス "Upload" を運営するCyandoの無許諾シェアに対し、差止請求と損害賠償を求めた事件である。2件ともドイツ国内裁判所からECJに先決裁定が付託され、2件併合して判決が下された。
YouTube、Cyandoのユーザーともに著作権侵害コンテンツの投稿を独自判断しており、OCSSPsは公衆伝達の行為者とは見なされなかった。OCSSPsが投稿・拡散に際して意図的かつ不可欠な役割を果たしていないためである。また著作権侵害行為に貢献していると見なすには、(1) 著作権侵害コンテンツを "具体的に" 認識している (specific knowledge) にもかかわらず、迅速に削除やブロックなどの措置を取らなかった場合、(2) 著作権侵害の "一般的な" 認識を有するべき立場にありながら、適切な技術的手段を講じなかった場合、(3) ユーザー投稿の判断にOCSSPs自らも意図的に関与し、共有手段を提供したり、著作権侵害を知りながら共有を促進している場合、この3点が要件となることが判示された。
この併合判決の解釈を巡って学説が分かれている。情報社会指令や電子商取引指令がOCSSPsによる公衆伝達の範囲を狭めているとも解釈できることから、裏を返すとDSM著作権指令 第17条の創設によって、OCSSPsによる公衆伝達の範囲を拡張した (つまり責任範囲が広がった) と推定する研究者もいる。

## 法執行
法執行では、著作権侵害を起こしている海賊版の差押など、強制力を持たせた法律上の手続・措置に関する判例を以下に紹介する。
チャペル対イギリス政府事件 (イギリス、ECtHR 1989年)
ECtHR事件名: Chappell v. the United Kingdom, Judgment of the European Court of Human Rights, 30 March 1989. No 10461/83
著作権侵害の複製品差押の家宅捜査が人権侵害に当たるかが問われた事件である。アンソニー・チャペル (Anthony Richard Malcolm Chappell) はThe Video Exchange Clubという名称の会員サービスを提供していた (法人名はVideo Exchange Limited)。約4,000名の会員に対し、カセットを複製して提供したことから、映画関連企業2社を含む原告団が著作権侵害で差止命令の請求を行った。イギリスのイングランド・ウェールズ高等法院 (略称: EWHC) はこれを受け、アントン・ピラー命令 (証拠隠滅の可能性が高い場合に行われる事前警告なしの家宅捜査と証拠保全の命令) を出している。
チャペルはこの家宅捜査が欧州人権条約 第8条で保障されている「私生活の尊重権」に反するとして、イギリス政府を相手に提訴した。欧州人権裁判所は、アントン・ピラー命令が発出された背景を踏まえて必要性を認め、チャペルの主張を退けている。またこのような法的手続は基本的に国内司法の問題であり、欧州人権裁判所のような欧州レベルで介入する権限を有しないとも判示した。
ガーディアン紙対英国政府事件 (イギリス、ECtHR 1991年)
ECtHR事件名: Observer and Guardian v the United Kingdom, Judgment of the Court (Plenary), 26 November 1991. No 13585/88
通称「スパイキャッチャー事件」。著作物出版差止の妥当性が問われた。英国諜報機関 MI5の上級局員だったピーター・ライト (Peter Wright) の回顧録『スパイキャッチャー』(Spycatcher: The Candid Autobiography of a Senior Intelligence Officer) を巡る事件である。英国の同盟国の大使館への違法な潜入・盗聴といった内部手法を暴露したほか、MI5長官ロジャー・ホリス (Sir Roger Hollis) がソ連のスパイだと告発する内容である。過去にライトは第三者調査を政府に要請するも失敗に終わったことから、暴露本出版に切り替えて移住先のオーストラリアの出版社と契約した。英国政府はこれを阻止しようとオーストラリアで訴訟を起こした。国家機密保護ではなく、ライト個人の職務上の守秘義務違反を理由にしての出版差止請求である。
しかし1986年6月22日・23日、英国の姉妹紙『オブザーバー紙』と『ガーディアン紙』がオーストラリアの法廷闘争、そして『スパイキャッチャー』の詳細の一部を短めの記事にして報じた (以下「ガーディアン」と表記)。これを受け、英国政府はガーディアンからのこれ以上の報道を阻止しようと英国内で提訴。仮差止が認められた。しかしその後も英国内の他紙が類似の内容を次々と報じ始める。また『スパイキャッチャー』は米国でも出版が企画された。このような事情も加味し、1987年にオーストラリアでは出版差止請求を退けた。既に世界的に知られる内容であり、差止の公益的な意義が薄れたためである。
こうして英豪の司法判断が分かれた結果、欧州人権裁判所でガーディアンの出版差止の適法性が審理されることとなった。欧州人権条約 第10条の表現の自由侵害が認められた。その一方で、第13条 (国から適切な救済を得る権利) および第14条 (差別禁止) 違反の主張は認められなかった。
なお、欧州人権裁判所の1991年判決から遡ること10年前、英国内では裁判所侮辱法が成立している。これは出版差止の類似事案でサンデー・タイムズ紙が欧州人権裁判所で逆転勝訴を得たことを受けた英国内の立法である。この立法により、欧州基準に沿った表現の自由を尊重する法改革を英国は目指すものの、実適用上では裁判所・裁判官ごとの判断がバラけて批判を受けていた背景がある。

## EU一次法
EUの一次法と国内著作権法の矛盾が問われた事件について以下にまとめる。
ドイツ・グラモフォン対メトロ事件 (ドイツ、ECJ 1971年)
ECJ事件名: Deutsche Grammophon Gesellschaft mbH v Metro-SB-Großmärkte GmbH & Co. KG, Judgment of the Court, 8 June 1971. Case 78-70
ローマ条約 (EEC条約) の第5条第2段落 (ローマ条約に反する加盟国内法の適用禁止)、第30条 (域内輸出入障壁の撤廃) および第81条・第82条 (現在の欧州連合競争法に相当) の解釈を巡る事件である。原告はクラシック音楽レーベルのドイツ・グラモフォン (Deutsche Grammophon Gesellschaft mbH) である。ドイツでホールセールクラブ (会員制の流通・小売業) を営むメトロ (Metro-SB-Großmärkte GmbH、現: Metro AG) がフランスで楽曲作品を購入し、ドイツ国内で輸入販売しようとしたことから、訴訟に発展した。同楽曲作品はドイツ国内で既に販売されていたものの、フランスからの輸入盤の方が安価であった。その背景には、当時のフランスとドイツの楽曲に対する著作権保護水準の格差がある。
ハンブルクにあるハンザ同盟高等地方裁判所 (Hanseatisches Oberlandesgericht、略称: HansOLG) は、ドイツ著作権法の第97条および第85条と、上述のローマ条約各条との間で矛盾が生じていないか、解釈をECJに付託した。ECJはドイツ著作権法がローマ条約の目的を阻んではならないとして、域内におけるモノの自由移動を妨げてはならないと判示した。当判決では "The existence versus exercise doctrine" (意訳すると著作権の発生・帰属と著作権の行使を切り分ける法理) を用いたことで知られており、同法理は後の#コディテルII判決でも踏襲された。
シネフォグ・フィルムズ対コディテル事件 (ベルギー、ECJ 1980年・1982年)
ECJ事件名 1: SA Compagnie générale pour la diffusion de la télévision, Coditel, and others v Ciné Vog Films and others, Judgment of the Court, 18 March 1980. Case 62/79
ECJ事件名 2: Coditel SA, Compagnie générale pour la diffusion de la télévision, and others v Ciné-Vog Films SA and others, Judgment of the Court, 6 October 1982. Case 262/81
通称「Coditel I判決」であるが、映画のテレビ放送・ケーブル放送関連の初期ケースとして知られ、書籍や録音楽曲とは異なる観点が注目された。原告のベルギー映画配給会社シネフォグ・フィルムズ (Ciné-Vog Films) は、クロード・シャブロル監督の1970年作品 "Le Boucher" (「肉屋」の意でサイコ・スリラー系映画) のベルギー国内独占配給権を7年間の期限付きで製作会社で被告のラ・ボエシ (Les Films la Boetie) から獲得していた。また被告コディテル (Coditel、現: SFR Beluxで、携帯電話通信会社SFR傘下を経てTelenet Groupに買収) はベルギーのケーブルテレビ事業者である。映画公開の翌年1971年にはドイツ国内でドイツ語版がテレビ放送されており、国境を接するベルギー国内でも視聴可能であったことから、シネフォグは独占配給権が侵害されたとして製作会社を責めつつ、ドイツのテレビ放送をケーブル放送でベルギー国内に提供したコディテルの行為も問題視した。一審では原告勝訴で損害賠償がコディテルに命じられたことから、コディテルが控訴した。コディテルは、シネフォグに与えられた独占配給権の内容がローマ条約 (EEC条約) の第85条 (現在の欧州連合競争法に該当する条項の一部) および第59条 (サービスの域内自由移動) に反すると抗弁した。ブリュッセル控訴院 (Cour d'appel de Bruxelles) はベルヌ条約の解釈に基づき、第85条との矛盾は否定したものの、第59条の解釈をECJに付託した。
ECJは1980年、著作権などの知的財産権保護を目的とした国内法までもがローマ条約 第59条で制限されるものではないして、第59条の適用範囲を絞った。これは "The specific subject matter doctrine" (意訳すると特定の権利保護対象の法理) と呼ばれる考え方で、元来は同じ知的財産権の姉妹法である特許や商標法で確立した法理である。これを著作権にも応用したことで当判決は知られている。
1982年の通称「Coditel II判決」であるが、1980年の「Coditel I判決」を受けてベルギー破毀院 (Court of Cassation、最高裁の意) で継続審理され、ローマ条約 (EEC条約) 第85条 (上述の通り、Coditel Iでは先決裁定の範囲から外されている) および第36条 (公益目的を除く域内輸出入障壁の撤廃) の解釈が破毀院からECJに付託された。
ECJは1971年の#ドイツ・グラモフォン対メトロ事件で "The existence versus exercise doctrine" をモノの自由移動に適用したが、この法理をサービスの自由移動にも応用したのがCoditel II判決である。
EMI対パトリツィア輸出入事件 (ドイツ、CJEU 1989年)
ECJ事件名: EMI Electrola GmbH v Patricia Im- und Export and others, Judgment of the Court (Sixth Chamber), 24 January 1989. Case 341/87
EC域内の国によって音楽の著作権保護期間が異なることが争点となった事件である。この事件が、後のEU著作権保護期間指令の1993年成立に影響を与えたと見られている。原告は、英国EMIレコーズのドイツ現地法人 (現: Universal Music Group傘下) である。EMIは英国歌手クリフ・リチャードの1958年から1959年にかけての録音楽曲分の権利を有していた。被告のパトリツィア輸出入らは、楽曲の輸出入販売業を営んでいたデンマークの企業である。パトリツィアらはドイツ国内でリチャードの楽曲を商品化 (製造) し、当初はそれをデンマーク販売業者に輸出販売していた。さらに同楽曲商品をデンマークからドイツに逆輸入したことから、ドイツ国内で訴訟へと発展した。同楽曲はデンマーク国内では既に著作権が切れた状態であったことから、被告らは抗弁している。ドイツ国内の著作権法では著作権侵害に当たるが、ローマ条約 (EEC条約) の第30条・第36条 (公益目的を除く域内輸出入障壁の撤廃) と矛盾する可能性があることから、ハンブルク地方裁判所 (Landgericht Hamburg) からのECJに解釈が付託された。なおドイツでは1965年に著作権法の大改革が起こって法典化され、現行著作権法 (Urheberrechtsgesetz、略称: UrhG) に継承されており、またレコード製作者の著作隣接権を定める国際基本条約のローマ条約 (別通称: 実演家等保護条約。ECC条約のローマ条約とは異なる) をドイツが批准して履行開始したのが1966年であるが、リチャードの楽曲はそれ以前に録音されていることから旧法が適用されている点に留意が必要である。
ECJは著作物もローマ条約の第30条・第36条の範疇に入るとした上で、著作権保護期間の長いドイツの国内法によって著作権の切れているデンマークからの輸入を阻止することができると判示した。なおECJの1989年判決後、三審のドイツ連邦最高裁で審理が継続され、2度目の先決裁定が「#コリンズ対イムトラット貿易事件」と併合されてECJに付託されている。
コリンズ対イムトラット貿易事件 (ドイツ、CJEU 1993年)
ECJ事件名: Phil Collins v Imtrat Handelsgesellschaft mbH and Patricia Im- und Export Verwaltungsgesellschaft mbH and Leif Emanuel Kraul v EMI Electrola GmbH, Judgment of the Court, 20 October 1993. Joined cases C-92/92 and C-326/92
通称「Phil Collins事件」。上述の#EMI対パトリツィア輸出入事件の2度目のECJ先決裁定と併合して判決が下されている。英国歌手フィル・コリンズが米国カリフォルニアで1983年にコンサートを行ったが、これが無断録音されて被告イムトラット貿易 (Imtrat Handelsgesellschaft mbH) によってCD化され、ドイツで販売された (いわゆるBootleg)。これを受け、コリンズ側がドイツのミュンヘン地方裁判所 (Landgericht München) に提訴した。しかしながらコンサート開催地である米国はローマ条約 (別通称: 実演家等保護条約) を批准していないことに加え、当時のドイツ国内の著作権法 (1965年法) は外国籍の実演家に対する権利保護をドイツ国内の実演に限定していた。
ローマ条約 (EEC条約) の第7条では、国籍による域内差別を禁止しており、同条約の第30条・第36条といった自由貿易の障壁撤廃の個別規定よりも優先され、著作権や著作隣接権をも直接拘束する。よってECJは第7条に基づき、イギリス国籍のコリンズおよびリチャードの実演家としての著作隣接権とドイツ国民の権利とをドイツ国内法で差別して扱ってはならないと判示した。英国ベースの国際的な音楽業界団体であるIFPIも、今後の海賊版取締への布石となる判決だとして、歓迎する声明を出している。
同様にローマ条約 第7条の解釈が問われた事件としては、イタリアの高級バッグ・靴ブランドのトッズ (Tod's) を巡るフランスからECJに付託された2005年判決 (Case C-28/04) も知られている。またコリンズとクリフォードの併合判決は音楽の実演であるが、外国籍の権利者の保護という観点で、美術品の転売・オークションにかかるEUの追及権指令の制定のきっかけになったとも言われている。

## 国際準拠法
マキ対スリスッド事件 (フランス 2012年)
フランス破毀院事件名: Maki Company et M. Y. c. la société Serisud, Cour de cassation, civile, Chambre civile 1, 28 novembre 2012, 11-20.531
集合著作物の著作権と商標権侵害がマダガスカルとフランスの両国にまたがって問われた事件である。マダガスカルの企業Maki社 (Maki Company) が同国の産業財産権庁に商品デザインを商標登録した後に、スリスッド社 (Serisud) がマキの商標をフランスで登録したとして、マキがスリスッドを商標権侵害と不正競争防止法違反で提訴した。これに対抗して、スリスッド側は著作権侵害と不正競争防止法違反で反訴した。問題となったデザインは "poissons jaunes" (黄色い魚) などと題した9点である。集合著作物の権利を定めたフランス著作権法 L113-5条の解釈に関連し、フランス国外の裁判所に提訴済の事件であっても、フランス国内での裁判に影響を与えるものではないとした。
X対ABCニュース事件 (フランス 2013年)
フランス破毀院事件名: X c. ABC News, Cour de cassation, civile, Chambre civile 1, 10 avril 2013, 11-12.508
フランスと米国にまたがる事件である。報道カメラマンとして米国メディアABCニュースに雇用されていた人物X (判決文上で伏字) が、1993年より同社フランスオフィス駐在となり、2004年に経営上の理由から解雇された。その後、自身のレポートやドキュメンタリー作品を不法に社に利用されたとして、著作財産権および著作者人格権侵害でフランスの労働裁判所に提訴した。パリ控訴院は2010年12月10日、著作権法の基本条約であるベルヌ条約の第5条(2)を「著作物の創作された本国によって準拠法が決まる」と解したことから、米国著作権法で著作権者を定めた第201条 (a) および (b) 項が本件に適用されると判断した (この考え方を「本源国法説」と呼ぶ)。米国著作権法 第201条 (a) および (b) 項では、当事者間で特段の取り決めがない限りは職務著作が認められると規定されている。しかし2013年4月10日、破毀院はパリ控訴院の判決を破毀し、著作物を利用して利益を得る地域によって準拠法が決まると判示した (この考え方を属地主義に基づく「保護国法説」と呼ぶ)。

## 立法審査
EUの基本条約や欧州連合基本権憲章といった一次法 (基本法) に基づき、EUの立法機関 (欧州議会および欧州連合理事会) は指令などの二次法 (派生法) を採択している。時として、こうした派生法が基本法と矛盾することがあり、派生法の立法取消 (無効確認) を求めてECJに提起されることがある。
また派生法たるEU指令の国内法化に伴って改正・制定されたEU加盟国内の法令 (さらなる派生法) が、EU指令や各国の憲法などの上位法と矛盾し、違憲立法審査が行われることがある。
ポーランド政府対欧州議会・欧州連合理事会事件 (ECJ 2022年)
ECJ事件名: Republic of Poland v European Parliament and Council of the European Union, Judgment of the Court (Grand Chamber), 26 April 2022. C-401/19
先行する法務官による意見書: 2021年7月15日公表も参照のこと。
2019年に成立したDSM著作権指令の第17条 (通称「アップロード・フィルター条項) が検閲を助長し、EU諸条約や加盟国内の憲法に反するとの理由から、ポーランド政府は2019年5月24日、ECJに指令無効の異議申立を行った。国内法化は2021年6月7日が期日として設定されていたが、これを過ぎた2022年4月26日、ECJはポーランドの申立を棄却している。DSM著作権指令の第17条は、欧州連合基本権憲章の第11条で保障されている表現の自由を制限しうると前置きした上で、著作権保護の観点から表現の自由に一定の制約をかけることに法的正当性があると判示された。また、利用者の表現の自由と著作権者の利益保護のバランスが適切にとれていると判断された。このECJ判決により、EU加盟国による指令の国内法化義務が確定した。
Meta対イタリア通信規制庁事件 (イタリア、ECJ 係争中)
ECJ事件名: Meta Platforms Ireland Limited v Autorità per le Garanzie nelle Comunicazioni, C-797/23
DSM著作権指令 第15条 (通称「リンク税」) 関連では初のECJへの先決裁定付託である。同指令 第15条では新聞社や報道機関などの報道出版者に対し、Google Newsに代表されるニュース・アグリゲーター (News aggregators) が利益の適正割合をシェアするよう義務付けている。イタリアでは2021年、これに対応して国内著作権法を改正し、第43の2条にて報道出版物の利用料支払を規定している。利用料が報道機関とニュース記事利用者 (information society service providers、略称: ISSPs) 間で合意に至らない場合、イタリア通信規制庁 (略称: AGCOM) に料率決定を付託する旨が規定されている。これに基づきイタリア通信規制庁は2023年、具体的な料率算出の決定基準を公表した (AGCOM Regulation No. 3/23/CONS)。これに対しMeta社 (旧Facebook) は、イタリア通信規制庁による介入の無効判断を求め、2023年12月にラツィオ州行政裁判所 (イタリア) (TAR Lazio) に提訴している。Metaはイタリアのこの規制が、DSM著作権指令だけでなく、企業活動の自由を保障する欧州連合基本権憲章の第16条に反する上乗せ規制 (英: Gold-plating) だと主張している。このような主張はMetaに限らず、イタリア著作権法第43の2条の改正法案審議時点で既に、イタリア競争・市場保護委員会 (略称: AGCM、日本の公正取引委員会に相当) もEU法に反するおそれがあると懸念を表明していた。
ラツィオ州行政裁判所は2023年12月12日、先決裁定をECJに付託することを決定した (判決番号: 18790/2023)。2024年11月現在、ECJでは本件を審議中である。
DSM著作権指令関連の改正違憲訴訟 (ベルギー、ECJ 係争中)
ベルギー憲法裁決定: Arrêt n°98/2024 du 26 septembre 2024, Numéros du rôle : 7922, 7924, 7925, 7926 et 7927
ECJ事件名: 未定
上述のイタリアと同様、DSM著作権指令 第15条関連でECJによる先決裁定を求めているのが、ベルギーの違憲訴訟5件である。原告はGoogle、Spotify、Meta、ベルギー最大のケーブルテレビTelenet Groupとメディア大手DPG Mediaが共同運営する動画配信サービスStreamz、およびソニーであり、各社が個別にベルギー憲法裁判所に提訴している。2024年9月26日にベルギー憲法裁判所から5件を併合してECJへの付託が決定され、その論点は計13点に上る。
DSM著作権法を国内法化すべく、ベルギーでは2022年に経済法典 (Wetboek van economisch recht) を改正している。著作権関連は経済法典の第11編 (XI編)「知的財産および企業秘密保護法」の第5章 著作権および著作隣接権にて規定されている。指令 第15条関連では、ベルギー経済法典 第216条の1、第216条の2、第216条の3、第217条、第217条の1、第218条の1、および第245条の7を改正・新設している。当改正を受け、ニュース記事などの著作隣接権者である報道機関と、そのニュース記事を利用するニュースアグリゲーターなどの事業者 (information society service providers、略称: ISSPs) の間で利用料率の交渉が行われたにもかかわらず4か月以内に合意に達しない場合は、通信の規制当局であるベルギー郵便電気通信庁 (オランダ語略称: BIPT、フランス語略称: IBPT) が利用料率を決定することができることとなった。不服の場合はベルギー国内の裁判所に提訴する手続をとることとなる。さらにISSPsは報道機関から要請があった場合、ニュース記事などの利用状況などの最新状況を要請から1か月以内に報告する義務が課されている。この改正はDSM著作権指令の求める著作権保護水準を上回るものであり、上記5社が相次いで違憲訴訟を起こしたのである。

## 競争法
DSM著作権指令では、他者著作物の利用に際して、デジタル・プラットフォーム事業者に適正な利益分配を義務付けている:81–82。Googleに代表されるこうした事業者は大規模にサービス展開し、市場における優越的地位を濫用して、利益を著作権者に十分還元していない事案があり、欧州連合競争法と著作権法が近接する分野である。また著作権管理団体 (CMO) が優越的地位を濫用して多額の利用料を請求するケースもある。
プレミアリーグ対QCレジャー事件 (イギリス、ECJ 2011年)
ECJ事件名: Football Association Premier League Ltd and Others v QC Leisure and Others and Karen Murphy v Media Protection Services Ltd, Judgment of the Court (Grand Chamber), 4 October 2011. Joined cases C-403/08 and C-429/08
通称「Murphy事件」と呼ばれる2件併合判決であり、著作権法と欧州連合競争法の独占禁止の両方が問われた。英国イングランドのプロサッカー1部プレミアリーグでは、試合のテレビ放映権を厳格に管理していた。特に、(1) 英国内法の規制により、衛星放送用のデコーダーを用いて、英国外のサッカー番組を英国内に持ち込むことが禁じられていた。また (2) プレミアリーグは各テレビ放送事業者との放映権契約上で国別に放映権を分割しており、第三国への広域放送を禁じていた。これら2点が争点となった。
先決裁定を付託されたECJは1点目に関し、域内のサービス移動の自由を謳った欧州連合機能条約 (TFEU) 第56条・第57条に、また2点目に関してはTFEU 第101条の定める独占禁止にそれぞれ抵触すると判断している。
事件の背景であるが、ギリシャではNetMed Hellas社 (固定電話会社Hellas Online系列) が国内放映権を獲得しており、Multichoice Hellas社の運営する衛星放送 "NOVA" のスポーツチャンネル "SuperSport" で試合を放送していた。一方英国内の放映権はBSkyB社 (現: スカイUK) が獲得していた。しかし英国よりギリシャの方が視聴料が安価であったことから、英国内の一部飲食店やパブがギリシャのNOVAと視聴契約を結び、デコーダーを使って店内モニターで客が視聴できるようにしていた。
C-403/08ではプレミアリーグが原告、デコーダーの販売者とパブのオーナーらが被告である。C‑429/08の原告MPS社 (Media Protection Services Ltd) はプレミアリーグから委託を受け、デコーダーによる違法視聴廃絶を訴える運動を展開しており、パブ経営者のカレン・マーフィー (Karen Murphy) を提訴した。英国内では1988年著作権、意匠及び特許法 (略称: CDPA) 第297条(1)違反の判定が下されるも、マーフィーが控訴したことから、プレミアリーグ対QCレジャーの事件と併合してECJに付託された。
原告のプレミアリーグは、通称 "UK blackout rule" (または "Saturday 3pm TV blackout" とも) を徹底させるため、デコーダー規制が必須であると主張していた。これは土曜日の午後3時付近の時間帯に限り、プレミアリーグのテレビ放送を英国内で禁じるルールである。しかしECJは、域内自由移動の原則と午後3時放送禁止ルールの目的を両立させるために、デコーダー禁止とは別の手段が考えうるとしてプレミアリーグ側の主張の正当性を否定した。
なお類似のテレビ放送時間帯規制は米国のアメフトでも存在するが、米国の連邦通信委員会 (FCC) ではこの規制の撤廃を2013年に提案しており、英米で異なる対応となっている。
SABAM対Tomorrowland/Wecandance事件 (ベルギー、ECJ 2020年)
ECJ事件名: Belgische Vereniging van Auteurs, Componisten en Uitgevers CVBA (SABAM) v Weareone.World BVBA and Wecandance NV, Judgment of the Court (Fifth Chamber), 25 November 2020. C-360/10
EU機能条約の第102条 (優越的地位の濫用禁止) に関する事件である。原告のSABAMはベルギーの作家・作詞家・出版者協会であり、実質的に音楽イベント業界の著作権管理を独占している。ベルギーのクラブ・ミュージック系大規模イベントのTomorrowland、およびWecandance (WeCanDanceと綴ることも) に対し、楽曲利用料を請求したがその金額算出モデルが問題となった。チケット売上総額から予約手数料および諸税を差し引いた収入を元に、一定料率を掛けて算出されており、その収入の多寡にかかわらず割引なしの固定レートが適用されていたことから、ある種のSABAM税のようになっていた。これが優越的地位の濫用に該当すると音楽イベント主催2団体が主張し、SABAMと対立した。アントワープ商務裁判所 (オランダ語: Ondernemingsrechtbank Antwerp) はEU機能条約 第102条の解釈をECJに付託した。
ECJは一定料率を適用すること自体は適法と判定しつつも、その率が過剰であり著作権者や利用料を徴収するSABAMによってもたらされる経済的な付加価値とのバランスを逸している可能性があり、国内裁判所で率の妥当性について検証するよう求めた。
GoogleのAIに対する制裁措置 (フランス 2021年・2024年)
フランスの競争委員会 (日本の公正取引委員会に相当する独立行政機関) は人工知能 (AI) のBard (現: Gemini) を開発・所有するGoogle社と親会社のアルファベット社などに対し、多額の制裁金を複数回に亘って科している。
根拠となっているのは、2019年にEUで成立したDSM著作権指令である。当指令では、いわゆるニュースアグリゲーターに対して公正な報酬を報道元に支払うよう規定している。ニュースアグリゲーターとは、通信社や新聞社といった他社報道メディアが個々に発信したニュースを一か所のサイトにまとめて再発信するオンライン・サービスである。ニュース記事閲覧ユーザの多くはニュースアグリゲーターの先の報道元に遡ってアクセスしないことから、報道元やその先の記事執筆記者は利益を得る機会を逸しており、ニュースアグリゲーターによるタダ乗り状態が発生していたことが、DSM著作権指令による規制につながった。指令制定時、Google ニュースはYouTubeと並んで欧州議会から名指しで非難されている。当EU指令を受けて、フランスでも2019年7月24日法 (法令番号:2019-775)、通称「プレス隣接権法」を成立させて国内法化しており、著作権法 L218-1からL218-5条を追加して、報道元への適正な報酬支払を義務付けている。
ところがGoogleの人工知能Bardは無断で他社報道メディアの記事を収集して学習に使用しており、かつこうした報道メディアに適切なオプトアウト (収集拒否) の選択肢を提示していなかったことから問題視された。これに基づき、競争委員会はGoogleに制裁金を科したのである。時系列で辿ると、まずフランスのSEPM (雑誌出版社協会)、AIPG (新聞社協会全国連合) および世界三大通信社の一角AFPからの懸念表明を受け、競争委員会は2020年4月に強制命令 (Decision 20-MC) を出した。しかしこれにGoogle側が従わなかったことから2021年7月に5億ユーロ (約820億円) の制裁金を科している (Decision 21-D-17)。2022年6月には競争委員会とGoogle間で和解に達し (Decision 22-D-13)、Googleが通信社や新聞社といった報道メディア各社と交渉の上、適正な報酬を支払う改善措置が盛り込まれていた。ところがその後もGoogle側に改善が見られなかったことから、2024年3月には2度目となる2億5,000万ユーロ (日本円で約410億円) の制裁金を競争委員会が科したのである。
なお、フランスでは1985年法で初めて著作隣接権を条文上で明文化しているが、それ以前から不正競争の理論に基づいて著作隣接者の権利を保護する判例も存在した。今回の競争委員会による制裁も、EU機能条約の第102条と、競争法を収めたフランス商法典のL420-2条 (優越的地位の濫用禁止) を根拠にしたものである。Googleの検索市場におけるシェアは9割を超えて寡占状態であり、かつ他社の参入障壁も高いことを理由に、不正競争に該当すると判断された。
AMETIC対スペイン政府事件 (スペイン、ECJ 2022年)
ECJ事件名: Asociación Multisectorial de Empresas de la Electrónica, las Tecnologías de la Información y la Comunicación, de las Telecomunicaciones y de los contenidos Digitales (AMETIC) v Administración General del Estado and Others, Judgment of the Court (Fifth Chamber), 8 September 2022. C-263/21
スペイン知的財産法 第25条 (私的複製にかかる公正な利用料支払) 第10項の規定を追加するために発せられた2018年の勅令 (Real Decreto 1398/2018) の無効を求めた事件である。複製されたメディアやデバイスなどを購入した自然人ないし法人が、私的ではなく職務上の目的であると証明できれば、第25条規定の支払義務が免除される。この資格要件を認定するのが "Ventanilla Única Digital" (直訳: 単一デジタル窓口、略称: VUD) と呼ばれる者である。仮に購入時点でこの資格を有しておらずいったん支払っても、その後にVUDから認定されれば還付される仕組みである。VUDは著作権管理団体 (集中管理団体、略称: CMO) によって独占的に設立されていた。
原告のスペイン電機・情報通信技術連合会 (略称: AMETIC) は情報通信技術 (ICT) を中心とした経済団体である。AMETIC会員企業はVUDから認定を受けられなければ、第25条の利用料支払義務を負うため、VUDの背後にいるCMOによる優越的地位の濫用ではないかとしてAMETICが勅令無効を求めて提訴したのである。
スペイン最高裁から付託されたECJは、このような徴収・還付の制度は手続の簡素化や効率的運営を担保するものであり、かつそれが実質CMOによって運営されていたとしても、制度の意義を損ねるものではないと判示した。また認定までのプロセスなども検証した結果、EU法に反するものではないと判示した。
LEA対ジャメンド事件 (イタリア、ECJ 2024年)
ECJ事件名: Liberi editori e autori (LEA) v Jamendo SA, Judgment of the Court (Fifth Chamber), 28 May 2024. C-10/22
原告はイタリア著作権管理団体 (CMO) のLiberi editori e autori (略称: LEA)、被告はルクセンブルク設立の独立管理団体 (independent management entity、略称: IME) であるジャメンド (Jamendo) である。ジャメンドは2004年よりイタリアでも事業展開している。イタリア著作権法 第180条では、外資系IMEによるイタリア国内の著作権管理業務は排除されていることから、ジャメンドの業務停止命令を求めてローマ地方裁判所 (Tribunale ordinario di Roma) にLEAが提訴した。被告ジャメンドは著作権集中管理指令 (2014/26/EU、略称: CRM指令) が誤った形でイタリアで国内法化されたと反論し、EU域内設立の外資系IMEもイタリア含む全EU加盟国内で営業する権利があると主張した。
ローマ地裁から付託されたECJはCRM指令の本題に入る前に、まず電子商取引指令およびサービス指令 (Directive 2006/123/EC) が本件に適用されるか検証した。これら2指令は狭義の著作権 (著作者本人の著作権) および著作隣接権を対象外としていることから、演繹してCMOの活動も適用外と判定した。またEU機能条約の第56条が保障するEU域内サービス提供の自由と、イタリア著作権法による外資規制が比例原則に照らし合わせてバランスがとれているかも検証した。CRM指令ではCMOはIMEと比較してより高い透明性義務を課されているほか、利益率の低い著作権処理も取り扱うなど事業収益性の観点で異なることから、CMOが市場で優遇される正当性があるとの見解を示した。これらを総合的に勘案した結果、外資IME規制は著作権保護の目的から逸脱した過度な外資IME規制をイタリア著作権法が科していると判定した。
なお2014年成立のCRM指令を2017年に国内法化する以前のイタリアは、著作物のジャンルごとに各CMOが実質的な独占状態にあった。イタリア競争・市場保護委員会 (略称: AGCM、日本の公正取引委員会に相当) からも外資系IMEの参入規制を問題視する意見書が提出されていたにもかかわらず、無視されてそのまま国内法化された背景があった。

## 管轄
一般的に著作権に関する訴訟は欧州各国の国内著作権法に基づき、国内裁判所で取り扱われる (例: フランス著作権法に基づき、フランス破毀院ないし下級審で審理)。しかし欧州における著作権訴訟の一部は、国際裁判所である欧州連合司法裁判所 (英略称: CJEU) や欧州人権裁判所 (英略称: ECtHR) に持ち込まれることがある。本項では国内レベルの判例、および欧州レベルの国際判例の両方を取り扱う。

### 欧州連合司法裁判所
欧州連合司法裁判所 (CJEU) は、欧州連合 (EU) が制定したEU著作権法などのEU法 (二次法ないし派生法と呼ばれる)、そしてその上位法である欧州連合基本権憲章や欧州連合機能条約 (一次法と呼ばれる) などに基づいて判決を下すEUの国際裁判所である。EU加盟各国の国内著作権法とEU著作権法の間で矛盾する場合は、EU著作権法が優先される。

欧州連合司法裁判所 (CJEU) のエンブレム

欧州連合司法裁判所 (公式英略称: CJEU) は総称であり、
- 司法裁判所 (英: the Court of Justice、非公式英略称: ECJ[注 45])
- 一般裁判所 (英: the General Court、仏: Le Tribunal、非公式英略称: EGC、旧称: 第一審裁判所)
- 専門裁判所 (英: Specialised courts) としての欧州連合公務員裁判所 (2004年から2016年8月まで。以降は一般裁判所に吸収[387])

から構成されている。訴訟は「先決裁定」と「直接訴訟」に分類され、CJEU内の管轄 (役割分担) が異なる。
まず先決裁定手続 (英: preliminary ruling procedure) であるが、EU著作権法を含むEU法全般の条文解釈や効力について疑義が生じた場合は、国内裁判所がいったん国内訴訟の審理を中断させて、CJEUに解釈を付託する (つまり原告・被告ではなく、国内裁判所がCJEUに事件を持ち込んでいる)。こうしてCJEUから下された先決裁定の判決は、当事国以外のEU加盟国の判決にも後々影響をおよぼすこととなる。先決裁定はECJのみが扱ってきたが、2024年10月より6分野に限定して一般裁判所 (EGC) が担当することとなった。ただしこの6分野には著作権などの知的財産権関連は含まれていない。
一方の「直接訴訟」であるが、国内裁判所ではなく国際裁判所の一般裁判所に訴訟当事者から直接持ち込まれ、判決に不服の場合は上級審であるECJに上訴される場合もある (例: #PRO対欧州委員会事件)。
欧州共同体 (EC) から欧州連合 (EU) へと完全移行させたリスボン条約が2009年12月に発効する以前は、CJEUは欧州共同体司法裁判所 (英: The Court of Justice of the European Communities、略称: CJEC) の正式名称で呼ばれていた。1988年以前は第一審裁判所 (現: 一般裁判所) が未設立であったことから単一組織の裁判所であり、CJEUの前身は1952年に発足した欧州石炭鉄鋼共同体 (ECSC) に限定した司法裁判所にまで遡ることができる。ECSC司法裁判所の非公式名称として欧州司法裁判所 (英: European Court of Justice、略称: ECJ) が用いられていた。したがって本項では1988年以前の単一組織時代は "ECJ" を略称で用いることとする。
なお、EU著作権法の一部は欧州経済領域 (EEA) にも拡大適用される。2024年12月現在、EU加盟国は27か国、EEA加盟国は30か国となっている。差分3か国のアイスランド、ノルウェー、リヒテンシュタインはEU未加盟であるものの、EEAには加盟しているため、この3か国は「部分的に」EU著作権法とCJEUの判決に拘束される。
2020年12月31日をもってイギリスはEUから完全に離脱しており (いわゆるBrexit)、2021年1月1日以降のCJEUの判決はイギリスに全く法的拘束力がおよばなくなり、またそれ以前の判決も後にイギリス国内で覆される可能性がある。

### 欧州人権裁判所
欧州人権裁判所 (ECtHR) は欧州評議会 (英略称: CoE) 加盟国を対象とした国際裁判所である。2024年12月時点でCoE加盟は計46か国に上り、うちEUやEEAには未加盟であるもののCoEにのみ加盟している国は16ある (例: スイス、トルコ、ウクライナ、アゼルバイジャンなど)。上述のとおりイギリスはEUを離脱しているが、以降もCoEには継続加盟している。ロシアは26年間CoEに加盟していたが、ウクライナ侵攻を受けて2022年3月に除名処分となっており、以降は欧州人権裁判所の法的拘束を受けない。
CoE加盟国は欧州人権条約 (英略称: ECHR) を遵守する法的義務があり、著作権は表現の自由など人権の一部でもあることから、同条約に反した国内著作権法をCoE加盟国が制定・運用すると、欧州人権裁判所 (ECtHR) に提訴されるケースがある (例: #セフェロフ対アゼルバイジャン政府事件)。
EUおよびEEA加盟国はすべてCoEにも加盟しているため、欧州人権裁判所の著作権に関する判例はEUおよびEEA加盟国にも後々影響をおよぼす。このような背景もあり、EUの知的財産権を扱う欧州連合知的財産庁 (EUIPO) では、欧州人権裁判所の主要判例も収集・分析対象に含めている。

## 対象法令

### EUおよびEEA対象法令
EU著作権法が具体的にどの法令を指すのかは確固たる定義が存在しない状況である。EUでは著作権に関する法令はほとんどが指令の形をとり、単発で提案されて都度採択され、それぞれが並存・補完し合っている。日本国著作権法やアメリカ合衆国著作権法のように一つの法律に体系的にまとまった (法典化した) 形にはなっていない。
EU加盟各国は発令された各種著作権指令に基づいて、国内の著作権法やその関連法を改正する、あるいは新法を成立させるなどして、指令の内容に則した法整備を行う (これを国内法化と呼ぶ)。よって、本項ではEU加盟各国の国内著作権法も判例解説の対象に含めている。
各種著作権指令の上位法も著作権関連の訴訟で参照されることがある。例えば欧州連合基本権憲章の第11条 (表現の自由) や第8条 (個人情報保護) である。これは過度な著作権保護が時として、著作物を利用する第三者の表現の自由や、その表現を伝達するデジタル・プラットフォーム事業者の企業活動の自由を抑圧しかねず、常に利害バランスの調整が求められるためである (例: #SABAM対Netlog事件)。また欧州連合機能条約の第102条は優越的地位の濫用を禁じており (日本の独占禁止法に相当する欧州連合競争法の一部) 、多数の著作物の利用許諾を一手に引き受ける著作権管理団体がこれに抵触することがある (例: #SABAM対Tomorrowland/Wecandance事件)。著作物利用の対価を十分に支払わない大規模デジタル・プラットフォーム事業者に対し、優越的地位の濫用で行政当局が制裁金を科すこともある (例: #GoogleのAIに対する制裁措置)。こうした訴訟以外の制裁措置も本項の対象としている。
著作権保護を主たる目的とはしない一般的なEU法令のうち、著作権にも一部関連しうるものがあり、こうした法令についても本項で取り扱う。例えばAI法 (別称: AI規則) は人工知能 (AI) の包括的な規制法であり、AIモデルの開発に用いられる学習データに他者の著作物が含まれることがあることから、著作権保護とも関連する (例: #クネシュケ対LAION事件)。